# 1929

Europa im Jahr 1929

Portal Geschichte | Portal Biografien | Aktuelle Ereignisse | Jahreskalender | Tagesartikel

◄ |
19. Jahrhundert |
20. Jahrhundert
| 21. Jahrhundert

◄ |
1890er |
1900er |
1910er |
1920er
| 1930er | 1940er | 1950er | ►

◄◄ |
◄ |
1925 |
1926 |
1927 |
1928 |
1929
| 1930 | 1931 | 1932 | 1933 | ► | ►►
Staatsoberhäupter · Wahlen · Nekrolog   · Musikjahr · Filmjahr · Rundfunkjahr · Sportjahr
| Januar | Januar | Januar | Januar | Januar | Januar | Januar | Januar |
| Kw     | Mo     | Di     | Mi     | Do     | Fr     | Sa     | So     |
| ------ | ------ | ------ | ------ | ------ | ------ | ------ | ------ |
| 1      |        | 1      | 2      | 3      | 4      | 5      | 6      |
| 2      | 7      | 8      | 9      | 10     | 11     | 12     | 13     |
| 3      | 14     | 15     | 16     | 17     | 18     | 19     | 20     |
| 4      | 21     | 22     | 23     | 24     | 25     | 26     | 27     |
| 5      | 28     | 29     | 30     | 31     |        |        |        |

| Februar | Februar | Februar | Februar | Februar | Februar | Februar | Februar |
| Kw      | Mo      | Di      | Mi      | Do      | Fr      | Sa      | So      |
| ------- | ------- | ------- | ------- | ------- | ------- | ------- | ------- |
| 5       |         |         |         |         | 1       | 2       | 3       |
| 6       | 4       | 5       | 6       | 7       | 8       | 9       | 10      |
| 7       | 11      | 12      | 13      | 14      | 15      | 16      | 17      |
| 8       | 18      | 19      | 20      | 21      | 22      | 23      | 24      |
| 9       | 25      | 26      | 27      | 28      |         |         |         |

| März | März | März | März | März | März | März | März |
| Kw   | Mo   | Di   | Mi   | Do   | Fr   | Sa   | So   |
| ---- | ---- | ---- | ---- | ---- | ---- | ---- | ---- |
| 9    |      |      |      |      | 1    | 2    | 3    |
| 10   | 4    | 5    | 6    | 7    | 8    | 9    | 10   |
| 11   | 11   | 12   | 13   | 14   | 15   | 16   | 17   |
| 12   | 18   | 19   | 20   | 21   | 22   | 23   | 24   |
| 13   | 25   | 26   | 27   | 28   | 29   | 30   | 31   |

| April | April | April | April | April | April | April | April |
| Kw    | Mo    | Di    | Mi    | Do    | Fr    | Sa    | So    |
| ----- | ----- | ----- | ----- | ----- | ----- | ----- | ----- |
| 14    | 1     | 2     | 3     | 4     | 5     | 6     | 7     |
| 15    | 8     | 9     | 10    | 11    | 12    | 13    | 14    |
| 16    | 15    | 16    | 17    | 18    | 19    | 20    | 21    |
| 17    | 22    | 23    | 24    | 25    | 26    | 27    | 28    |
| 18    | 29    | 30    |       |       |       |       |       |

| Mai | Mai | Mai | Mai | Mai | Mai | Mai | Mai |
| Kw  | Mo  | Di  | Mi  | Do  | Fr  | Sa  | So  |
| 18  |     |     | 1   | 2   | 3   | 4   | 5   |
| 19  | 6   | 7   | 8   | 9   | 10  | 11  | 12  |
| 20  | 13  | 14  | 15  | 16  | 17  | 18  | 19  |
| 21  | 20  | 21  | 22  | 23  | 24  | 25  | 26  |
| 22  | 27  | 28  | 29  | 30  | 31  |     |     |
| --- | --- | --- | --- | --- | --- | --- | --- |

| Juni | Juni | Juni | Juni | Juni | Juni | Juni | Juni |
| Kw   | Mo   | Di   | Mi   | Do   | Fr   | Sa   | So   |
| ---- | ---- | ---- | ---- | ---- | ---- | ---- | ---- |
| 22   |      |      |      |      |      | 1    | 2    |
| 23   | 3    | 4    | 5    | 6    | 7    | 8    | 9    |
| 24   | 10   | 11   | 12   | 13   | 14   | 15   | 16   |
| 25   | 17   | 18   | 19   | 20   | 21   | 22   | 23   |
| 26   | 24   | 25   | 26   | 27   | 28   | 29   | 30   |

| Juli | Juli | Juli | Juli | Juli | Juli | Juli | Juli |
| Kw   | Mo   | Di   | Mi   | Do   | Fr   | Sa   | So   |
| ---- | ---- | ---- | ---- | ---- | ---- | ---- | ---- |
| 27   | 1    | 2    | 3    | 4    | 5    | 6    | 7    |
| 28   | 8    | 9    | 10   | 11   | 12   | 13   | 14   |
| 29   | 15   | 16   | 17   | 18   | 19   | 20   | 21   |
| 30   | 22   | 23   | 24   | 25   | 26   | 27   | 28   |
| 31   | 29   | 30   | 31   |      |      |      |      |

| August | August | August | August | August | August | August | August |
| Kw     | Mo     | Di     | Mi     | Do     | Fr     | Sa     | So     |
| ------ | ------ | ------ | ------ | ------ | ------ | ------ | ------ |
| 31     |        |        |        | 1      | 2      | 3      | 4      |
| 32     | 5      | 6      | 7      | 8      | 9      | 10     | 11     |
| 33     | 12     | 13     | 14     | 15     | 16     | 17     | 18     |
| 34     | 19     | 20     | 21     | 22     | 23     | 24     | 25     |
| 35     | 26     | 27     | 28     | 29     | 30     | 31     |        |

| September | September | September | September | September | September | September | September |
| Kw        | Mo        | Di        | Mi        | Do        | Fr        | Sa        | So        |
| --------- | --------- | --------- | --------- | --------- | --------- | --------- | --------- |
| 35        |           |           |           |           |           |           | 1         |
| 36        | 2         | 3         | 4         | 5         | 6         | 7         | 8         |
| 37        | 9         | 10        | 11        | 12        | 13        | 14        | 15        |
| 38        | 16        | 17        | 18        | 19        | 20        | 21        | 22        |
| 39        | 23        | 24        | 25        | 26        | 27        | 28        | 29        |
| 40        | 30        |           |           |           |           |           |           |

| Oktober | Oktober | Oktober | Oktober | Oktober | Oktober | Oktober | Oktober |
| Kw      | Mo      | Di      | Mi      | Do      | Fr      | Sa      | So      |
| ------- | ------- | ------- | ------- | ------- | ------- | ------- | ------- |
| 40      |         | 1       | 2       | 3       | 4       | 5       | 6       |
| 41      | 7       | 8       | 9       | 10      | 11      | 12      | 13      |
| 42      | 14      | 15      | 16      | 17      | 18      | 19      | 20      |
| 43      | 21      | 22      | 23      | 24      | 25      | 26      | 27      |
| 44      | 28      | 29      | 30      | 31      |         |         |         |

| November | November | November | November | November | November | November | November |
| Kw       | Mo       | Di       | Mi       | Do       | Fr       | Sa       | So       |
| -------- | -------- | -------- | -------- | -------- | -------- | -------- | -------- |
| 44       |          |          |          |          | 1        | 2        | 3        |
| 45       | 4        | 5        | 6        | 7        | 8        | 9        | 10       |
| 46       | 11       | 12       | 13       | 14       | 15       | 16       | 17       |
| 47       | 18       | 19       | 20       | 21       | 22       | 23       | 24       |
| 48       | 25       | 26       | 27       | 28       | 29       | 30       |          |

| Dezember | Dezember | Dezember | Dezember | Dezember | Dezember | Dezember | Dezember |
| Kw       | Mo       | Di       | Mi       | Do       | Fr       | Sa       | So       |
| -------- | -------- | -------- | -------- | -------- | -------- | -------- | -------- |
| 48       |          |          |          |          |          |          | 1        |
| 49       | 2        | 3        | 4        | 5        | 6        | 7        | 8        |
| 50       | 9        | 10       | 11       | 12       | 13       | 14       | 15       |
| 51       | 16       | 17       | 18       | 19       | 20       | 21       | 22       |
| 52       | 23       | 24       | 25       | 26       | 27       | 28       | 29       |
| 1        | 30       | 31       |          |          |          |          |          |

| Januar | Januar | Januar | Januar | Januar | Januar | Januar | Januar |
| Kw     | Mo     | Di     | Mi     | Do     | Fr     | Sa     | So     |
| ------ | ------ | ------ | ------ | ------ | ------ | ------ | ------ |
| 1      |        | 1      | 2      | 3      | 4      | 5      | 6      |
| 2      | 7      | 8      | 9      | 10     | 11     | 12     | 13     |
| 3      | 14     | 15     | 16     | 17     | 18     | 19     | 20     |
| 4      | 21     | 22     | 23     | 24     | 25     | 26     | 27     |
| 5      | 28     | 29     | 30     | 31     |        |        |        |

| Februar | Februar | Februar | Februar | Februar | Februar | Februar | Februar |
| Kw      | Mo      | Di      | Mi      | Do      | Fr      | Sa      | So      |
| ------- | ------- | ------- | ------- | ------- | ------- | ------- | ------- |
| 5       |         |         |         |         | 1       | 2       | 3       |
| 6       | 4       | 5       | 6       | 7       | 8       | 9       | 10      |
| 7       | 11      | 12      | 13      | 14      | 15      | 16      | 17      |
| 8       | 18      | 19      | 20      | 21      | 22      | 23      | 24      |
| 9       | 25      | 26      | 27      | 28      |         |         |         |

| März | März | März | März | März | März | März | März |
| Kw   | Mo   | Di   | Mi   | Do   | Fr   | Sa   | So   |
| ---- | ---- | ---- | ---- | ---- | ---- | ---- | ---- |
| 9    |      |      |      |      | 1    | 2    | 3    |
| 10   | 4    | 5    | 6    | 7    | 8    | 9    | 10   |
| 11   | 11   | 12   | 13   | 14   | 15   | 16   | 17   |
| 12   | 18   | 19   | 20   | 21   | 22   | 23   | 24   |
| 13   | 25   | 26   | 27   | 28   | 29   | 30   | 31   |

| April | April | April | April | April | April | April | April |
| Kw    | Mo    | Di    | Mi    | Do    | Fr    | Sa    | So    |
| ----- | ----- | ----- | ----- | ----- | ----- | ----- | ----- |
| 14    | 1     | 2     | 3     | 4     | 5     | 6     | 7     |
| 15    | 8     | 9     | 10    | 11    | 12    | 13    | 14    |
| 16    | 15    | 16    | 17    | 18    | 19    | 20    | 21    |
| 17    | 22    | 23    | 24    | 25    | 26    | 27    | 28    |
| 18    | 29    | 30    |       |       |       |       |       |

| Mai | Mai | Mai | Mai | Mai | Mai | Mai | Mai |
| Kw  | Mo  | Di  | Mi  | Do  | Fr  | Sa  | So  |
| 18  |     |     | 1   | 2   | 3   | 4   | 5   |
| 19  | 6   | 7   | 8   | 9   | 10  | 11  | 12  |
| 20  | 13  | 14  | 15  | 16  | 17  | 18  | 19  |
| 21  | 20  | 21  | 22  | 23  | 24  | 25  | 26  |
| 22  | 27  | 28  | 29  | 30  | 31  |     |     |
| --- | --- | --- | --- | --- | --- | --- | --- |

| Juni | Juni | Juni | Juni | Juni | Juni | Juni | Juni |
| Kw   | Mo   | Di   | Mi   | Do   | Fr   | Sa   | So   |
| ---- | ---- | ---- | ---- | ---- | ---- | ---- | ---- |
| 22   |      |      |      |      |      | 1    | 2    |
| 23   | 3    | 4    | 5    | 6    | 7    | 8    | 9    |
| 24   | 10   | 11   | 12   | 13   | 14   | 15   | 16   |
| 25   | 17   | 18   | 19   | 20   | 21   | 22   | 23   |
| 26   | 24   | 25   | 26   | 27   | 28   | 29   | 30   |

| Juli | Juli | Juli | Juli | Juli | Juli | Juli | Juli |
| Kw   | Mo   | Di   | Mi   | Do   | Fr   | Sa   | So   |
| ---- | ---- | ---- | ---- | ---- | ---- | ---- | ---- |
| 27   | 1    | 2    | 3    | 4    | 5    | 6    | 7    |
| 28   | 8    | 9    | 10   | 11   | 12   | 13   | 14   |
| 29   | 15   | 16   | 17   | 18   | 19   | 20   | 21   |
| 30   | 22   | 23   | 24   | 25   | 26   | 27   | 28   |
| 31   | 29   | 30   | 31   |      |      |      |      |

| August | August | August | August | August | August | August | August |
| Kw     | Mo     | Di     | Mi     | Do     | Fr     | Sa     | So     |
| ------ | ------ | ------ | ------ | ------ | ------ | ------ | ------ |
| 31     |        |        |        | 1      | 2      | 3      | 4      |
| 32     | 5      | 6      | 7      | 8      | 9      | 10     | 11     |
| 33     | 12     | 13     | 14     | 15     | 16     | 17     | 18     |
| 34     | 19     | 20     | 21     | 22     | 23     | 24     | 25     |
| 35     | 26     | 27     | 28     | 29     | 30     | 31     |        |

| September | September | September | September | September | September | September | September |
| Kw        | Mo        | Di        | Mi        | Do        | Fr        | Sa        | So        |
| --------- | --------- | --------- | --------- | --------- | --------- | --------- | --------- |
| 35        |           |           |           |           |           |           | 1         |
| 36        | 2         | 3         | 4         | 5         | 6         | 7         | 8         |
| 37        | 9         | 10        | 11        | 12        | 13        | 14        | 15        |
| 38        | 16        | 17        | 18        | 19        | 20        | 21        | 22        |
| 39        | 23        | 24        | 25        | 26        | 27        | 28        | 29        |
| 40        | 30        |           |           |           |           |           |           |

| Oktober | Oktober | Oktober | Oktober | Oktober | Oktober | Oktober | Oktober |
| Kw      | Mo      | Di      | Mi      | Do      | Fr      | Sa      | So      |
| ------- | ------- | ------- | ------- | ------- | ------- | ------- | ------- |
| 40      |         | 1       | 2       | 3       | 4       | 5       | 6       |
| 41      | 7       | 8       | 9       | 10      | 11      | 12      | 13      |
| 42      | 14      | 15      | 16      | 17      | 18      | 19      | 20      |
| 43      | 21      | 22      | 23      | 24      | 25      | 26      | 27      |
| 44      | 28      | 29      | 30      | 31      |         |         |         |

| November | November | November | November | November | November | November | November |
| Kw       | Mo       | Di       | Mi       | Do       | Fr       | Sa       | So       |
| -------- | -------- | -------- | -------- | -------- | -------- | -------- | -------- |
| 44       |          |          |          |          | 1        | 2        | 3        |
| 45       | 4        | 5        | 6        | 7        | 8        | 9        | 10       |
| 46       | 11       | 12       | 13       | 14       | 15       | 16       | 17       |
| 47       | 18       | 19       | 20       | 21       | 22       | 23       | 24       |
| 48       | 25       | 26       | 27       | 28       | 29       | 30       |          |

| Dezember | Dezember | Dezember | Dezember | Dezember | Dezember | Dezember | Dezember |
| Kw       | Mo       | Di       | Mi       | Do       | Fr       | Sa       | So       |
| -------- | -------- | -------- | -------- | -------- | -------- | -------- | -------- |
| 48       |          |          |          |          |          |          | 1        |
| 49       | 2        | 3        | 4        | 5        | 6        | 7        | 8        |
| 50       | 9        | 10       | 11       | 12       | 13       | 14       | 15       |
| 51       | 16       | 17       | 18       | 19       | 20       | 21       | 22       |
| 52       | 23       | 24       | 25       | 26       | 27       | 28       | 29       |
| 1        | 30       | 31       |          |          |          |          |          |

## Ereignisse

### Politik und Weltgeschehen
- 1. Januar: Robert Haab wird erneut Bundespräsident der Schweiz.
- 1. Januar: José María Moncada Tapia wird neuer Staatspräsident von Nicaragua.
- 1. Januar: Der in München aufgelegte Völkische Beobachter erscheint erstmals als Berliner Ausgabe.
- 11. Februar: Der Staat der Vatikanstadt (Stato della Città del Vaticano) wird nach den Lateranverträgen ein unabhängiger Staat.
- 26. Februar: Der Grand-Teton-Nationalpark im US-Bundesstaat Wyoming wird als Nationalpark geschützt.
- 4. März: Amtseinführung von Herbert Hoover als 31. US-Präsident. Er löst Calvin Coolidge ab.
- 7. März: Blutnacht von Wöhrden: Bei einem Zusammenstoß zwischen NSDAP und KPD werden drei Menschen getötet.
- 1. April: Anschluss Waldecks an Preußen.
- 1.–3. Mai: Am sogenannten Blutmai werden in Berlin bei Unruhen und hartem Vorgehen der Polizei 33 Zivilisten getötet und zahlreiche Demonstranten und Unbeteiligte verletzt.
- 24. Juni: Erneuerung des ausgelaufenen Neutralitäts- und Nichtangriffsvertrages zwischen der Sowjetunion und Afghanistan (Laufzeit 5 Jahre)
- 1. August: Preußisches Gesetz zur kommunalen Neuordnung des rheinisch-westfälischen Industriegebiets. Die Städte Essen und Dortmund erhalten großzügige Gebietszuwächse. Aus den Städten Elberfeld und Barmen entsteht der neue Stadtkreis Barmen-Elberfeld, der 1930 in Wuppertal umbenannt wird. Duisburg und Hamborn vereinigen sich zum neuen Stadtkreis Duisburg-Hamborn. Bereits am 29. Juli 1929 wird aus den Stadtkreisen Oberhausen, Osterfeld und Sterkrade die neue Stadt Oberhausen gebildet.
- 6. August: Josef Stalin ordnet den Einmarsch der Roten Armee in die Mandschurei an, um die sowjetischen Rechte an der Ostchinesischen Eisenbahn militärisch durchzusetzen. Der sowjetisch-chinesische Grenzkrieg ist der größte Kriegseinsatz der Roten Armee seit dem Russischen Bürgerkrieg.

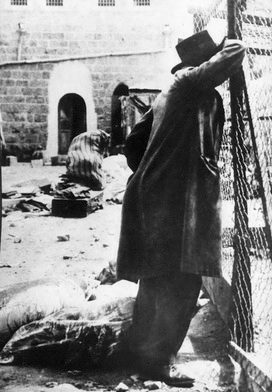
Nach dem Hebron-Massaker

- 24. August: Das zweitägige Massaker von Hebron kostet 67 Menschen das Leben und führt zur Vertreibung aller Juden aus der Stadt. Sie verlieren alles Hab und Gut, das sie nicht tragen können.
- 24. September: Die sowjetische Regierung verfügt per Dekret, dass ab 1. Oktober eine Woche zu fünf Tagen eingeführt werde. Nach vier Arbeitstagen folgt ein Ruhetag, Samstag und Sonntag werden abgeschafft. Damit soll die Produktivität gesteigert und das herkömmliche durch ein revolutionäres Kalendersystem abgelöst werden.
- 3. Oktober: König Alexander I. setzt nach einer Staatskrise die Verfassung außer Kraft (Königsdiktatur) und lässt das Königreich der Serben, Kroaten und Slowenen in Königreich Jugoslawien umbenennen.
- 2. Dezember: In Oloko, Nigeria, führt der Protest lokaler Frauen gegen die geplante Kopfsteuer der britischen Kolonialverwaltung zum „Frauenkrieg“ im Südosten Nigerias.
- 10. Dezember: In Deutschland tritt das Opiumgesetz (Vorläufer des Betäubungsmittelgesetzes) in Kraft – seitdem sind auch Genuss und Besitz von Cannabis verboten.
- 13. Dezember: Das Protokoll von Chabarowsk stellt nach dem sowjetisch-chinesischen Grenzkrieg den status quo ante bezüglich der Ostchinesischen Eisenbahn wieder her.
- 22. Dezember: Der von rechten Gruppierungen initiierte Volksentscheid gegen den Young-Plan scheitert.

### Wirtschaft

#### Weltwirtschaftskrise
- 24. Oktober: Schwarzer Donnerstag an der New Yorker Börse, Beginn der Weltwirtschaftskrise
- 25. Oktober: Schwarzer Freitag
- 29. Oktober: Schwarzer Dienstag

#### Weltausstellung

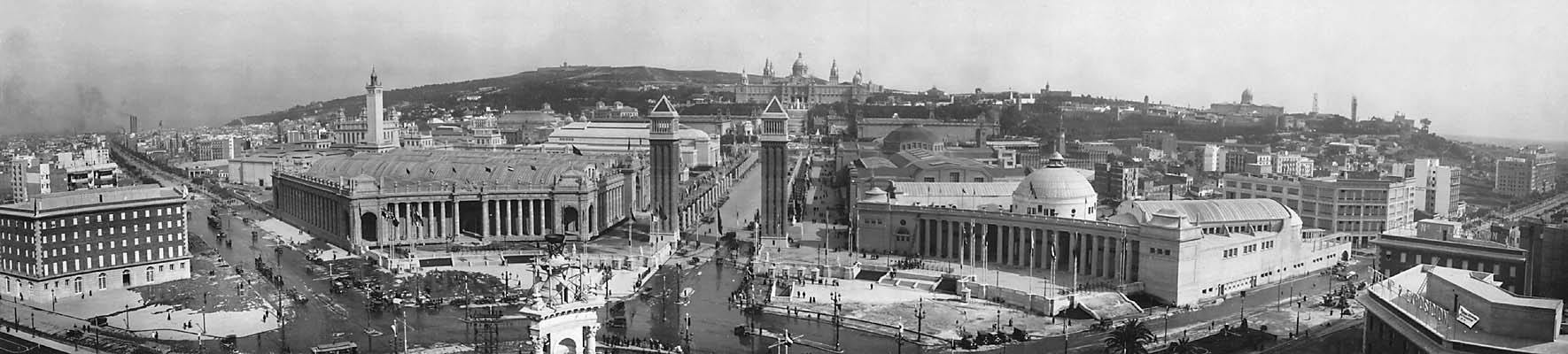
Das Gelände der Exposició Internacional de Barcelona

- 19. Mai: Spaniens König Alfons XIII. eröffnet die Weltausstellung Exposició Internacional de Barcelona.

#### Patente und Unternehmensgründungen
- 29. Januar: Beim Reichspatentamt in Berlin beantragen die Vereinigten Papierwerke Nürnberg den Schutz des Warenzeichens Tempo für das von ihnen produzierte Taschentuch.
- 8. März: Die Bergwerksunternehmen Preußens werden in der Vereinigten Elektrizitäts- und Bergwerks-AG (VEBA) zusammengefasst.
- 3. April: Das Patent auf den Hellschreiber, ein von Rudolf Hell erfundenes Fernschreibgerät, wird gültig.
- 26. Oktober: Durch ein Abkommen zwischen dem Unternehmer Ivar Kreuger und der Weimarer Republik wird das 53 Jahre dauernde Zündwarenmonopol begründet.
- 29. Oktober: Die Deutsche Bank, die Disconto-Gesellschaft, die Rheinische Creditbank und der Schaafhausen'sche Bankverein schließen sich zur Deutschen und Disconto-Bank (DeDi-Bank) zusammen. Diese Fusion ist die bis dahin größte Bankenfusion in der deutschen Wirtschaftsgeschichte.
- Die Firma Franke & Heidecke Braunschweig (Rollei) bringt ihre zweiäugige Mittelformatkamera namens Rolleiflex auf den Markt, welche, mit Veränderungen bis heute erhältlich ist.

#### Sonstiges
- 7. November: In Casablanca nimmt die errichtete marokkanische Börse ihre Geschäfte auf.
- Durch die Hilfskasse der NSDAP wird der Deutsche Ring Versicherungspartner der NSDAP.

### Wissenschaft und Technik
- 30. Januar: Unter dem Namen Inter-Island-Airways wird die amerikanische Fluglinie Hawaiian Airlines gegründet.
- 8. März: In der deutschen Geschichte des Fernsehens überträgt der Sender Witzleben die ersten Fernsehbilder zu Testzwecken in das Berliner Forschungslabor der Reichspost.
- 29. April: Das erste Treffen des Gründungskomitees der amerikanischen Society of Rheology markiert die Geburtsstunde der modernen Rheologie.
- 3. Juni: Dem Zeppelin LZ 126/ZR-3 „USS Los Angeles“ der US-Marine gelingt als erstem Luftschiff das Absetzen und die Aufnahme eines Flugzeuges in der Luft.
- 16. Juli: Der Schnelldampfer Bremen des Norddeutschen Lloyd Bremerhaven sticht unter Kommodore Leopold Ziegenbein in See.
- 22. Juli: Nach 4 Tagen, 17 Stunden und 42 Minuten läuft der Dampfer als neuer Inhaber des Blauen Bandes im New Yorker Hafen ein.

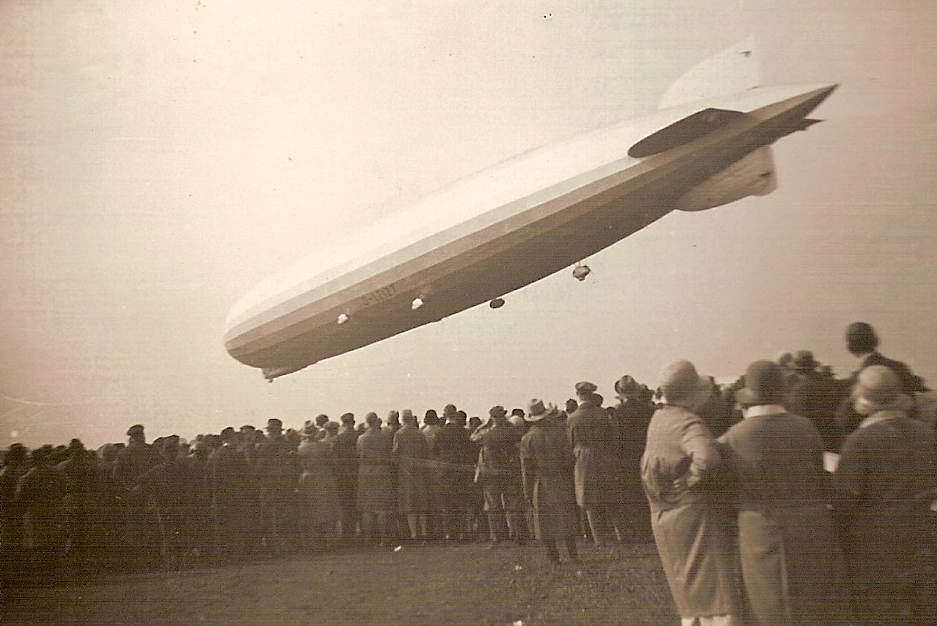
LZ 127 Graf Zeppelin zurück in Deutschland

- 4. September: Die 35-tägige Weltfahrt des deutschen Luftschiffs LZ 127 Graf Zeppelin endet in Friedrichshafen. Etwa 40.000 Menschen finden sich ein, um die Rückkehr mitzuerleben.
- 5. November: Werner Forßmanns Arbeit über seine Selbstversuche zur Herzkathetisierung erscheint.
- 29. November: Bernt Balchen, Richard Evelyn Byrd, Harold June und Ashley McKinley überfliegen an Bord des Flugzeugs Floyd Bennett als erste Menschen den Südpol.
- 23. Dezember: Uraufführung des ersten in Deutschland gedrehten Tonfilms (Spielfilm) Die Nacht gehört uns in Berlin
- 25. Dezember: Der Weltrundfunksender startet den ersten Programmaustausch mit dem Ausland (siehe Deutscher Kurzwellensender.)
- Irving Langmuir erforscht die kollektiven Schwingungen in der Gasentladung und führt den Begriff des Plasmas ein.
- Werner Heisenberg und Wolfgang Pauli erweitern die Quantenmechanik zur Quantenelektrodynamik (Zur Quantendynamik der Wellenfelder. In: Zeitschrift für Physik. Band 56, 1929, ISSN 1434-6001).
- Ernest W. Burgess entwickelt das Zonenmodell der Stadtentwicklung.
- Der deutsche Oberingenieur Engelbert Zaschka präsentiert in Berlin das erste Faltauto.

### Kultur

#### Bildende Kunst
- Oktober: Gründung der Kunsthochschule Musashino (unter dem Namen Teikoku Art School)
- 7. November: Eröffnung des Museum of Modern Art
- Cercle et Carré wird gegründet.
- Tamara de Lempicka malt eines ihrer bekanntesten Bilder, das Selbstporträt Tamara im grünen Bugatti in Öl auf Holz.

#### Film
- 17. Januar: Im Berliner Tauentzienpalast wird der Tonfilm Ich küsse Ihre Hand, Madame uraufgeführt.
- 11. April: Das Kino Babylon in Berlin wird als Stummfilmkino eröffnet.
- 16. Mai: Bei einem geschlossenen Dinner im Blossom Room des Hollywood Roosevelt Hotels werden die ersten 12 Academy Awards der im Vorjahr gegründeten Academy of Motion Picture Arts and Sciences verliehen. Der deutsche Schauspieler Emil Jannings erhält als erster Mann die Auszeichnung als Bester Hauptdarsteller für seine Rollen in den beiden Filmen Sein letzter Befehl und Der Weg allen Fleisches.

#### Literatur

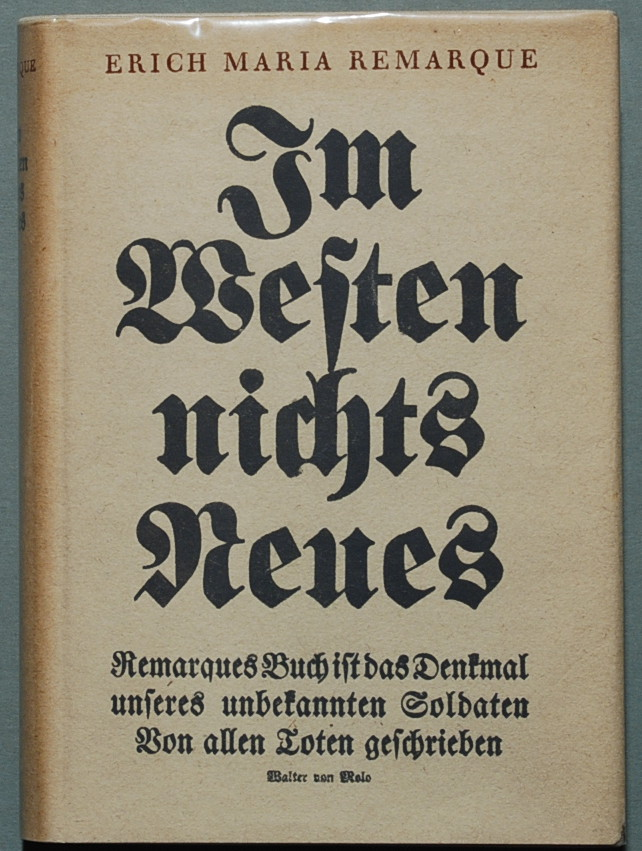
Roman-Erstausgabe

#### Musik und Theater
- 9. Februar: Uraufführung der komischen Oper Der Tenor von Ernst von Dohnányi in Budapest
- 22. Februar: Uraufführung der Operette Rosen aus Florida von Leo Fall in Wien
- 27. April: Uraufführung der Oper Jürg Jenatsch von Heinrich Kaminski an der Staatsoper in Dresden
- 15. Mai: Uraufführung der Oper Persée et Andromède von Jacques Ibert
- 8. Juni: Uraufführung der lustigen Oper Neues vom Tage von Paul Hindemith an der Krolloper in Berlin
- 25. Juni: Uraufführung der Oper Judith von Eugène Aynsley Goossens am Royal Opera House Covent Garden in London
- 28. Juli: Uraufführung der Oper Lehrstück von Paul Hindemith in Baden-Baden
- 31. August: Uraufführung der Operette Die drei Musketiere von Ralph Benatzky am Großen Schauspielhaus von Berlin
- 21. September: Uraufführung der Oper Engelbrekt von Natanael Berg am Kungliga Teatern in Stockholm
- 10. Oktober: Uraufführung der Operette Das Land des Lächelns von Franz Lehár im Metropol Theater Berlin
- Errichtung der Freilichtbühne Augsburg

#### Rundfunk
- 9. Juni: Erstmals wird von der Nordischen Rundfunk AG ein Hamburger Hafenkonzert ausgestrahlt. Diese weltweit älteste regelmäßige Sendung ist heute am Sonntagmorgen Bestandteil im Radioprogramm des NDR.
- 5. November: Erstausstrahlung des Hörspiels SOS … rao rao … Foyn – „Krassin“ rettet „Italia“ in Deutschland, das älteste heute noch vollständig erhaltene Hörspiel in deutscher Sprache

### Gesellschaft
- 28. Januar: Jopie Koopman wird zur ersten Miss Holland gewählt.
- 1. November: Gründung der „Deutschen autonomen Jungenschaft vom 1. November 1929“ („dj.1.11“) durch Eberhard Koebel in Stuttgart
- 2. November: Die Pilotinnen-Vereinigung Ninety Nines wird in den Vereinigten Staaten gegründet.
- 7. Oktober: Gründung der Deutschen Pfadfinderschaft Sankt Georg (DPSG) im bergischen Altenberg

### Religion
- 14. Juni: Die freie Ausübung des katholischen Glaubens in Preußen wird zwischen Preußen und dem Heiligen Stuhl in einem Konkordat vereinbart.
- 15. August: Papst Pius XI. gründet das Collegium Russicum. Die Absolventen werden als geweihte Priester unter falschem Namen in Gemeinden der Sowjetunion eingesetzt, weil sie dort Repressionen ausgesetzt sind.
- 31. Dezember: Papst Pius XI. gibt unter dem Titel Divini illius magistri die Enzyklika Über die christliche Erziehung der Jugend heraus.

### Katastrophen
- 1. Mai: Erdbeben der Stärke 7,4 im Iran, ca. 3.300 Tote
- Im Sommer bricht der Vesuv in mehreren Phasen aus, die Orte Pagani und Campitelli werden vollkommen zerstört.
- 25. August: In den Morgenstunden ereignet sich eines der größten Zugunglücke der 1920er und 1930er Jahre in Deutschland: Kurz vor dem Bahnhof Buir entgleist der Schnellzug Paris-Warschau. Es sterben 16 Menschen, etwa 50 werden ernsthaft verletzt.[1]
- 7. September: Auf dem Binnensee Näsijärvi kentert der finnische Passagierdampfer Kuru bei Windstärke 8 auf der Beaufortskala, 136 Menschen sterben.

Kleinere Unglücksfälle sind in den Unterartikeln von Katastrophe und in der Liste von Katastrophen aufgeführt.

### Sport
- 5. Januar: Die zweite Hans-Heinz-Schanze wird in Johanngeorgenstadt als im Eröffnungszeitpunkt größte Skisprungschanze in Deutschland eingeweiht.
- 15. Mai: Die bis dahin außerhalb Großbritanniens unbesiegte englische Fußballnationalmannschaft verliert erstmals ein Länderspiel. Spanien behält in Madrid mit 4:3 Toren die Oberhand in der Begegnung.
- 26. Dezember: Der Fußballverein SCR Altach wird gegründet.

Einträge von Leichtathletik-Weltrekorden siehe unter der jeweiligen Disziplin unter Leichtathletik.

## Nobelpreise
- Physik: Louis-Victor de Broglie
- Chemie: Arthur Harden und Hans Karl August Simon von Euler-Chelpin
- Medizin: Christiaan Eijkman und Frederick Gowland Hopkins
- Literatur: Thomas Mann
- Friedensnobelpreis: Frank Billings Kellogg

## Geboren

### Januar
- 01. Januar: Adil Atan, türkischer Ringer († 1989)
- 01. Januar: Vikki Dougan, US-amerikanisches Model und Schauspielerin
- 01. Januar: Cordelia Edvardson, schwedisch-israelische Journalistin und Schriftstellerin († 2012)
- 02. Januar: Ulrich Dübber, deutscher Journalist und Politiker († 1985)
- 02. Januar: Sol Tolchinsky, kanadischer Basketballspieler († 2020)
- 03. Januar: Sergio Leone, italienischer Filmregisseur († 1989) Sergio Leone

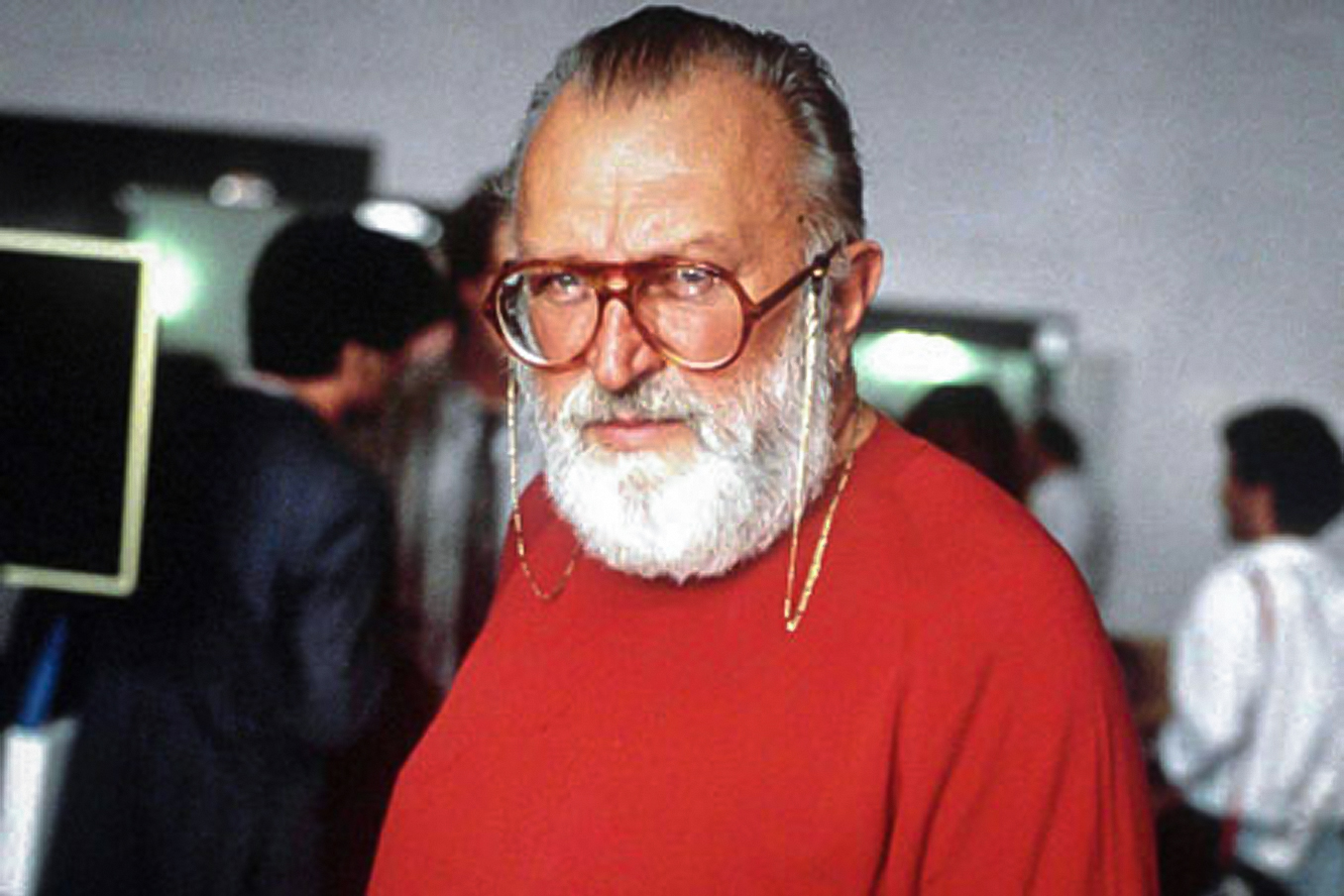
Sergio Leone

- 03. Januar: Ernst Mahle, deutsch-brasilianischer Dirigent und Komponist († 2025)
- 03. Januar: Gordon Moore, Mitbegründer der Firma Intel und Urheber des Mooreschen Gesetzes († 2023) Gordon Moore, 2004

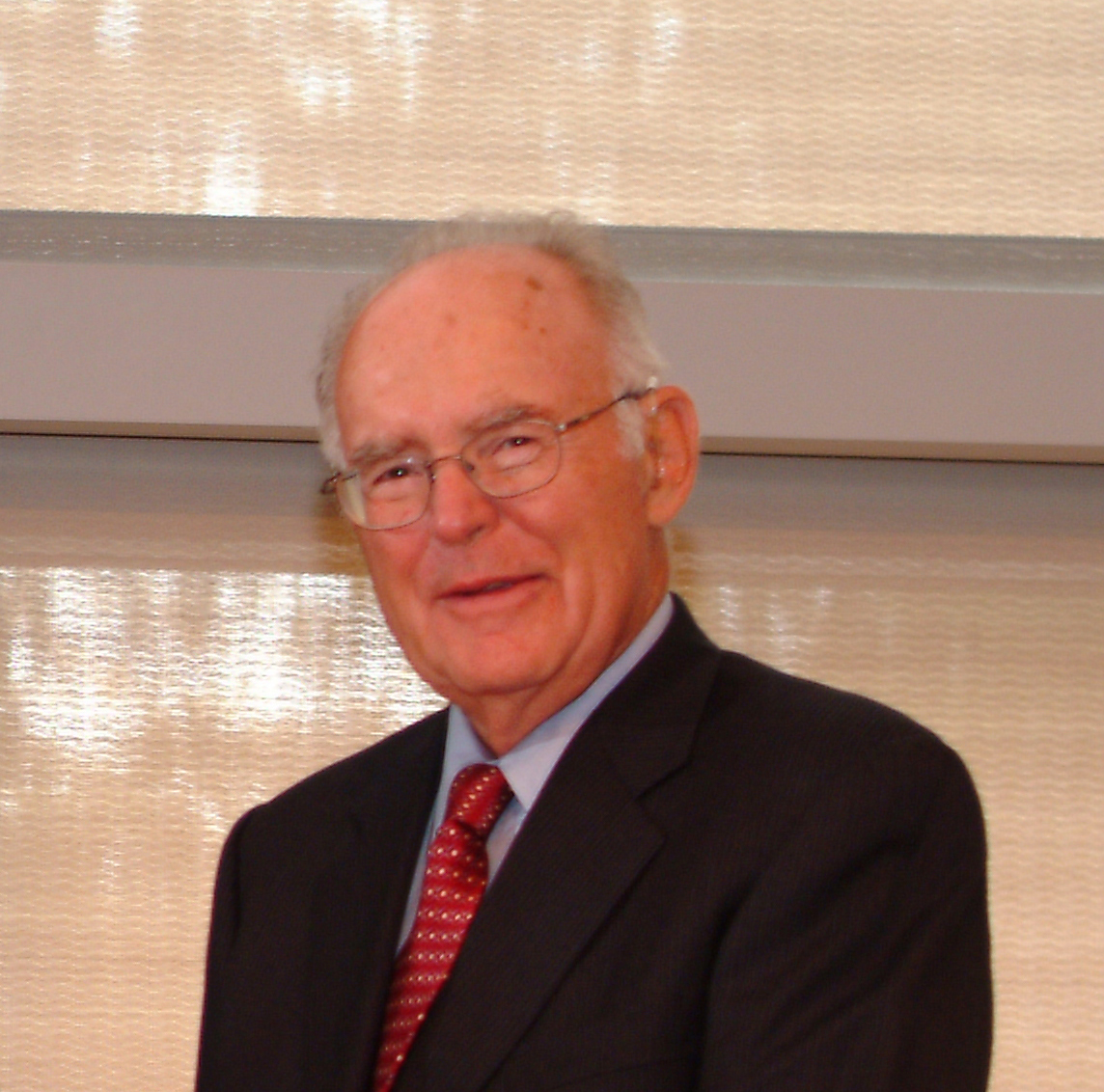
Gordon Moore, 2004

- 04. Januar: Arik Brauer, österreichischer Maler, Sänger und Dichter († 2021)
- 04. Januar: Amitai Etzioni, US-amerikanischer Soziologe († 2023)
- 04. Januar: Günter Schabowski, deutscher Politiker († 2015)
- 04. Januar: Herbert Vorgrimler, deutscher katholischer Theologe († 2014)
- 05. Januar: Walter Kardinal Brandmüller, deutscher Kirchenhistoriker
- 05. Januar: Peter-Lukas Graf, schweizerischer Flötist
- 05. Januar: Wilbert Harrison, US-amerikanischer Musiker († 1994)
- 05. Januar: Robert K. Massie, US-amerikanischer Historiker († 2019)
- 06. Januar: Babrak Karmal, afghanischer Politiker († 1996)
- 06. Januar: Dietrich Knothe, deutscher Dirigent († 2000)
- 06. Januar: Paul Nößler, deutscher Bergmann, Vertriebenenvertreter und Politiker († 2018)
- 07. Januar: Terry Moore, US-amerikanische Schauspielerin
- 08. Januar: Scott M. Matheson, US-amerikanischer Politiker († 1990)
- 08. Januar: Wolfgang Peters, deutscher Fußballspieler († 2003)
- 09. Januar: Brian Friel, irischer Dramatiker († 2015)
- 09. Januar: Keith Hall, britischer Automobilrennfahrer († 2017)
- 09. Januar: Heiner Müller, deutscher Dramatiker, Schriftsteller, Regisseur und Intendant († 1995)
- 10. Januar: James Atkinson, US-amerikanischer Bobfahrer († 2010)
- 10. Januar: Wilhelm Hankel, deutscher Ökonom und Währungsfachmann († 2014)
- 10. Januar: Klaus Kammer, deutscher Schauspieler († 1964)
- 11. Januar: Erwin Aumeier, deutscher Fußballspieler († 2013)
- 11. Januar: Rafael Eitan, israelischer General und Mitglied der Knesset († 2004)
- 11. Januar: Wolfgang Hänsch, deutscher Architekt († 2013)
- 11. Januar: Peter Dale Scott, kanadischer Politologe und Diplomat
- 11. Januar: Wanda Wiłkomirska, polnische Violinistin († 2018)
- 12. Januar: Alasdair MacIntyre, schottisch-amerikanischer Philosoph († 2025)
- 12. Januar: Helga Nordhausen, deutsche Autorin († 2012)
- 12. Januar: Edgar Schmandt, deutscher Maler († 2019)
- 12. Januar: György Tumpek, ungarischer Schwimmer († 2022)
- 13. Januar: David F. Cargo, US-amerikanischer Politiker († 2013)
- 13. Januar: Teresa Kodelska-Łaszek, polnische Skirennläuferin († 2021)
- 13. Januar: Alois Partl, österreichischer Politiker
- 13. Januar: Joe Pass, US-amerikanischer Jazzgitarrist († 1994)
- 14. Januar: Erwin Dunst, deutscher  Gewerkschafter und Sozialfunktionär († 2019)
- 14. Januar: Aleksandar Petrović, jugoslawischer Filmregisseur († 1994)
- 15. Januar: Paul Fredrik Karl Åström, schwedischer Archäologe († 2008)
- 15. Januar: Martin Luther King, US-amerikanischer Bürgerrechtler († 1968) Martin Luther King, 1964

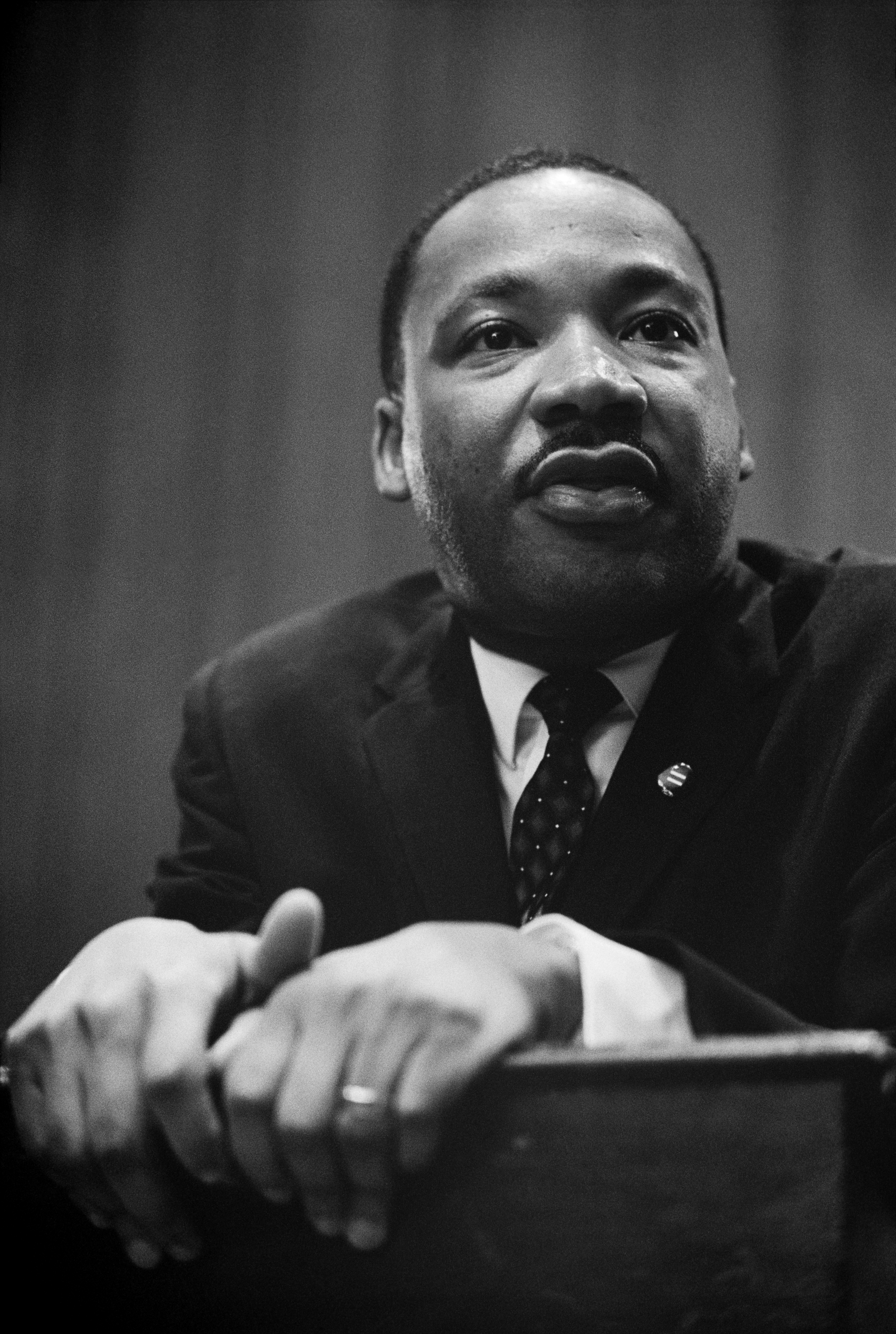
Martin Luther King, 1964

- 15. Januar: Teizō Matsumura, japanischer Komponist († 2007)
- 15. Januar: John Naisbitt, US-amerikanischer Autor († 2021)
- 15. Januar: Günther Winkler, österreichischer Jurist († 2024)
- 16. Januar: Werner Kowalski, deutscher Historiker († 2010)
- 16. Januar: Tage Nilsen, dänischer Komponist († 2003)
- 17. Januar: Grady Martin, US-amerikanischer Gitarrist († 2001)
- 17. Januar: Georg P. Salzmann, deutscher Büchersammler († 2013)
- 17. Januar: Jürgen Volkmann, Richter am Bundessozialgericht († 2017)
- 18. Januar: Pierick Houdy, französisch-kanadischer Komponist († 2021)
- 18. Januar: Franz Kreuzer, österreichischer Journalist und Politiker († 2015)
- 19. Januar: Edmundo Abaya, philippinischer Erzbischof († 2018)
- 19. Januar: Nicholas N. Ambraseys, griechisch-britischer Bauingenieur, Pionier der Bodenmechanik und Seismologie († 2012)
- 19. Januar: Red Amick, US-amerikanischer Automobilrennfahrer († 1995)
- 19. Januar: Arne Arvidsson, schwedischer Fußballspieler († 2008)
- 20. Januar: Jimmy Cobb, US-amerikanischer Jazz-Schlagzeuger († 2020)
- 20. Januar: Jo Miard, deutscher Bildhauer († 1982)
- 20. Januar: Andreas Stenglein, deutscher Politiker († 2025)
- 20. Januar: Walter Wenzel, deutscher Namenforscher
- 21. Januar: Shulamit Arnon, israelische Lehrerin und Autorin
- 21. Januar: Bibi Johns, schwedische Schlagersängerin und Schauspielerin
- 21. Januar: Denis Sanders, US-amerikanischer Filmemacher und Oscarpreisträger († 1987)
- 22. Januar: Max Peter Ammann, Schweizer Filmregisseur († 2022)
- 22. Januar: Antonio Braga, italienischer Komponist und Musikpädagoge († 2009)
- 22. Januar: Tomcat Courtney, US-amerikanischer Bluesmusiker († 2021)
- 22. Januar: Petr Eben, tschechischer Komponist († 2007)
- 22. Januar: Fritz Lobinger, deutsch-südafrikanischer Bischof († 2025)
- 23. Januar: Harald Metzkes, deutscher Maler
- 23. Januar: John C. Polanyi, deutsch-kanadischer Chemiker und Physiker
- 23. Januar: Hannelore Valencak, österreichische Schriftstellerin († 2004)
- 24. Januar: Ivan Ivanji, jugoslawischer Schriftsteller († 2024)
- 25. Januar: Robert Faurisson, französischer Professor für Literatur, Holocaustleugner und Neonazi[2] († 2018)
- 25. Januar: Benny Golson, US-amerikanischer Jazz-Tenorsaxophonist, Komponist und Arrangeur († 2024)
- 25. Januar: Michael Michai Kardinal Kitbunchu, Erzbischof von Bangkok
- 25. Januar: Klaus Mertens, deutscher Schauspieler († 2003)
- 25. Januar: Adalberto Paulo da Silva, brasilianischer römisch-katholischer Bischof († 2025)
- 26. Januar: Jules Feiffer, US-amerikanischer Comic-Zeichner und Drehbuchautor († 2025)
- 26. Januar: Ernst Kölz, österreichischer Komponist und Blockflötist († 2014)
- 26. Januar: Stanisław Styrczula, polnischer Biathlet († 2020)
- 27. Januar: Mohamed Al-Fayed, ägyptischer Unternehmer und Milliardär († 2023)
- 27. Januar: Hans Berliner, US-amerikanischer Systemanalytiker und Schachspieler († 2017)
- 28. Januar: Edith M. Flanigen, US-amerikanische Chemikerin und Erfinderin
- 28. Januar: Claes Oldenburg, schwedisch-US-amerikanischer Künstler der Pop Art († 2022)
- 28. Januar: Franz Reitz, deutscher Radrennfahrer († 2011)
- 29. Januar: Jerry Hoyt, US-amerikanischer Automobilrennfahrer († 1955)
- 29. Januar: Ed Shaughnessy, US-amerikanischer Jazz-Schlagzeuger († 2013)
- 30. Januar: Jay E. Adams, US-amerikanischer presbyterianischer Pfarrer, Seelsorger, Psychologe, Referent und Autor († 2020)
- 30. Januar: Isamu Akasaki, japanischer Wissenschaftler († 2021)
- 30. Januar: Boštjan Hladnik, slowenischer Filmregisseur († 2006)
- 30. Januar: Alexandr Kliment, tschechischer Schriftsteller und Dichter († 2017)
- 30. Januar: Jacqueline van Maarsen, niederländische Autorin und Zeitzeugin († 2025)
- 31. Januar: Girolamo Arnaldi, italienischer Mittelalterhistoriker († 2016)
- 31. Januar: Kurt Bretterbauer, österreichischer Geodät († 2009)
- 31. Januar: Rudolf Mößbauer, deutscher Physiker, Nobelpreisträger († 2011) Rudolf Mößbauer, 1961

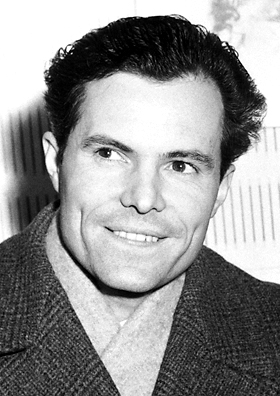
Rudolf Mößbauer, 1961

- 31. Januar: Vera Schwarz, deutsche Cembalistin († 1980)
- 31. Januar: Jean Simmons, britisch-amerikanische Schauspielerin († 2010)

### Februar
- 02. Februar: Reiner Bredemeyer, deutscher Komponist († 1995)
- 02. Februar: Věra Chytilová, tschechische Filmregisseurin und Drehbuchautorin († 2014)
- 02. Februar: Bruce Kirby, kanadischer Regattasegler und Bootarchitekt († 2021)
- 02. Februar: Elías Valiña Sampedro, spanischer Pfarrer und Initiator des Jakobsweges († 1989)
- 03. Februar: Jimmy Edwards, US-amerikanischer Rockabilly-Musiker
- 03. Februar: Kurt Eisenblätter, deutscher Schauspieler († 2017)
- 03. Februar: Camilo Torres, kolumbianischer Priester und Befreiungs-Theologe († 1966)
- 04. Februar: Jerry Adler, US-amerikanischer Theater-Direktor, Theaterregisseur, Fernseh- und Filmschauspieler
- 04. Februar: Friedhelm Busse, deutscher Neonazi († 2008)
- 04. Februar: Dorothy Howard, kanadische Sängerin und Musikpädagogin († 2013)
- 04. Februar: Neil Johnston, US-amerikanischer Basketballspieler († 1978)
- 04. Februar: Walther Tröger, deutscher Jurist und Sportfunktionär († 2020)
- 04. Februar: Eduard Zimmermann, deutscher Journalist und Fernsehmoderator († 2009)
- 05. Februar: Karl-Heinz Balzer, deutscher Fußballtorwart († 1991)
- 05. Februar: Hal Blaine, US-amerikanischer Musiker († 2019)
- 05. Februar: Luc Ferrari, französischer Komponist, Klangkünstler und Hörspielmacher († 2005)
- 05. Februar: Fred Sinowatz, österreichischer Politiker, Bundeskanzler († 2008)

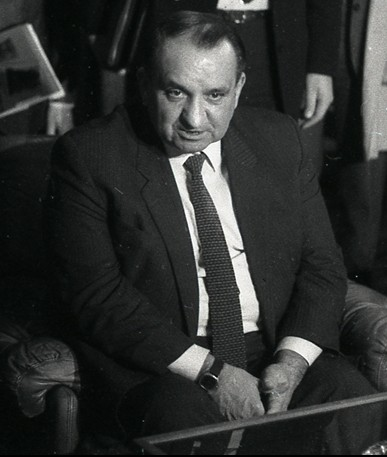
Fred Sinowatz

- 06. Februar: Pierre Brice, französischer Schauspieler († 2015)

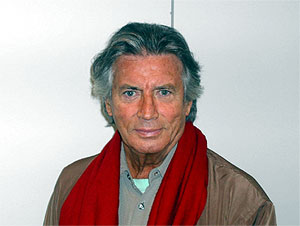
Pierre Brice, 2005

- 06. Februar: Manfred Roeder, deutscher Rechtsanwalt und Holocaust-Leugner († 2014)
- 07. Februar: Günter Kootz, deutscher Pianist und Hochschullehrer
- 07. Februar: Wilhelm Rawe, deutscher Politiker († 2017)
- 08. Februar: Claude Rich, französischer Schauspieler und Autor († 2017)
- 09. Februar: Taiji Kase, japanischer Karate-Großmeister († 2004)
- 09. Februar: James Mulcro Drew, US-amerikanischer Komponist und Musikpädagoge († 2010)
- 09. Februar: Willem Kersters, belgischer Komponist († 1998)
- 09. Februar: Ursula Lingen, deutsch-österreichische Schauspielerin († 2014)
- 09. Februar: Lothar Loewe, deutscher Journalist († 2010)
- 09. Februar: Walther Ludwig, deutscher Altphilologe
- 10. Februar: Arne Benary, deutscher Wirtschaftswissenschaftler in der DDR († 1971)
- 10. Februar: Hallgeir Brenden, norwegischer Skilangläufer († 2007)
- 10. Februar: Jerry Goldsmith, US-amerikanischer Filmmusikkomponist († 2004)

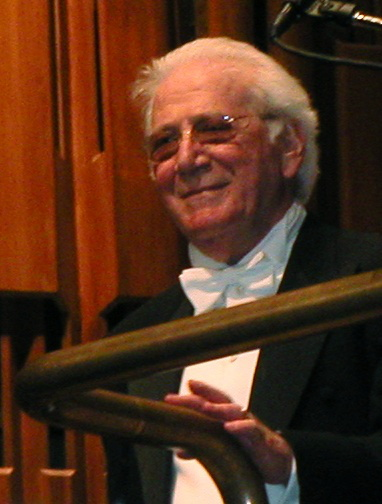
Jerry Goldsmith

- 10. Februar: František Nepil, tschechischer Schriftsteller, Rundfunkmoderator und Erzähler († 1995)
- 10. Februar: Josef Tauchner, österreichischer Gewichtheber († 1983)
- 11. Februar: Albert Asarjan, armenischer Turner († 2023)
- 14. Februar: Edgerton Roland Clarke, jamaikanischer Erzbischof († 2025)
- 14. Februar: Wyn Morris, walisischer Dirigent († 2010)
- 14. Februar: Vic Morrow, US-amerikanischer Schauspieler († 1982)
- 14. Februar: Peter Neugebauer, deutscher Karikaturist und Autor († 2020)
- 15. Februar: Graham Hill, britischer Automobilrennfahrer († 1975)
- 15. Februar: Ibrahim Abu-Lughod, palästinensisch-amerikanischer Politikwissenschaftler und Politiker († 2001)
- 15. Februar: James R. Schlesinger, US-amerikanischer Politiker († 2014)
- 16. Februar: Gerhard Hanappi, österreichischer Fußballspieler († 1980)
- 16. Februar: Bernhard Luginbühl, Schweizer Künstler († 2011)
- 16. Februar: Christian Meier, deutscher Historiker
- 17. Februar: Jean-Marie Dumazer, französischer Automobilrennfahrer († 2019)
- 17. Februar: Alejandro Jodorowsky, chilenischer Regisseur, Schauspieler und Autor
- 17. Februar: Chaim Potok, amerikanisch-jüdischer Schriftsteller und Rabbi († 2002)
- 17. Februar: Patricia Routledge, britische Schauspielerin
- 18. Februar: Inge Brandenburg, deutsche Jazzsängerin und Theater-Schauspielerin († 1999)
- 18. Februar: Len Deighton, britischer Fotograf und Autor
- 18. Februar: Eduardo Lagos, argentinischer Pianist, Komponist und Musikkritiker († 2009)
- 18. Februar: André Mathieu, kanadischer Pianist und Komponist († 1968)
- 18. Februar: Günther Schramm, deutscher Schauspieler, Fernsehmoderator und Sänger
- 19. Februar: Björn Bjelfvenstam, schwedischer Schauspieler
- 19. Februar: Jacques Deray, französischer Regisseur († 2003)
- 19. Februar: Leni Hofknecht, deutsche Weitspringerin († 2021)
- 20. Februar: Amanda Blake, US-amerikanische Schauspielerin († 1989)
- 20. Februar: Friedrich von Huene, US-amerikanischer Blockflötenbauer († 2016)
- 20. Februar: Siegfried Jordan, deutscher Komponist, Texter, Arrangeur, Musiker, Sänger, Orchesterleiter, Redakteur, Moderator und Produzent († 2024)
- 20. Februar: Toshirō Mayuzumi, japanischer Komponist († 1997)
- 20. Februar: Floralba del Monte, dominikanische Pianistin und Musikpädagogin († 2017)
- 20. Februar: Albin Rogelj, jugoslawischer Skispringer († 2023)
- 20. Februar: Peter Schubert, deutscher Maler († 2021)
- 20. Februar: Uriella, geistige Führerin des Ordens Fiat Lux († 2019)
- 21. Februar: Heidi Abel, Schweizer Ansagerin und Moderatorin († 1986)
- 21. Februar: Nestor Assogba, beninischer Erzbischof († 2017)
- 21. Februar: Gert Günther Hoffmann, deutscher Synchronsprecher († 1997)
- 22. Februar: Giacomo Babini, römisch-katholischer Bischof von Grosseto († 2021)
- 22. Februar: James Hong, US-amerikanischer Filmschauspieler
- 22. Februar: Anny Schlemm, deutsche Opernsängerin
- 23. Februar: Alexius II., Patriarch von Moskau und von Russland († 2008)
- 23. Februar: Thorsten Andersson, schwedischer Mediävist, Linguist und Namenforscher († 2018)
- 23. Februar: Wolfgang Junker, Minister für Bauwesen der DDR († 1990)
- 23. Februar: Herbert Mies, deutscher Politiker († 2017)
- 24. Februar: Zdzisław Beksiński, polnischer Maler und Grafiker († 2005)
- 24. Februar: André Gunder Frank, deutschstämmiger Ökonom († 2005)
- 25. Februar: Ella Büchi, Schweizer Schauspielerin († 1999)
- 26. Februar: August Lang, deutscher Politiker († 2004)
- 27. Februar: Philip Arp, deutscher Schauspieler, Kabarettist, Autor und Regisseur († 1987)
- 27. Februar: Sonny Gandee, US-amerikanischer American-Football-Spieler († 2013)
- 27. Februar: Kurt Schier, deutscher Philologe († 2023)
- 28. Februar: Frank Gehry, kanadisch-amerikanischer Architekt und Designer
- 28. Februar: Hubert Rohde, deutscher Pädagoge und Kulturpolitiker († 2019)
- 28. Februar: Rangaswamy Srinivasan, indischer Physiker und Wissenschaftler

### März
- 01. März: Mehdi Achawan Sales, persischer Dichter († 1990)
- 01. März: Helmuth Klotz, deutscher Allgemeinarzt und ärztlicher Standespolitiker († 2005)
- 01. März: Georgi Markow, bulgarischer Schriftsteller († 1978)
- 02. März: James Gerhardt, US-amerikanischer Leichtathlet († 2021)
- 02. März: Robert Richardson, britischer Offizier († 2014)
- 03. März: Siegrid Ernst, deutsche Komponistin, Pianistin und Musikpädagogin († 2022)
- 03. März: Hilton A. Green,  US-amerikanischer Filmproduzent († 2013)
- 03. März: Hermann Pius Siller, deutscher römisch-katholischer Theologe
- 04. März: Bernard Haitink, niederländischer Dirigent († 2021) Bernard Haitink, 1984

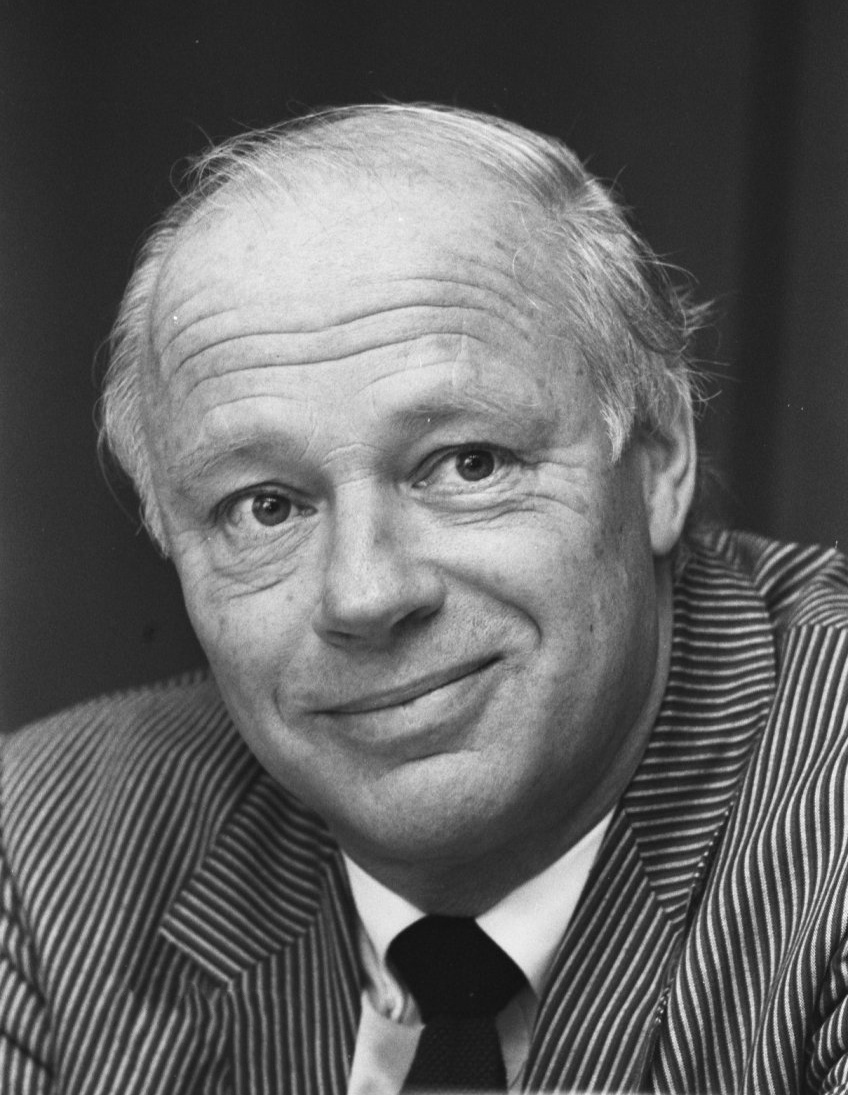
Bernard Haitink, 1984

- 04. März: Ian Johnston, kanadischer Hockeyspieler († 2020)
- 04. März: Heinz Kuhrig, Minister für Land-, Forst- und Nahrungsgüterwirtschaft der DDR († 2001)
- 04. März: Anneke Levelt Sengers, niederländische Physikerin († 2024)
- 04. März: Roland Meinl, deutscher Unternehmer († 2007)
- 05. März: Clemens August Andreae, österreichischer Nationalökonom († 1991)
- 05. März: Erik Carlsson, schwedischer Rallyefahrer († 2015)
- 05. März: Claus Friedrich Köpp, deutscher Literaturwissenschaftler und Lyriker († 2010)
- 05. März: J. B. Lenoir, US-amerikanischer Blues-Sänger und -Gitarrist († 1967)
- 06. März: Nicolas Bouvier, Schweizer Schriftsteller († 1998)
- 06. März: Tom Foley, US-amerikanischer Politiker († 2013)
- 06. März: Fasil Iskander, abchasischer Schriftsteller († 2016)
- 06. März: Günter Kunert, deutscher Schriftsteller († 2019)
- 07. März: Gregor Dorfmeister, deutscher Journalist und Schriftsteller († 2018)
- 07. März: Irma Urteaga, argentinische Komponistin († 2022)
- 08. März: Gotthilf Hempel, deutscher Meeresbiologe
- 09. März: Hugh Desmond Hoyte, guyanischer Premierminister († 2002)
- 09. März: Arnulf Zitelmann, deutscher Autor von Kinder-, Jugend- und Sachbüchern († 2023)
- 10. März: Ursula Arnold, deutsche Fotografin und Kamerafrau († 2012)
- 10. März: Harry Bugin, US-amerikanischer Schauspieler († 2005)
- 10. März: Alice Hirson,  US-amerikanische Schauspielerin († 2025)
- 11. März: Giorgos Savvidis, griechischer Literaturwissenschaftler († 1995)
- 11. März: Theo Sorg, deutscher evangelischer Theologe († 2017)
- 12. März: Winnie Gebhardt-Gayler, deutsche Illustratorin († 2014)
- 12. März: Hans Müllejans, Dompropst in Aachen († 2009)
- 12. März: Francisco Pulgar Vidal, peruanischer Komponist († 2012)
- 13. März: Peter Breck, US-amerikanischer Schauspieler († 2012)
- 13. März: Bill Cunningham, amerikanischer Modefotograf († 2016)
- 13. März: Gert Haucke, deutscher Schauspieler und Schriftsteller († 2008)
- 13. März: Zbigniew Messner, polnischer Politiker und Ökonom, Ministerpräsident († 2014)
- 13. März: Paek Nam-sun, nordkoreanischer Politiker, Außenminister 1998–2007 († 2007)
- 15. März: Krishna Ahooja-Patel, indische Gewerkschafterin, Frauenrechtlerin, Publizistin und Pazifistin († 2018)
- 15. März: Cecil Taylor, US-amerikanischer Jazz-Pianist († 2018)
- 16. März: Edwin London, US-amerikanischer Komponist, Hornist, Dirigent und Musikpädagoge († 2013)
- 16. März: Nadja Tiller, österreichische Schauspielerin († 2023)
- 17. März: Marianne Aatz, deutsche Künstlerin († 2024)
- 17. März: Peter L. Berger, US-amerikanischer Soziologe († 2017)
- 17. März: Leo Nowak, deutscher römisch-katholischer Bischof
- 18. März: Ctirad Kohoutek, tschechischer Komponist, Musikpädagoge und -wissenschaftler († 2011)
- 18. März: Christa Wolf, deutsche Schriftstellerin († 2011) Christa Wolf, 1963

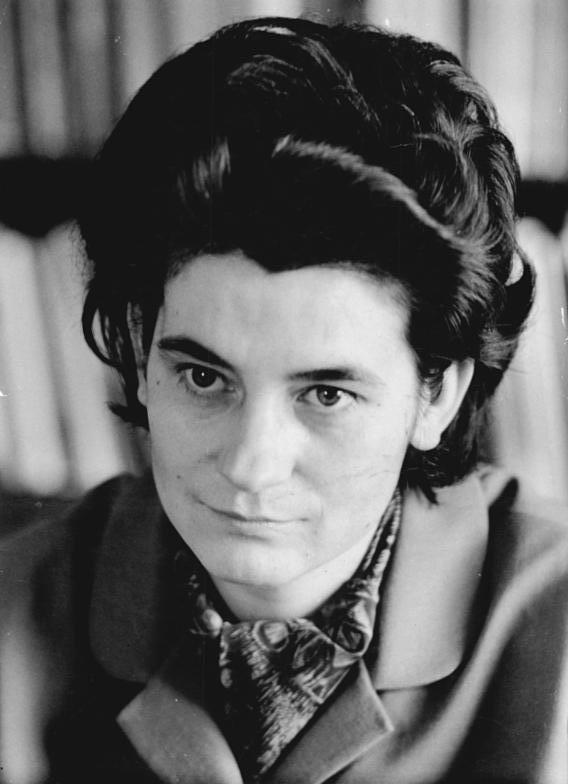
Christa Wolf, 1963

- 19. März: Richard Chatham Atkinson, US-amerikanischer Psychologe
- 19. März: Alexander von Elverfeldt, deutscher Land- und Forstwirt, Verbandsfunktionär und Autor († 2018)
- 19. März: Johannes Poigenfürst, österreichischer Unfallchirurg († 2024)
- 19. März: Gerhard Sandner, deutscher Geograph und Hochschullehrer († 2013)
- 20. März: Rudi Glöckner, deutscher Fußballschiedsrichter († 1999)
- 20. März: Arna Mer-Chamis, israelische Menschenrechtsaktivistin († 1995)
- 20. März: Josef Reding, deutscher Schriftsteller († 2020)
- 21. März: Robert Lebeck, deutscher Fotograf und Fotojournalist († 2014)
- 21. März: Otis „Big Smokey“ Smothers, US-amerikanischer Blues-Gitarrist und -Sänger († 1993)
- 22. März: Fred Anderson Jr., US-amerikanischer Jazzmusiker († 2010)
- 22. März: Sergio Cervato, italienischer Fußballspieler († 2005)
- 22. März: Fritz Gerber, Schweizer Manager († 2020)
- 22. März: Yayoi Kusama, japanische Künstlerin
- 22. März: P. Ramlee, malaysischer Schauspieler († 1973)
- 23. März: Roger Bannister, britischer Leichtathlet und Neurologe († 2018)
- 23. März: Frederick Denman, US-amerikanischer Moderner Fünfkämpfer († 2022)
- 23. März: Johannes Hempel, deutscher Theologe († 2020)
- 23. März: Vera Kistler, US-amerikanische Komponistin, Musikpädagogin und Schriftstellerin († 2006)
- 23. März: Mark Rydell, US-amerikanischer Filmregisseur und Schauspieler
- 23. März: Jürgen von Woyski, deutscher Bildhauer und Maler († 2000)
- 24. März: Johannes Chemnitzer, SED-Funktionär in der DDR († 2021)
- 24. März: Franz Krienbühl, Schweizer Architekt, Eisschnellläufer († 2002)
- 24. März: Heidi Manthey, deutsche Keramikerin und Malerin
- 25. März: Shahpour Zarnegar, iranischer Fechter († 2022)
- 26. März: Toshio Akiyama, japanischer Komponist
- 26. März: Stelvio Massi, Italienischer Kameramann und Filmregisseur († 2004)
- 26. März: Ray Scott, US-amerikanischer Rockabilly-Musiker († 1999)
- 26. März: Thakar Singh, Vertreter der Sant Mat Lehre († 2005)

28. März: Paul England, australischer Automobilrennfahrer († 2014)
- 28.* 27. März: Claire Maurier, französische Schauspielerin
- 27. März: Žarko Petan, slowenischer Schriftsteller († 2014)
- März: Frederick Exley, US-amerikanischer Schriftsteller († 1992)
- 28. März: Takehiro Irokawa, japanischer Schriftsteller († 1989)
- 29. März: Hans Elsässer, deutscher Astronom († 2003)
- 29. März: Wadim Medwedew, sowjetischer bzw. russischer Ökonom und Politiker († 2025)
- 29. März: Lennart Meri, estnischer Politiker († 2006)
- 29. März: Gotthard Richter,| deutscher Bildhauer und Maler († 2023)
- 29. März: Gerhard A. Ritter, deutscher Historiker († 2015)
- 30. März: Richard Dysart, US-amerikanischer Schauspieler († 2015)
- 31. März: Alexander Gray, kanadischer Sänger und Musikpädagoge († 1998)
- 31. März: Helmut Rothemund, deutscher Politiker († 2004)
- 31. März: Kazuko Saegusa, japanische Schriftstellerin, Essayistin und Literaturkritikerin († 2003)
- 31. März: Alfred Schlosser, österreichischer Bildhauer († 2023)

### April
- 01. April: Jonathan Haze, US-amerikanischer Schauspieler († 2024)
- 01. April: Milan Kundera, tschechischer Schriftsteller († 2023)
- 01. April: Anneliese Lussert, fränkische Mundartdichterin († 2006)
- 01. April: Michael O’Herlihy, irischer Film- und Fernsehregisseur sowie Produzent († 1997)
- 01. April: Jane Powell, US-amerikanische Schauspielerin († 2021)
- 02. April: Frans Andriessen, niederländischer Politiker († 2019)
- 02. April: Heinrich Beck, deutscher Philologe († 2019)
- 02. April: Hans Koschnick, deutscher Politiker und MdB († 2016)
- 03. April: Gerhard Behrendt, deutscher Regisseur († 2006) Gerhard Behrendt mit Sandmännchen, 1979

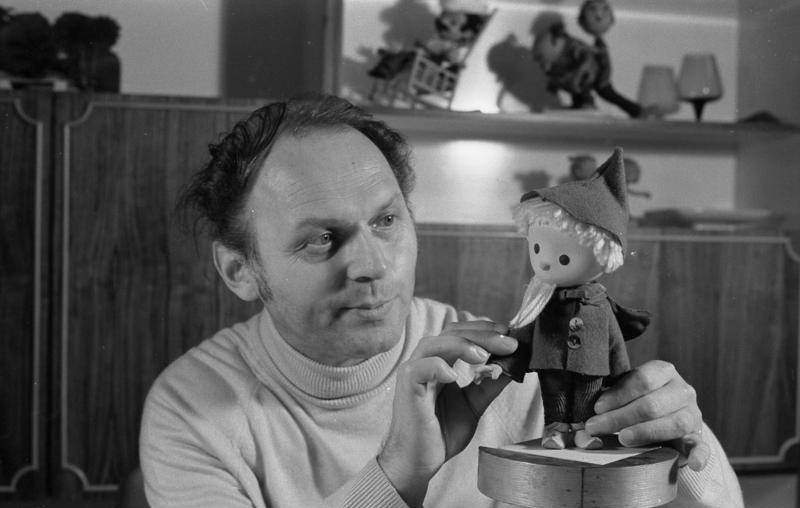
Gerhard Behrendt mit Sandmännchen, 1979

- 03. April: Ernest Callenbach, US-amerikanischer Journalist und Schriftsteller († 2012)
- 03. April: Klaus Hemmerle, Theologieprofessor und Bischof von Aachen († 1994)
- 03. April: Ralf Paulsen, deutscher Sänger († 2015)
- 03. April: Poul Schlüter, dänischer Politiker († 2021) Poul Schlüter

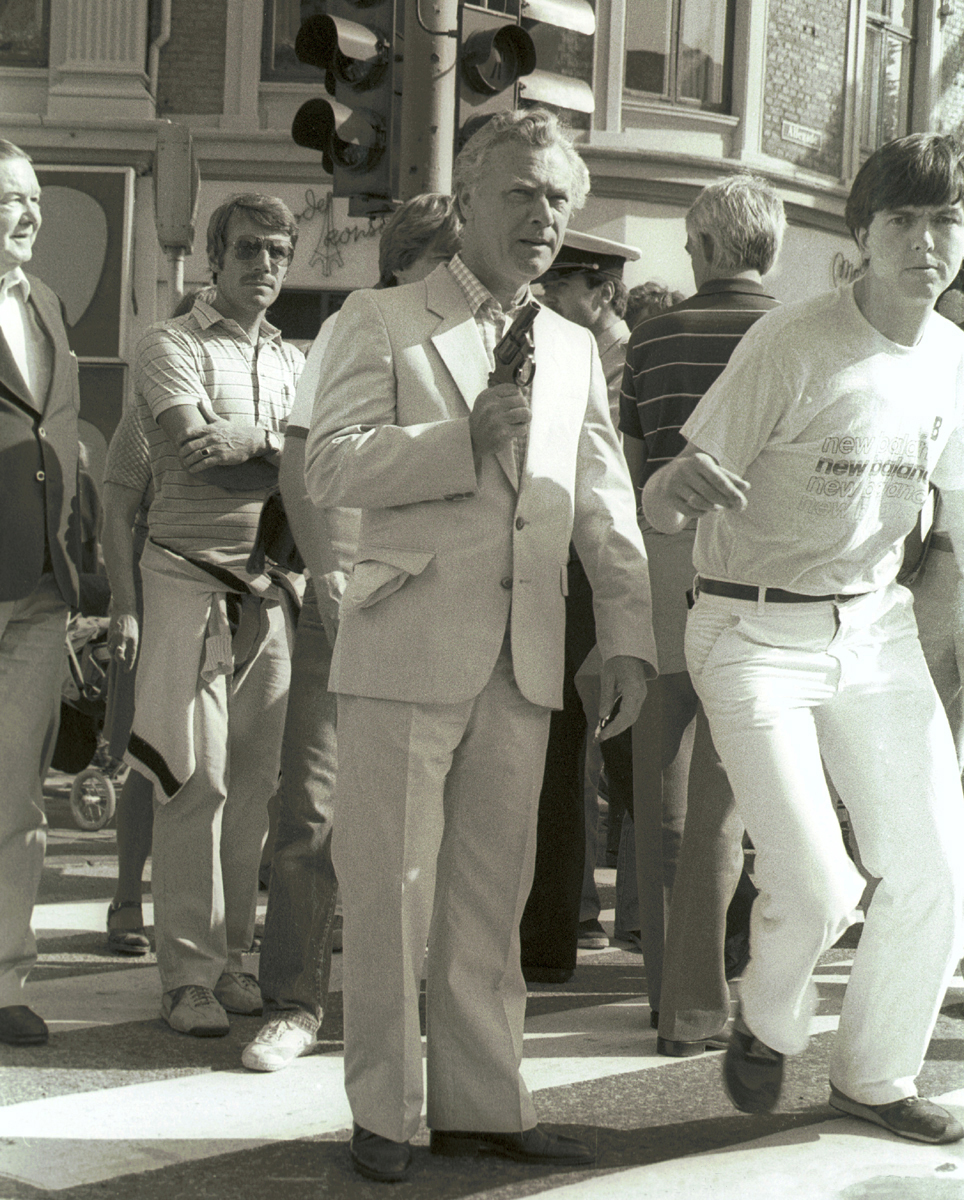
Poul Schlüter

- 03. April: Miyoshi Umeki, japanische Schauspielerin († 2007)
- 04. April: Iso Baumer, Schweizer Sprach- und Religionswissenschaftler († 2021)
- 05. April: Hugo Claus, flämischer Schriftsteller († 2008)
- 05. April: Ivar Giaever, norwegisch-amerikanischer Physiker († 2025)
- 05. April: Ismat T. Kittani, irakischer Diplomat († 2001)
- 06. April: André Previn, US-amerikanischer Pianist, Komponist und Dirigent († 2019)
- 06. April: Art Taylor, US-amerikanischer Jazz-Schlagzeuger († 1995)
- 07. April: Domingo Cura, argentinischer Perkussionist († 2004)
- 07. April: Bob Denard, französisch-komorischer Söldnerführer († 2007)
- 07. April: Walter Dworakivsky, US-amerikanischer Komponist und Musikpädagoge
- 07. April: Robert Hinz, deutscher Forstmann († 2021)
- 08. April: Walter Berry, österreichischer Sänger († 2000)
- 08. April: Jacques Brel, Chansonnier und Schauspieler († 1978)
- 08. April: Ann Colman, kanadische Eiskunstläuferin († 2022)
- 08. April: Hans Korte, deutscher Schauspieler († 2016)
- 08. April: Ludvík Liška, tschechoslowakischer Leichtathlet († 2021)
- 08. April: Bolesław Sulik, polnisch-britischer Journalist, Drehbuchautor und Regisseur († 2012)
- 09. April: Joyce Appleby, US-amerikanische Historikerin († 2016)
- 09. April: Hans-Eberhard Urbaniak, Gewerkschaftssekretär, langjähriger SPD-Bundestagsabgeordneter († 2024)
- 10. April: Mike Hawthorn, britischer Automobilrennfahrer († 1959)
- 10. April: Hanns Lothar, deutscher Schauspieler († 1967)
- 10. April: Liz Sheridan, US-amerikanische Schauspielerin († 2022)
- 10. April: Max von Sydow, schwedisch-französischer Schauspieler († 2020)

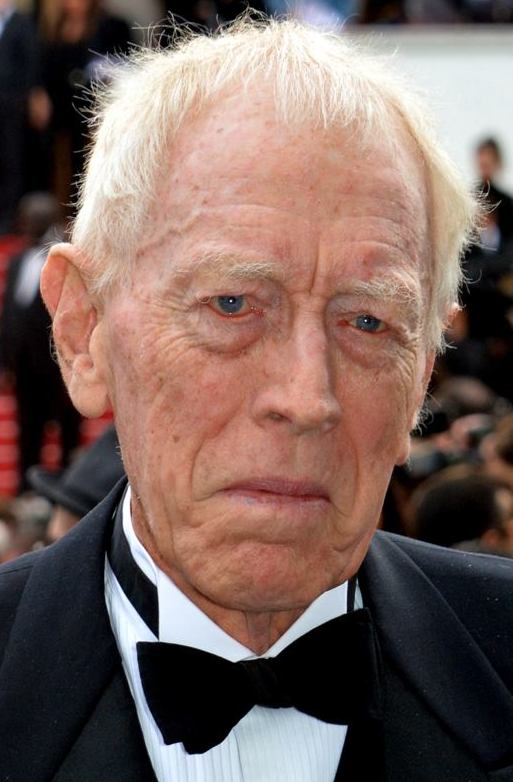
Max von Sydow

- 11. April: Ian Armit, britischer Blues- und Jazzpianist († 1992)
- 11. April: Josef Heinen, deutscher Sprinter († 1988)
- 11. April: Hans Joachim Hirsch, deutscher Rechtswissenschaftler († 2011)
- 12. April: Evamaria Bath, deutsche Schauspielerin († 2023)
- 13. April: Norbert Burger, österreichischer Politiker († 1992)
- 14. April: Gerald Anderson, britischer Marionettenkünstler und Filmemacher († 2012)
- 14. April: Chadli Bendjedid, algerischer Präsident (1979–1992) († 2012)
- 14. April: Werner Lamberz, Mitglied des Politbüros des ZK der SED in der DDR († 1978)
- 15. April: Roland Cardon, belgischer Komponist († 2001)
- 15. April: Josef Ratzenböck, österreichischer Jurist und Politiker
- 15. April: Renate Rössing, deutsche Fotografin († 2005)
- 16. April: Egbert Kankeleit, deutscher Physiker († 2022)
- 17. April: James Last, deutscher Bandleader, Komponist, Arrangeur und Musikproduzent († 2015) James Last, 1970

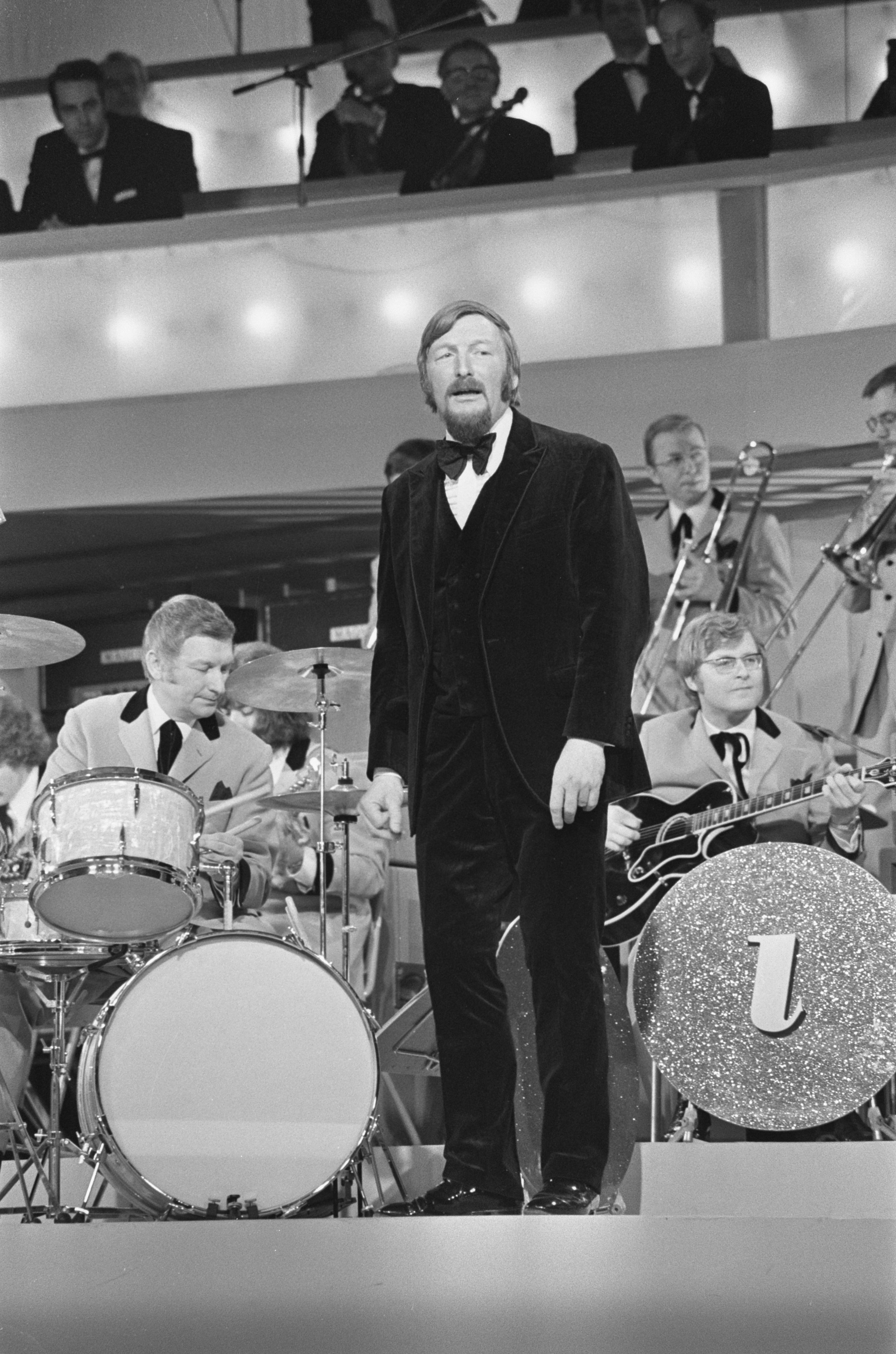
James Last, 1970

- 17. April: Helen Meier, Schweizer Schriftstellerin († 2021)
- 17. April: Karl-Erik Palmér, schwedischer Fußballspieler († 2015)
- 17. April: Józef Pińkowski, polnischer Politiker und Ministerpräsident von Polen von 1980 bis 1981 († 2000)
- 17. April: Lissy Tempelhof, deutsche Schauspielerin († 2017)
- 18. April: Jean Jülich, deutscher Widerstandskämpfer († 2011)
- 18. April: Mario Francesco Kardinal Pompedda, italienischer Kurienkardinal († 2006)
- 18. April: Marie Tomášová, tschechische Schauspielerin († 2025)
- 19. April: Hans R. Beierlein, deutscher Medienmanager und Musikverleger († 2022)
- 19. April: Kyu-Myung Chung, koreanischer Physiker († 2005)
- 19. April: Edward Crook, US-amerikanischer Boxer († 2005)
- 19. April: Marco Richterich, Schweizer Kunstmaler († 1997)
- 20. April: Karl Busch, deutscher Unternehmer († 2025)
- 20. April: Karl-Heinz Jakobs, deutscher Schriftsteller († 2015)
- 21. April: Martin Kruse, deutscher Theologe († 2022)
- 22. April: Michael Francis Atiyah, britischer Mathematiker († 2019)
- 22. April: Guillermo Cabrera Infante, spanischsprachiger Schriftsteller und Filmkritiker († 2005)
- 22. April: Erkki Junkkarinen, finnischer Sänger († 2008)
- 22. April: Otohiko Kaga, japanischer Schriftsteller († 2023)
- 22. April: Kazue Shinkawa, japanische Lyrikerin († 2024)
- 23. April: Max Bolliger, Schweizer Schriftsteller († 2013)
- 23. April: George Steiner, französisch-US-amerikanischer Schriftsteller, Literaturwissenschaftler und Kulturkritiker († 2020)
- 24. April: André Darrigade, französischer Radrennfahrer
- 25. April: Georg Hohenberg, österreichischer Diplomat († 2019)
- 27. April: Willi Hoss, deutscher Politiker († 2003)
- 28. April: Hans Gustav Auras, deutscher Architekt († 2016)
- 28. April: Kurt Böwe, deutscher Schauspieler († 2000)
- 29. April: Ray Barretto, US-amerikanischer Jazz-Musiker († 2006)
- 29. April: Walter Kempowski, deutscher Schriftsteller († 2007)
- 29. April: Halina Łukomska, polnische Sängerin († 2016)
- 29. April: Peter Schulz, Schweizer Theologe und Verleger († 2025)
- 29. April: Peter Sculthorpe, australischer Komponist († 2014)
- 30. April: Klausjürgen Wussow, deutscher Schauspieler († 2007)

### Mai
- 01. Mai: Ralf Dahrendorf, deutsch-britischer Soziologe, Politiker und Publizist († 2009)
- 01. Mai: Detlef Müller, deutscher Drehbuchautor († 2009)
- 02. Mai: Édouard Balladur, französischer Politiker und Premierminister
- 02. Mai: Jigme Dorje Wangchuck, dritter König von Bhutan († 1972)
- 02. Mai: Link Wray, US-amerikanischer Musiker († 2005)
- 03. Mai: Hans Stadlmair, Dirigent und Komponist († 2019)
- 04. Mai: Dominic Kodwo Andoh, ghanaischer Erzbischof († 2013)
- 04. Mai: Ásgeir Eyjólfsson, isländischer Skirennläufer († 2021)
- 04. Mai: Audrey Hepburn, Schauspielerin britisch-niederländischer Herkunft († 1993) Audrey Hepburn, 1981 mit Präsident Reagan und Robert Wolders

Audrey Hepburn, 1981 mit Präsident Reagan und Robert Wolders

- 04. Mai: Eric Wright, kanadischer Schriftsteller und Hochschullehrer († 2015)
- 05. Mai: Kenneth Cook, australischer Journalist, Drehbuchautor und Regisseur († 1987)
- 06. Mai: Paul Christian Lauterbur, US-amerikanischer Chemiker und Radiologe († 2007)
- 07. Mai: Osvaldo Dragún, argentinischer Dramatiker († 1999)
- 07. Mai: Ansten Samuelstuen, US-amerikanischer Skispringer († 2012)
- 08. Mai: Girija Devi, indische Sängerin, Musikpädagogin und Komponistin († 2017)
- 08. Mai: Gillian Dobb, US-amerikanische Schauspielerin († 2001)
- 08. Mai: Fernand Hoffmann, Luxemburger Pädagoge, Schriftsteller und Sprachwissenschaftler († 2000)
- 08. Mai: Günther Wyschofsky, Minister für chemische Industrie der DDR
- 09. Mai: Kay Dotrice, britische Schauspielerin († 2007)
- 09. Mai: Robert „H-Bomb“ Ferguson, US-amerikanischer Blues-Sänger und -Pianist († 2006)
- 09. Mai: Wolfgang Greß, Wirtschaftsfunktionär der DDR († 2000)
- 09. Mai: Dieter Medicus, deutscher Rechtswissenschaftler († 2015)
- 09. Mai: Gheorghe Paladi, moldauischer Gynäkologe († 2025)
- 10. Mai: Richard Attlesey, US-amerikanischer Hürdenläufer († 1984)
- 10. Mai: Dinos Constantinides, US-amerikanischer Komponist, Musikpädagoge, Dirigent und Geiger († 2021)
- 10. Mai: Rhoda Kalema, ugandische Politikerin († 2025)
- 10. Mai: Mel Lewis, US-amerikanischer Jazzmusiker († 1990)
- 10. Mai: Antonine Maillet, kanadische Schriftstellerin († 2025)
- 10. Mai: Peter C. Newman, kanadischer Schriftsteller und Journalist († 2023)
- 10. Mai: Helga Schmedt, deutsche Politikerin und MdB († 2022)
- 11. Mai: Margaret Kerry, US-amerikanische Schauspielerin
- 11. Mai: Gerhard Klingenberg, österreichischer Theaterregisseur und Intendant († 2024)
- 11. Mai: Eva Schloss, Überlebende des Holocaust
- 12. Mai: Heino Falcke, deutscher evangelischer Theologe
- 12. Mai: Ágnes Heller, ungarische Philosophin († 2019)
- 12. Mai: Bernard Marcus, US-amerikanischer Unternehmer († 2024)
- 12. Mai: Sam Nujoma, Staatspräsident von Namibia († 2025)
- 12. Mai: Heinrich Segur, Leiter des deutschen Dienst von Radio Vatikan († 2005)
- 13. Mai: Robert D. Fulton, US-amerikanischer Politiker († 2024)
- 13. Mai: Johannes Gründel, katholischer Theologe und Priestern († 2015)
- 13. Mai: Friedrich Nürnberger, deutscher Dermatologe († 2013)
- 13. Mai: Ulisses dos Santos, brasilianischer Leichtathlet († 2021)
- 14. Mai: Wladimir Sergejewitsch Antoschin, sowjetischer Schachgroßmeister († 1994)
- 15. Mai: Andrew Bertie, britischer Großmeister des Malteserordens († 2008)
- 15. Mai: Peter Broeker, kanadischer Automobilrennfahrer († 1980)
- 15. Mai: William Luers, US-amerikanischer Diplomat († 2025)
- 15. Mai: Dieter Schubert, deutscher Schriftsteller († 2008)
- 16. Mai: Betty Carter, US-amerikanische Jazzsängerin († 1998)
- 16. Mai: John Conyers, US-amerikanischer Politiker († 2019)
- 16. Mai: Friedrich Nowottny, deutscher Journalist und ehemaliger Intendant des WDR Friedrich Nowottny, 2012

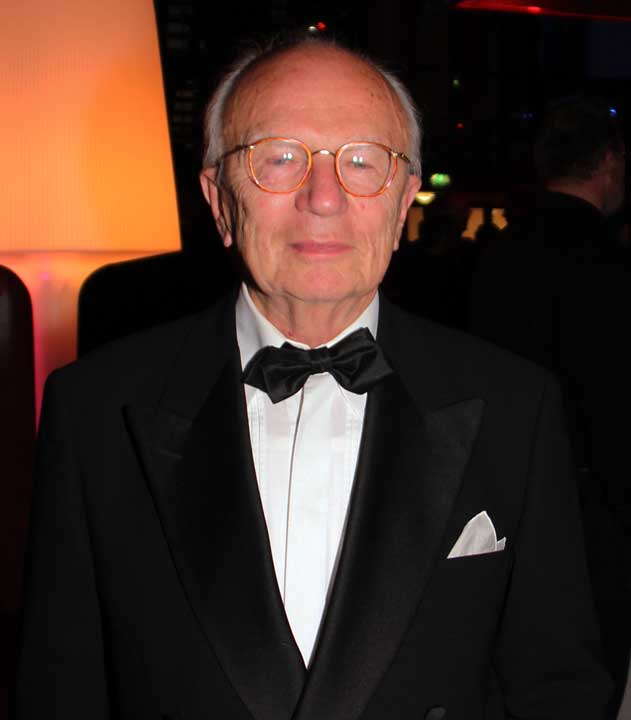
Friedrich Nowottny, 2012

- 16. Mai: Adrienne Rich, US-amerikanische Feministin und Dichterin († 2012)
- 16. Mai: Kanwar Natwar Singh, indischer Politiker († 2024)
- 17. Mai: Janet Craxton, englische Oboistin († 1981)
- 17. Mai: Hans Gebhard, deutscher Kirchenmusiker, Organist, Komponist und Chorleiter († 2022)
- 17. Mai: Jill Johnston, US-amerikanische Autorin, Journalistin und LGBT-Aktivistin († 2010)
- 17. Mai: Branko Zebec, jugoslawischer Fußballspieler und -trainer († 1988)
- 18. Mai: Otto Flimm, deutscher Unternehmer († 2020)
- 18. Mai: Roger Matton, kanadischer Komponist und Musikethnologe († 2004)
- 18. Mai: Dietrich Rolle, deutscher Anglist, Literaturwissenschaftler und Hochschullehrer († 2008)
- 19. Mai: Harvey Cox, US-amerikanischer baptistischer Geistlicher, Theologieprofessor in Harvard und Autor
- 20. Mai: Werner Heukamp, deutscher katholischer Pfarrer, Heimatforscher und Autor († 2020)
- 20. Mai: Marcelino dos Santos, mosambikanischer Politiker und Schriftsteller († 2020)
- 20. Mai: Charles Tilly, US-amerikanischer Historiker, Politologe und Soziologe († 2008)
- 21. Mai: Hans Traxler, deutscher Illustrator und Cartoonist
- 21. Mai: Charles Wadsworth, US-amerikanischer Pianist, Kammermusiker und Musikpädagoge († 2025)
- 22. Mai: Sergio Mantovani, italienischer Automobilrennfahrer († 2001)
- 23. Mai: Marvin J. Chomsky, US-amerikanischer Filmregisseur und Filmproduzent († 2022)
- 24. Mai: Jaroslav Bogdálek, tschechoslowakischer Skirennläufer und Eishockeyspieler († 2022)
- 24. Mai: Helmut Fath, deutscher Motorradrennfahrer und -konstrukteur († 1993)
- 25. Mai: Ursula Randt, deutsche Autorin († 2007)
- 25. Mai: Werner Zeyer, deutscher Politiker († 2000)
- 26. Mai: Jacob Festus Ade Ajayi, nigerianischer Historiker und Hochschullehrer († 2014)
- 27. Mai: William Kelley, US-amerikanischer Schriftsteller und Drehbuchautor († 2003)
- 27. Mai: Peter Szondi, ungarischer Literaturwissenschaftler († 1971)
- 28. Mai: Werner Achmann, deutscher Szenenbildner und Filmausstatter († 2001)
- 28. Mai: Georg Langemeyer, deutscher Franziskaner-Pater und katholischer Theologe († 2014)
- 28. Mai: Horst Frank, deutscher Schauspieler († 1999)
- 29. Mai: Fernande Chiocchio, kanadische Sängerin und Musikpädagogin († 2021)
- 29. Mai: Harry Frankfurt, US-amerikanischer Philosoph († 2023)
- 29. Mai: Peter Higgs, britischer Physiker († 2024) Peter Higgs, 2009

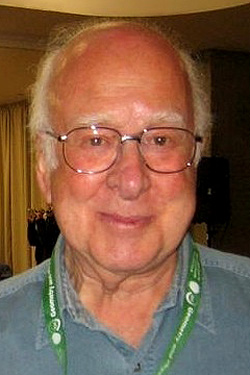
Peter Higgs, 2009

- 29. Mai: Väinö Markkanen, finnischer Sportschütze († 2022)
- 30. Mai: Oskar Brüsewitz, evangelischer Pfarrer († 1976)
- 30. Mai: Margit Saad, deutsche Schauspielerin († 2023)

### Juni
- 01. Juni: James Hadley Billington, US-amerikanischer Bibliotheksdirektor († 2018)
- 01. Juni: Paul Markowski, Funktionär der SED in der DDR († 1978)
- 01. Juni: Yehudi Wyner, US-amerikanischer Komponist, Pianist und Musikpädagoge
- 02. Juni: Frédéric Devreese, belgischer Komponist und Dirigent († 2020)
- 02. Juni: Günter Siefarth, deutscher Journalist († 2002)
- 02. Juni: Juan Venegas, puerto-ricanischer Boxer († 1987)
- 02. Juni: Friedrich Vogel, deutscher Politiker († 2005)
- 03. Juni: Werner Arber, Schweizer Mikrobiologe und Genetiker
- 03. Juni: Martin Schliessler, deutscher Abenteuerer, Filmemacher und Künstler († 2008)
- 03. Juni: Billy Williams, britischer Kameramann († 2025)
- 04. Juni: Karolos Papoulias, griechischer Staatspräsident († 2021)
- 04. Juni: Günter Strack, deutscher Schauspieler († 1999)
- 05. Juni: Hermann Josef Unland, deutscher Politiker († 2015)
- 05. Juni: Gerhard Schmatz, deutscher Bergsteiger († 2005)
- 06. Juni: James Barnor, ghanaisch-britischer Fotograf
- 06. Juni: Bogusław Schaeffer, polnischer Komponist, Musikwissenschaftler und -pädagoge († 2019)
- 07. Juni: Antonio Carbajal, mexikanischer Fußballspieler († 2023)
- 07. Juni: John Turner, kanadischer Politiker († 2020)
- 08. Juni: Ekkehard Böhmer, deutscher Fernsehregisseur († 2014)
- 08. Juni: Viktor Josef Dammertz, Bischof von Augsburg († 2020)
- 08. Juni: Ruth Lapide, deutsche jüdische Religionswissenschaftlerin († 2022)
- 08. Juni: Hanns von Weyssenhoff, deutscher Physikochemiker und Hochschullehrer († 2023)
- 09. Juni: Johnny Ace, US-amerikanischer Musiker († 1954)
- 09. Juni: Kammerer-Luka, deutscher bildender Künstler († 2023)
- 10. Juni: Georg Huntemann, deutscher evangelischer Theologe und Theologieprofessor († 2014)

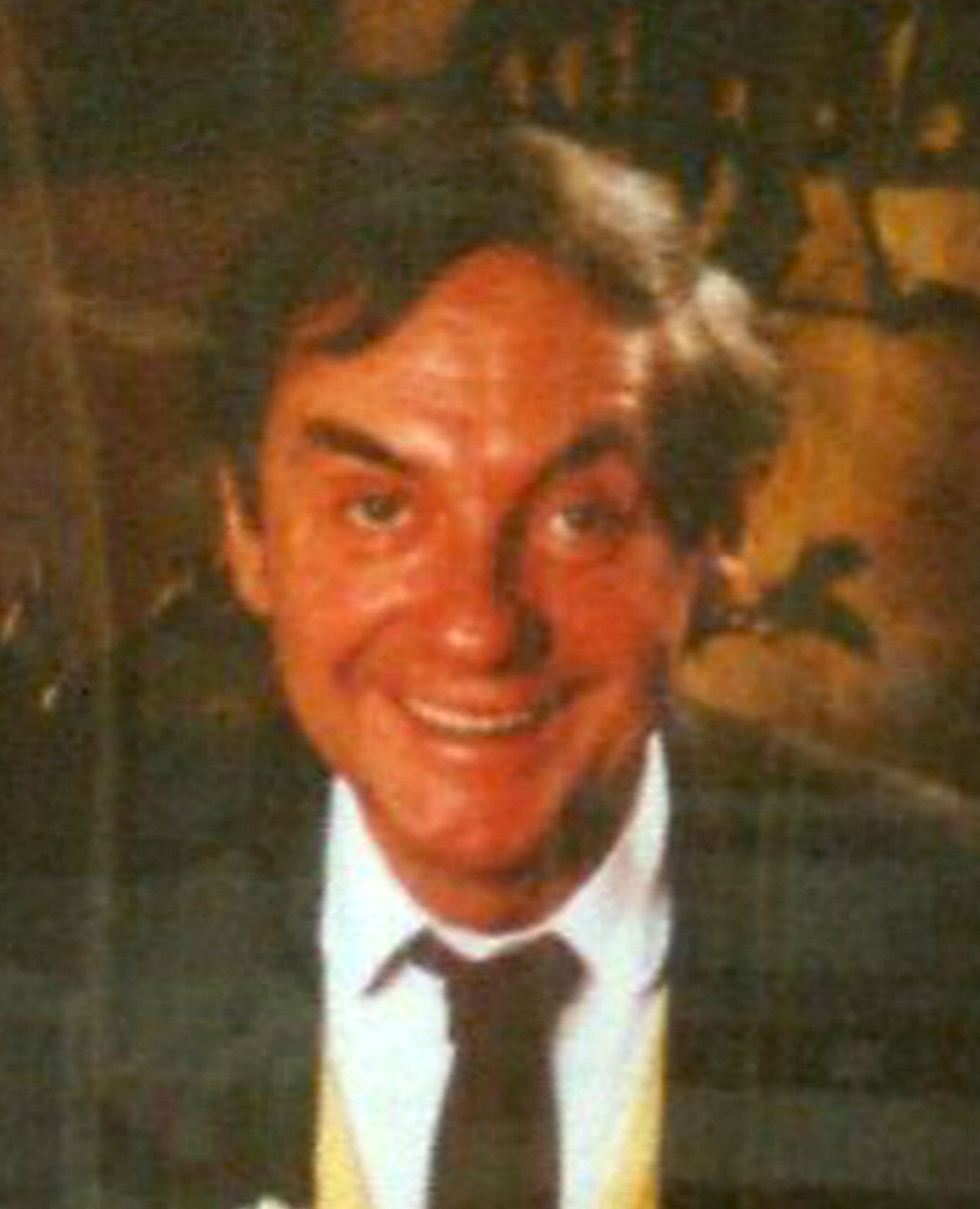
Harald Juhnke

- Harald Juhnke10. Juni: Harald Juhnke, deutscher Entertainer, Film- und Bühnenschauspieler († 2005)
- 10. Juni: James McDivitt, US-amerikanischer Astronaut († 2022)
- 10. Juni: Edward O. Wilson, Entomologe und Biologe († 2021)
- 12. Juni: Hilde Antes, deutsche Leichtathletin († 2016)
- 12. Juni: Anne Frank, jüdisches deutsches Mädchen, bekannt durch ihr Tagebuch († 1945)
- 12. Juni: Rutka Laskier, polnisch-jüdische Tagebuchschreiberin und Opfer des Holocaust († 1943)
- 12. Juni: Eva Pflug, deutsche Schauspielerin († 2008)
- 12. Juni: Frank Rosenthal, Casino-Manager in Las Vegas († 2008)
- 12. Juni: Klaus Steilmann, deutscher Textilunternehmer und Sportfunktionär († 2009)
- 13. Juni: Alan Civil, britischer Hornist und Musiklehrer († 1989)
- 13. Juni: Heinz Günther Hüsch, deutscher Politiker († 2023)
- 13. Juni: Wolfgang Hundhammer, deutscher Szenenbildner und Filmarchitekt
- 13. Juni: Alan McCleery, kanadischer Kanute († 2022)
- 13. Juni: Rob Slotemaker, niederländischer Automobilrennfahrer († 1979)
- 14. Juni: Alexander Böhm, deutscher Rechtswissenschaftler († 2006)
- 14. Juni: Cy Coleman, US-amerikanischer Komponist († 2004)
- 14. Juni: Keizō Hino, japanischer Schriftsteller († 2002)
- 14. Juni: Rupert Lay, deutscher Philosoph und Theologe, Unternehmensberater und Psychotherapeut († 2023)
- 15. Juni: George Barlow, US-amerikanischer Zoologe und Ichthyologe († 2007)
- 15. Juni: Fakir Baykurt, türkischer Pädagoge und Schriftsteller († 1999)
- 15. Juni: Lotfi Mansouri, US-amerikanischer Opernregisseur und -direktor († 2013)
- 17. Juni: Tigran Petrosjan, armenisch-sowjetischer Schach-Großmeister († 1984)
- 18. Juni: Menachem Ariav, Oberbürgermeister von Nazerat Illit († 2017)
- 18. Juni: Jürgen Habermas, deutscher Soziologe und Philosoph Jürgen Habermas, 2007

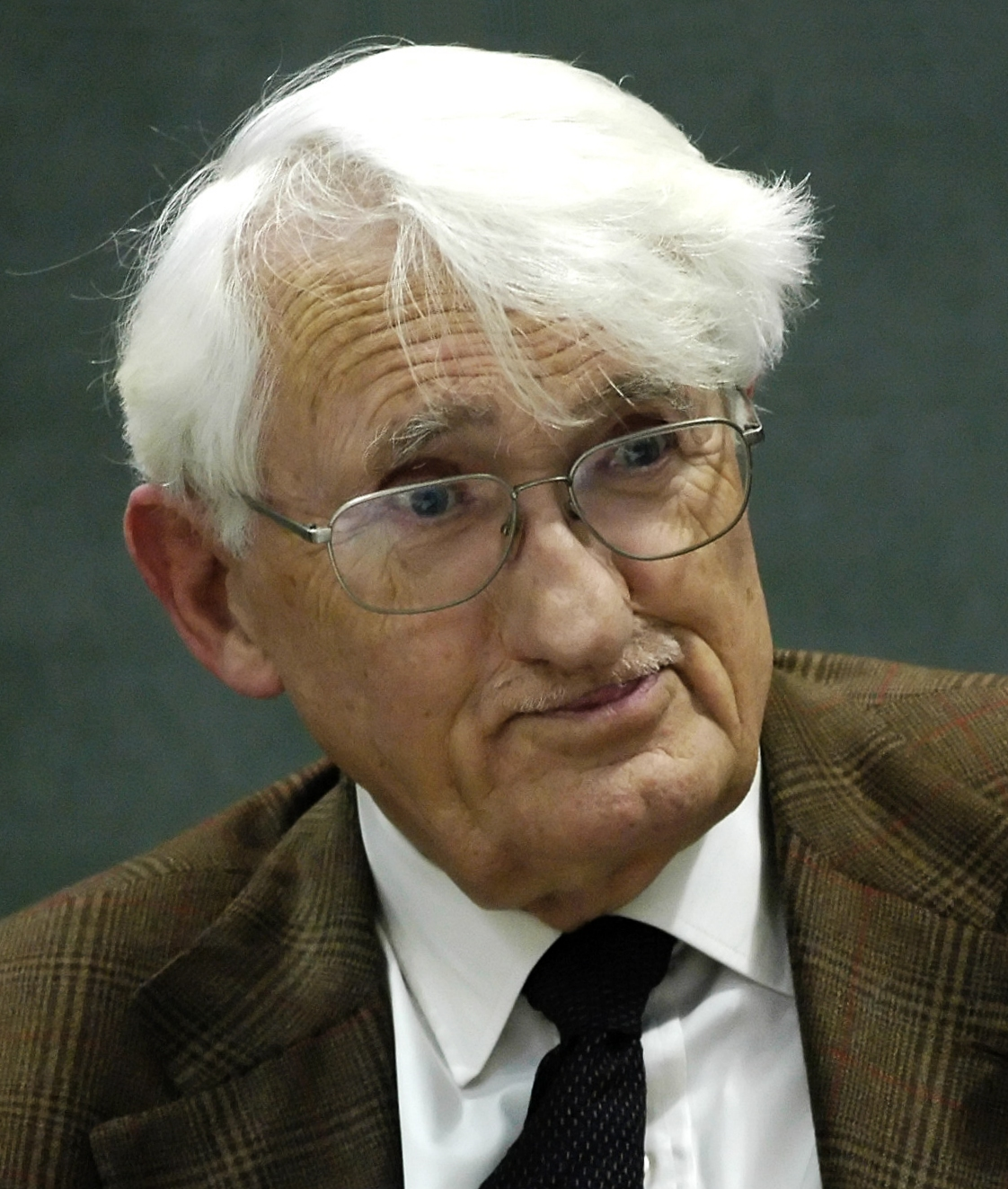
Jürgen Habermas, 2007

- 18. Juni: Ernst Gottfried Mahrenholz, Richter und Vizepräsident des Bundesverfassungsgerichts († 2021)
- 18. Juni: Ilse Storb, deutsche Musikwissenschaftlerin, Musikpädagogin und Hochschullehrerin
- 19. Juni: Dieter Großmann, deutscher Fußballtorwart
- 20. Juni: Bonnie Bartlett, US-amerikanische Schauspielerin
- 20. Juni: Edgar Miles Bronfman senior, kanadischer Unternehmer († 2013)
- 20. Juni: Ingrid Haebler, österreichische Pianistin († 2023)
- 20. Juni: Francis Santana, dominikanischer Sänger († 2014)
- 20. Juni: Eugen von der Wiesche, deutscher Politiker und MdB († 2018)
- 21. Juni: Traugott Buhre, deutscher Schauspieler († 2009)
- 21. Juni: Gottfried Gruben, Bauforscher und Professor an der Technischen Universität München († 2003)
- 21. Juni: Abdel Halim Hafez, ägyptischer Sänger und Schauspieler († 1977)
- 22. Juni: Pierre Thibaud, französischer Trompeter und Musikpädagoge († 2004)
- 22. Juni: Adam Zielinski, polnischer Schriftsteller und Unternehmer († 2010)
- 23. Juni: Carlos Argentino, argentinischer Sänger († 1991)
- 23. Juni: Bart Carlier, niederländischer Fußballspieler († 2017)
- 23. Juni: June Carter Cash, US-amerikanische Sängerin und Songschreiberin († 2003)
- 23. Juni: Mario Ghella, italienischer Radrennfahrer († 2020)
- 23. Juni: Claude Goretta, Schweizer Filmregisseur und Fernsehproduzent († 2019)
- 23. Juni: Henri Pousseur, belgischer Komponist († 2009)
- 24. Juni: Siegfried Cremer, deutscher bildender Künstler und Kunstsammler († 2015)
- 24. Juni: Mona Hofland, norwegische Schauspielerin († 2010)5
- 24. Juni: Günter Emig, deutscher römisch-katholischer Geistlicher († 2022)
- 24. Juni: Rudolf Horn, deutscher Möbeldesigner
- 25. Juni: Eric Carle, US-amerikanischer Kinderbuchautor († 2021)
- 25. Juni: Francesco Kardinal Marchisano, Erzpriester der Vatikanischen Basilika († 2014)
- 26. Juni: June Bronhill, australische Opernsängerin († 2005)
- 26. Juni: Milton Glaser, US-amerikanischer Grafikdesigner, Illustrator und Lehrer († 2020)
- 26. Juni: Rodney Nuckey, britischer Automobilrennfahrer († 2000)
- 28. Juni: Gerhard Frank, deutscher Jurist, Jagdfunktionär und Politiker († 2020)
- 28. Juni: Barthel Hrouda, deutscher Archäologe († 2009)
- 28. Juni: Andreas Karađorđević, Bruder des letzten Königs von Jugoslawien († 1990)
- 29. Juni: Oriana Fallaci, italienische Widerstandskämpferin, Journalistin und Schriftstellerin († 2006)
- 29. Juni: Eberhard Jäckel, deutscher Zeithistoriker († 2017)
- 29. Juni: Alexandre Lagoya, klassischer Gitarrist († 1999)
- 29. Juni: Michio Mamiya, japanischer Komponist († 2024)
- 30. Juni: Alexander Kelly, schottischer Pianist und Musikpädagoge († 1996)
- 30. Juni: David Martin, britischer Soziologe und anglikanischer Priester († 2019)

### Juli
- 01. Juli: Gerald M. Edelman, US-amerikanischer Mediziner und Nobelpreisträger († 2014)
- 02. Juli: Knud Bruun Jensen, dänischer Ruderer († 2015)
- 02. Juli: Imelda Marcos, First Lady der Philippinen
- 02. Juli: Edgar Ott, deutscher Schauspieler und Synchronsprecher († 1994)
- 02. Juli: Adam Seide, deutscher Schriftsteller († 2004)
- 04. Juli: Darío Castrillón Hoyos, kolumbianischer Kardinal († 2018)
- 04. Juli: Jean Desforges, britische Leichtathletin und Olympiateilnehmerin († 2013)
- 04. Juli: Joyce Sullivan, kanadische Sängerin († 2017)
- 04. Juli: Konrad Swinarski, polnischer Theaterregisseur († 1975)
- 05. Juli: Ursula Finger, deutsche Leichtathletin, Olympiateilnehmerin für das Saarland († 2015)
- 05. Juli: Jacqueline Harpman, belgische Schriftstellerin († 2012)
- 05. Juli: Katherine Helmond, US-amerikanische Schauspielerin († 2019)
- 06. Juli: Bernhard Diestelkamp, deutscher Rechtshistoriker († 2025)
- 06. Juli: Gerd Zacher, deutscher Komponist und Organist († 2014)
- 07. Juli: Reinhard Baumgart, deutscher Schriftsteller und Literaturkritiker († 2003)
- 09. Juli: Hassan II., König von Marokko (1961–1999) († 1999)

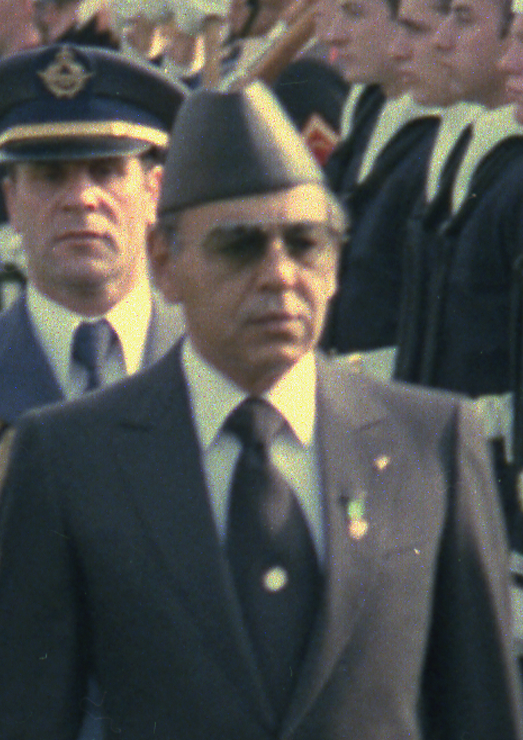
Hassan II., 1978

- 10. Juli: Hamza El Din, nubischer Oud- und Tarspieler († 2006)
- 10. Juli: George Clayton Johnson, US-amerikanischer Autor und Filmschauspieler († 2015)
- 10. Juli: Moe Norman, kanadischer Profigolfer († 2004)
- 11. Juli: David Kelly, irischer Film- und Theaterschauspieler († 2012)
- 11. Juli: Hermann Prey, deutscher Bariton († 1998)
- 12. Juli: Alfred Seppelt, deutscher Schachfunktionär († 2015)
- 14. Juli: Alan Dawson, US-amerikanischer Jazz-Schlagzeuger († 1996)
- 14. Juli: Friedrich Ferdinand Hommel, deutscher Musikwissenschaftler († 2011)
- 15. Juli: Reinhardt Abraham, deutscher Manager der Lufthansa († 1995)
- 15. Juli: Charles Anthony, US-amerikanischer Opernsänger († 2012)
- 15. Juli: Francis Bebey, französischer Musiker und Schriftsteller († 2001)
- 15. Juli: Theo Gallehr, deutscher Hörspielautor, Filmemacher, Journalist, bildender Künstler und Hochschullehrer für Bildende Kunst († 2001)
- 15. Juli: Lou Graham, US-amerikanischer Country- und Rockabilly-Musiker († 1999)
- 16. Juli: Walter Magrutsch, österreichischer Diplomat († 2014)
- 16. Juli: Sheri S. Tepper, US-amerikanische Schriftstellerin († 2016)
- 17. Juli: Sergei Godunow, russischer Mathematiker († 2023)
- 17. Juli: Kenneth Grange, britischer Industriedesigner († 2024)
- 18. Juli: Richard Button, US-amerikanischer Eiskunstläufer († 2025)
- 18. Juli: Jalacy Hawkins, US-amerikanischer Sänger († 2000)
- 18. Juli: Leonhard Pohl, deutscher Leichtathlet († 2014)
- 18. Juli: Franca Rame, italienische Theatermacherin und Politikerin († 2013)
- 19. Juli: Martin Grüner, deutscher Politiker († 2018)
- 19. Juli: Katharina Wagenbach-Wolff, deutsche Verlegerin
- 20. Juli: Hansjörg Sinn, deutscher Chemiker und Politiker
- 21. Juli: Helen Merrill, US-amerikanische Jazzsängerin
- 22. Juli: David Arias Pérez, spanischer Geistlicher, Weihbischof in Newark († 2019)
- 22. Juli: John Barber, britischer Automobilrennfahrer († 2015)
- 22. Juli: Jean-Pierre Rivière, französischer Komponist († 1995)
- 23. Juli: Pierre Aubenque, französischer Philosophiehistoriker († 2020)
- 23. Juli: Thomas Reddy, irischer Boxer († 1992)
- 24. Juli: Peter Yates, britischer Filmregisseur († 2011)
- 25. Juli: Al Adamson, US-amerikanischer Regisseur und Produzent von B-Filmen († 1995)
- 26. Juli: Alexis Weissenberg, französischer Pianist bulgarischer Herkunft († 2012)
- 27. Juli: Jean Baudrillard, französischer Philosoph und Soziologe († 2007)
- 27. Juli: Janusz Grabiański, polnischer Illustrator († 1976)
- 27. Juli: Jack Higgins, britischer Schriftsteller († 2022)
- 27. Juli: Walter Michael Klepper, rumäniendeutscher Komponist († 2008)
- 27. Juli: Sigrid Kressmann-Zschach, deutsche Architektin und Bauunternehmerin († 1990)
- 28. Juli: Jackie Kennedy, First Lady der Vereinigten Staaten († 1994)

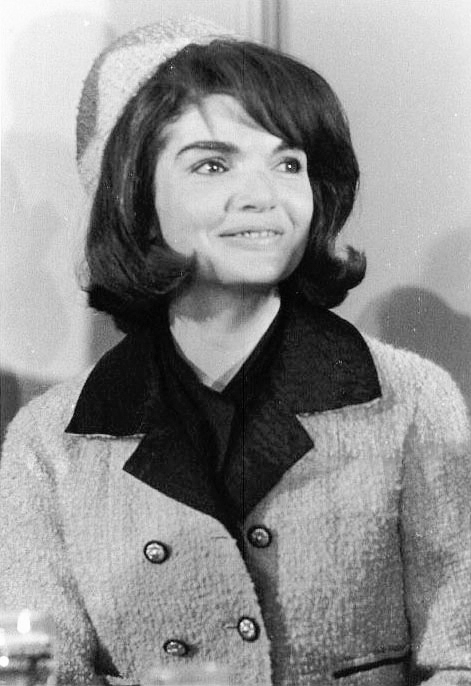
Jacqueline Kennedy, 1963

- 28. Juli: Werner Vetterli, Schweizer Sportler, Fernsehmoderator und Politiker († 2008)
- 28. Juli: Fritz Vilmar, deutscher Politologe, Soziologe, Globalisierungskritiker († 2015)
- 29. Juli: Charles Richard Anders, US-amerikanischer Komponist und Pfarrer († 2020)
- 29. Juli: Júlio Botelho, brasilianischer Fußballspieler († 2003)
- 29. Juli: Awet Terterjan, armenischer Komponist († 1994)
- 30. Juli: Karl-Heinrich Hansmeyer, deutscher Wirtschaftswissenschaftler († 2007)
- 30. Juli: Günter Prinz, deutscher Journalist († 2020)
- 30. Juli: Werner Tübke, deutscher Maler († 2004)
- 31. Juli: Lynne Reid Banks, britische Schriftstellerin († 2024)
- 31. Juli: Don Murray, US-amerikanischer Schauspieler († 2024)
- 31. Juli: Willi Roth, deutscher Boxer († 2017)

### August
- 01. August: Leila Abaschidse, georgisch-sowjetische Schauspielerin († 2018)
- 01. August: Samuel Charters, US-amerikanischer Blues-Forscher und -musiker († 2015)
- 01. August: Josef Homeyer, deutscher Bischof († 2010)
- 02. August: José Afonso, portugiesischer Sänger und Komponisten († 1987)
- 02. August: Gisela Bleibtreu-Ehrenberg, deutsche Soziologin († 2023)
- 03. August: Geoffrey Heskett, australischer Basketballspieler († 2025)
- 03. August: Zdzisław Krzyszkowiak, polnischer Leichtathlet († 2003)
- 06. August: Valter Åhlén, schwedischer Eishockeyspieler († 1988)
- 06. August: Ferenc Aszódy, deutscher Trompeter († 2005)
- 06. August: Reinhold Finkbeiner, deutscher Komponist und Organist († 2010)
- 06. August: Kateb Yacine, algerischer Schriftsteller († 1989)
- 07. August: František Čech, tschechischer Geochemiker und Mineraloge († 1995)
- 07. August: Thomas van Dijck, niederländischer Hockeyspieler († 2021)
- 07. August: Don Larsen, US-amerikanischer Baseballspieler († 2020)
- 08. August: Lionginas Abarius, litauischer Musiker, Komponist († 2022)
- 08. August: Ronald Biggs, englischer Posträuber († 2013)
- 08. August: José Luis Borau, spanischer Filmregisseur († 2012)
- 08. August: Sabri Godo, albanischer Schriftsteller und Politiker († 2011)
- 08. August: Josef Suk, tschechischer Geiger und Bratscher († 2011)
- 09. August: Jeff Butterfield, englischer Rugbyspieler († 2004)
- 09. August: Hermann Schreiber, deutscher Journalist, Autor und Moderator († 2020)
- 09. August: Albert Tocco, US-amerikanischer Mafia-Boss († 2005)
- 09. August: Manfred Zimmermann, deutscher Diplomat
- 10. August: Vincent McEveety, US-amerikanischer Film- und Fernsehregisseur († 2018)
- 10. August: Oleg Strischenow, russischer Filmschauspieler († 2025)
- 11. August: Adalbert Seipolt, deutscher Benediktinermönch und Autor († 2009)
- 12. August: Buck Owens, US-amerikanischer Country-Sänger († 2006)
- 12. August: Jōji Yuasa, japanischer Komponist († 2024)
- 13. August: Walter Kannengießer, deutscher Wirtschaftsjournalist
- 13. August: Gustav Meier, Schweizer Dirigent und Musikpädagoge († 2016)
- 14. August: Louise Slaughter, US-amerikanische Politikerin († 2018)
- 15. August: Eugene Braunwald, US-amerikanischer Kardiologe
- 15. August: Rudolf Hoke, österreichischer Rechtshistoriker († 2025)
- 15. August: Karl Heinz Jakob, deutscher Künstler, Grafiker und Maler († 1997)
- 15. August: Georgios Roumbanis, griechischer Stabhochspringer († 2025)
- 16. August: Bill Evans, US-amerikanischer Jazzpianist († 1980)
- 16. August: Ina-Maria Greverus, deutsche Volkskundlerin und Kulturanthropologin († 2017)
- 16. August: Helmut Rahn, deutscher Fußballspieler († 2003)

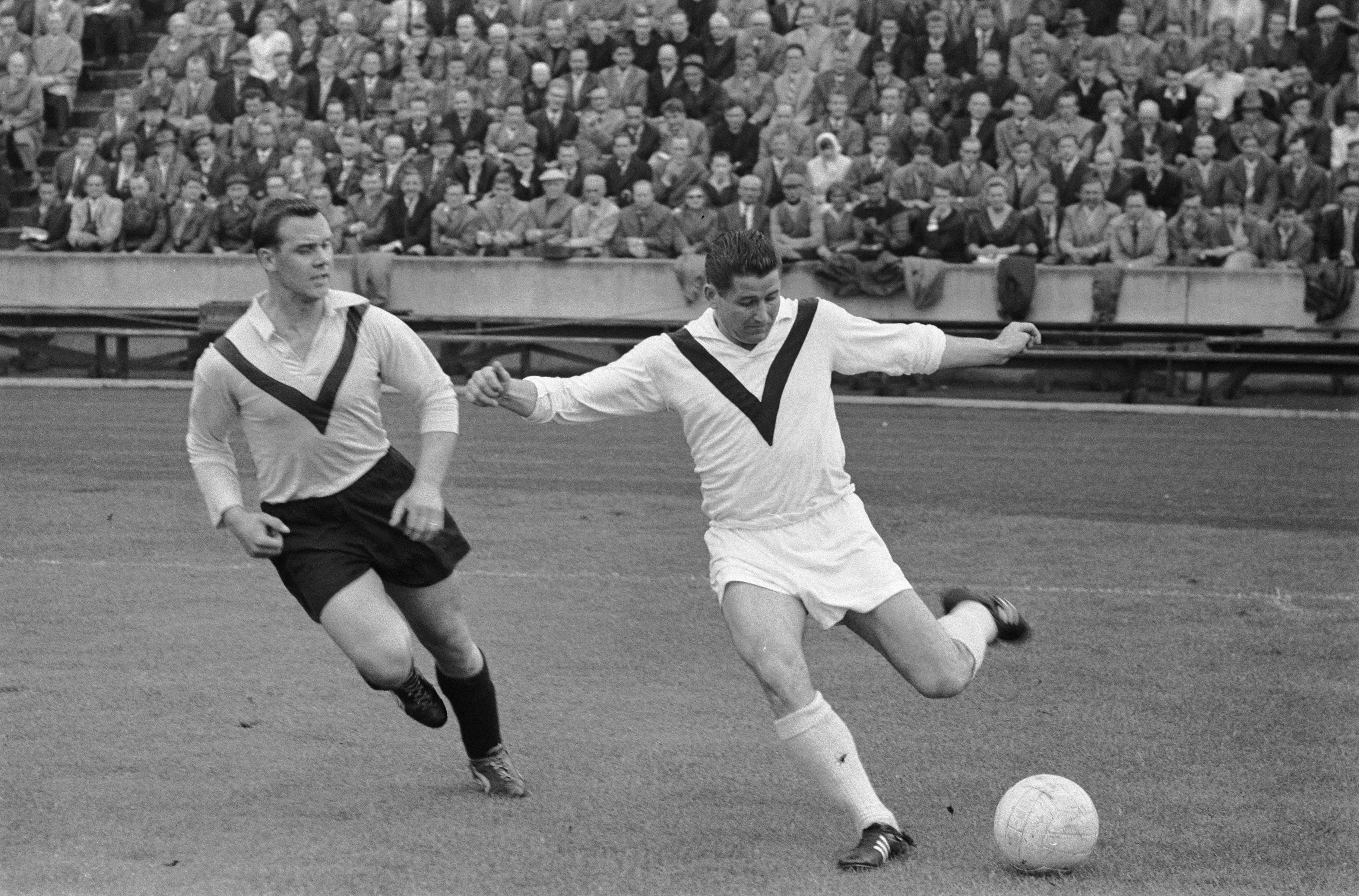
Helmut Rahn (rechts)

- 17. August: Petar Perović, jugoslawischer Handballspieler und -trainer († 2010)
- 17. August: Rex White, US-amerikanischer Automobilrennfahrer († 2025)
- 18. August: Hugues Aufray, französischer Chanson-Sänger
- 18. August: Jimmy Davies, US-amerikanischer Automobilrennfahrer († 1966)
- 18. August: Wolfgang Ullmann, deutscher Theologe, Kirchenhistoriker und Politiker († 2004)
- 19. August: Ion N. Petrovici, deutscher Neurologe († 2021)
- 20. August: Gerda Sofia Antti Ljungqvist, schwedische Schriftstellerin
- 20. August: Leonard Barden, britischer Schachkolumnist
- 20. August: Rafael Tschimischkjan, sowjetischer Gewichtheber († 2022)
- 21. August: Vija Artmane, lettische und sowjetische Schauspielerin († 2008)
- 21. August: Ahmed Kathrada, südafrikanischer Anti-Apartheid-Kämpfer und Politiker († 2017)
- 22. August: Lieselotte Rau, deutsche Schauspielerin († 2017)
- 22. August: Pauli Toivonen, finnischer Rallyefahrer († 2005)
- 22. August: Ulrich Wegener, deutscher Polizeioffizier († 2017)
- 23. August: Fritz Breuer, deutscher Fußballspieler († 2017)
- 23. August: Vera Miles, US-amerikanische Schauspielerin
- 24. August: Jassir Arafat, palästinensischer Politiker († 2004)

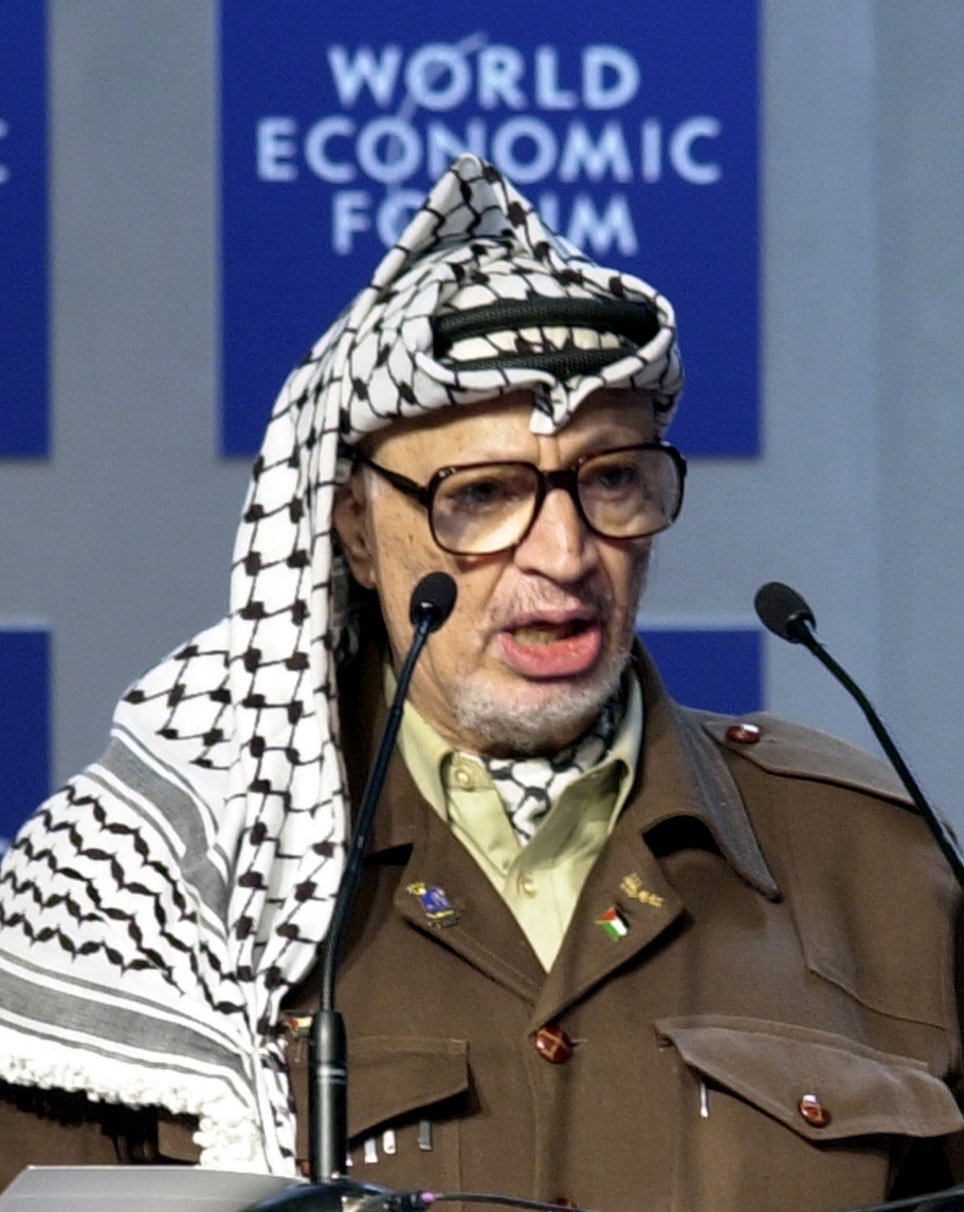
Jassir Arafat, 2001

- 24. August: Betty Dodson, US-amerikanische Sexualaufklärerin († 2020)
- 24. August: Paul Lendvai, österreichischer Journalist ungarischer Abstammung
- 25. August: Dominique Fernandez, französischer Autor
- 26. August: Eva Bakos, österreichische Kulturjournalistin und Schriftstellerin († 2003)
- 26. August: Yogi Bhajan, Kundalini-Yoga-Lehrer († 2004)
- 26. August: Walter Helmut Fritz, deutscher Schriftsteller († 2010)
- 26. August: Karl Alfred Wolken, deutscher Schriftsteller († 2020)
- 28. August: István Kertész, ungarischer Dirigent († 1973)
- 28. August: Heinz G. Lück, deutscher Schauspieler († 2017)
- 29. August: John Arthur, südafrikanischer Boxer († 2005)
- 29. August: Thom Gunn, britischer Dichter und Universitätslehrer († 2004)
- 30. August: François Cheng, chinesischer Schriftsteller, Dichter und Kalligraph
- 30. August: Rudolf Schefold, deutscher Fußballspieler
- 31. August: Germaine Damar, luxemburgische Filmschauspielerin
- 00. August: Roy Moss, US-amerikanischer Rockabilly-Musiker

### September
- 01. September: Kostas Paskalis, griechisch-österreichischer Opernsänger († 2007)
- 02. September: Charline Arthur, US-amerikanische Rockabilly-Musikerin († 1987)
- 02. September: Hal Ashby, US-amerikanischer Filmregisseur († 1988)
- 02. September: René Marie Albert Dupont, französisch-südkoreanischer Bischof († 2025)
- 03. September: Helmuth Becker, deutscher Politiker († 2011)
- 03. September: James J. Bulger, US-amerikanischer Verbrecher († 2018)
- 03. September: Karl Wilhelm Fricke, deutscher Publizist
- 03. September: Kurt Jungwirth, österreichischer Politiker und Schachfunktionär († 2025)
- 03. September: Günter Schubert, deutscher Journalist und Historiker († 2014)
- 05. September: Bob Newhart, US-amerikanischer Schauspieler († 2024)
- 05. September: Andrijan Nikolajew, sowjetischer Kosmonaut († 2004)
- 06. September: Cyrus Atabay, persischer Schriftsteller († 1996)
- 06. September: Charles Moffett senior, US-amerikanischer Jazz-Schlagzeuger († 1997)
- 08. September: Geoffrey Donald Chisholm, australischer Politiker († 2006)
- 08. September: Christoph von Dohnányi, deutscher Dirigent und Intendant
- 09. September: Claude Nougaro, französischer Jazz-Sänger, Dichter, Maler und Zeichner († 2004)
- 09. September: Ruth Pfau, katholische Ordensschwester und Lepraärztin in Pakistan († 2017)
- 10. September: Reinhard Lettau, deutsch-amerikanischer Schriftsteller († 1996)
- 10. September: Arnold Palmer, US-amerikanischer Golfer († 2016)
- 10. September: Akio Yashiro, japanischer Komponist († 1976)
- 12. September: Roberto Angleró, puerto-ricanischer Salsakomponist, Sänger und Bandleader († 2018)
- 13. September: Nikolaj Gjaurow, bulgarisch-österreichischer Opernsänger († 2004)
- 14. September: Hans Clarin, deutscher Schauspieler († 2005)
- 14. September: Larry Collins, US-amerikanischer Schriftsteller († 2005)
- 14. September: Alfredo Marcucci, argentinischer Bandoneonist († 2010)
- 15. September: Halina Birenbaum, polnisch-israelische Schriftstellerin und Übersetzerin
- 15. September: David Clarke, britischer Automobilrennfahrer († 2002)
- 15. September: Johannes Dyba, Bischof von Fulda († 2000)
- 15. September: Diego Febles, puerto-ricanischer Automobilrennfahrer († 2011)
- 15. September: Murray Gell-Mann, US-amerikanischer Physiker († 2019)
- 16. September: Dschamschid ibn Abdullah, letzter Sultan von Sansibar († 2024)
- 17. September: Sylvester Austin, US-amerikanischer Tenorsaxophonist († 2001)
- 17. September: Marion Degler, deutsche Schauspielerin und Synchronsprecherin
- 17. September: Vincent La Selva, US-amerikanischer Dirigent und Musikpädagoge († 2017)
- 17. September: Stirling Moss, britischer Automobilrennfahrer († 2020)
- 17. September: Rudolf Widmann, bayerischer Kommunal- und Landespolitiker († 2000)
- 18. September: Rodolfo Bonetto, italienischer Designer († 1991)
- 18. September: Herman Dirk van Dodeweerd (Armando), niederländischer Künstler († 2018)
- 19. September: Heny Álvarez, puerto-ricanischer Komponist, Perkussionist und Sänger († 2006)
- 19. September: Heiner Carow, Vizepräsident der Akademie der Künste der DDR († 1997)
- 19. September: Luigi Taveri, Schweizer Motorradrennfahrer († 2018)
- 20. September: Hans von Borsody, deutscher Schauspieler († 2013)
- 20. September: Anne Meara, US-amerikanische Schauspielerin († 2015)
- 20. September: Hermann Rappe, deutscher Politiker († 2022)
- 20. September: Vittorio Taviani, italienischer Filmregisseur († 2018)
- 21. September: Sándor Kocsis, ungarischer Fußballspieler († 1979)
- 21. September: Fred Metzler, deutscher Hörfunkmoderator und Schauspieler († 2010)
- 22. September: Serge Garant, kanadischer Komponist und Dirigent († 1986)
- 22. September: Ventur Schöttle, deutscher Politiker († 2024)
- 22. September: Carlo Ubbiali, italienischer Motorradrennfahrer († 2020)
- 23. September: Wiktor Sarianidi, sowjetischer Archäologe († 2013)
- 23. September: Jimmy Woode, US-amerikanischer Jazz-Kontrabassist († 2005)
- 25. September: Barbara Walters, US-amerikanische Journalistin († 2022)
- 27. September: Sada Thompson, US-amerikanische Schauspielerin († 2011)
- 28. September: Michael Kohl, deutscher Diplomat († 1981)
- 28. September: Nikolai Ryschkow, russischer Politiker († 2024)
- 29. September: Rolf Kühn, deutscher Musiker und Jazzklarinettist († 2022)
- 30. September: Kjell Askildsen, norwegischer Schriftsteller († 2021)
- 30. September: Lothar Kolditz, deutscher Chemiker († 2025)
- 30. September: Dorothee Sölle, evangelische Theologin und Mystikerin († 2003)
- 30. September: Paul Tremmel, deutscher Mundartdichter

### Oktober

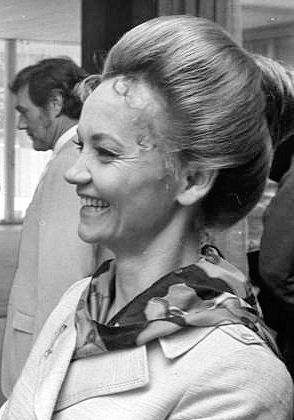
Liselotte Pulver, 1971

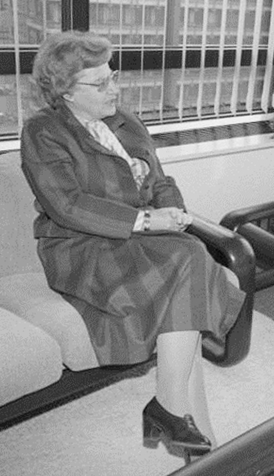
Dorothee Wilms, 1986

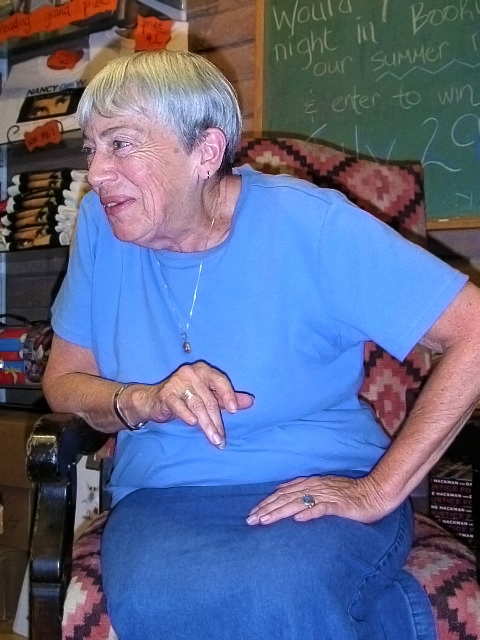
Ursula K. Le Guin, 2004

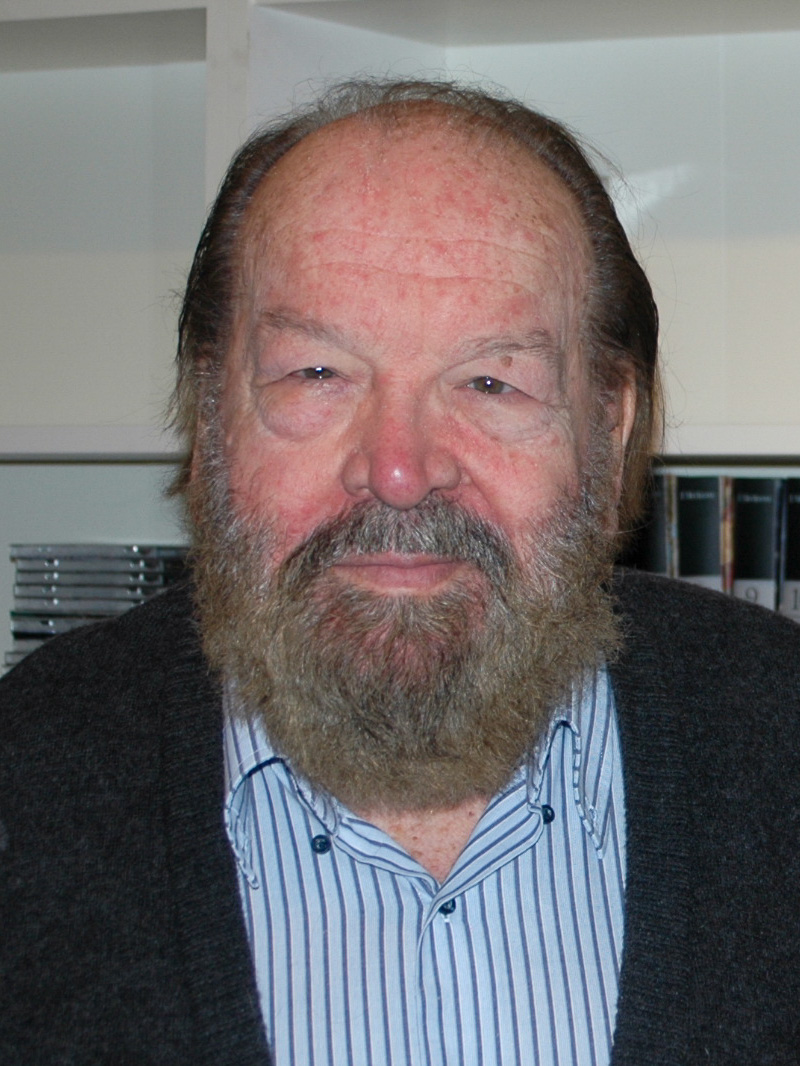
Bud Spencer, 2009

- 01. Oktober: Jean Amadou, französischer Sänger und Humorist († 2011)
- 01. Oktober: Eleonore Güllenstern, deutsche Politikerin († 2017)
- 01. Oktober: Ernst Höfner, Minister für Finanzen der DDR († 2009)
- 01. Oktober: Peter Meven, deutscher Opern- und Konzertsänger († 2003)
- 01. Oktober: Bonnie Owens, US-amerikanische Country-Sängerin († 2006)
- 02. Oktober: Cesare Maestri, italienischer Bergsteiger und Alpinschriftsteller († 2021)
- 04. Oktober: Leroy Van Dyke, US-amerikanischer Country-Musiker
- 04. Oktober: Gábor Vida, ungarischer Eiskunstläufer († 2022)
- 05. Oktober: Juri Nikolajewitsch Arzutanow, russischer Ingenieur († 2019)
- 05. Oktober: Richard Gordon, US-amerikanischer Astronaut († 2017)
- 06. Oktober: Dieter Antritter, deutscher Jazzmusiker († 2015)
- 06. Oktober: Bruno Cremer, französischer Schauspieler († 2010)
- 07. Oktober: Hans-Peter Dürr, deutscher Physiker und Essayist († 2014)
- 07. Oktober: Harald Serowski, deutscher Szenenbildner des DDR-Fernsehens († 2005)
- 07. Oktober: Luigi Ferdinando Tagliavini, italienischer Organist († 2017)
- 08. Oktober: Helmut Sethe, deutscher Journalist († 1983)
- 08. Oktober: Franklin Stahl, US-amerikanischer Genetiker
- 08. Oktober: Wilfred Vias, malaysischer Hockeyspieler († 2022)
- 09. Oktober: Patricio Infante Alfonso, chilenischer römisch-katholischer Erzbischof († 2025)
- 09. Oktober: Vladimír Menšík, tschechischer Film-, Theater- und Fernsehschauspieler († 1988)
- 10. Oktober: Ed Blackwell, US-amerikanischer Jazzschlagzeuger († 1992)
- 10. Oktober: Georges Burggraff, französischer Motorrad- und Automobilrennfahrer sowie Taucher
- 10. Oktober: Hans-Joachim Hoffmann, Minister für Kultur der DDR († 1994)
- 11. Oktober: Curtis Amy, US-amerikanischer Saxophonist und Flötist († 2002)
- 11. Oktober: Liselotte Pulver, Schweizer Schauspielerin
- 11. Oktober: Daniel Wayenberg, niederländischer Pianist und Komponist († 2019)
- 11. Oktober: Dorothee Wilms, deutsche Politikerin
- 12. Oktober: Sven Hotz, Schweizer Unternehmer und Mäzen
- 12. Oktober: Rudi Tröger, deutscher Maler
- 13. Oktober: Kevin Hallett, australischer Schwimmer († 2021)
- 13. Oktober: Paul Locht, dänischer Ruderer und Handballspieler († 2023)
- 14. Oktober: Norbert Gastell, deutscher Schauspieler und Synchronsprecher († 2015)
- 14. Oktober: Karl Robatsch, österreichischer Schach-Großmeister und Botaniker († 2000)
- 15. Oktober: Werner Hennig, Vorsitzender Richter am Bundesgerichtshof († 2014)
- 15. Oktober: Enno Patalas, deutscher Filmhistoriker und -kritiker  († 2018)
- 15. Oktober: Teodoro Zeccoli, italienischer Automobilrennfahrer († 2018)
- 16. Oktober: Nicholas von Hoffman, US-amerikanischer Journalist, Buchautor und Kolumnist († 2018)
- 16. Oktober: Fernanda Montenegro, brasilianische Schauspielerin
- 17. Oktober: Arthur William Hope Adkins, britischer Klassischer Philologe († 1996)
- 17. Oktober: Ram Da-Oz, israelischer Komponist († 2021)
- 17. Oktober: Karl-Hermann Flach, Journalist und Politiker († 1973)
- 18. Oktober: Violeta Barrios de Chamorro, Präsidentin von Nicaragua († 2025)
- 18. Oktober: Arnold Kludas, deutscher Schifffahrtshistoriker, Bibliothekar und Sachbuchautor († 2023)
- 19. Oktober: Ernst Knoesel, deutscher Fußballspieler und Sportfunktionär († 2005)
- 21. Oktober: Ramón Francisco, dominikanischer Lyriker und Essayist († 2004)
- 21. Oktober: Ursula K. Le Guin, US-amerikanische SF- und Fantasy-Schriftstellerin († 2018)
- 21. Oktober: Enrique Meneses, spanischer Fotograf und Journalist († 2013)
- 21. Oktober: George Stinney, US-amerikanisches Justizopfer († 1944)
- 22. Oktober: Roger Fournier, kanadischer Schriftsteller und Filmregisseur († 2012)
- 22. Oktober: Lew Jaschin, russischer Fußballspieler († 1990)
- 22. Oktober: Eilert Tantzen, deutscher Forstmann, Heimatforscher, Naturschützer und Politiker († 2012)
- 23. Oktober: Adalet Ağaoğlu, türkische Schriftstellerin († 2020)
- 23. Oktober: Tamas Gamqrelidse, georgischer Linguist und Orientalist († 2021)
- 23. Oktober: Fritz Hollenbeck, deutscher Schauspieler († 2021)
- 23. Oktober: Robert Richter, US-amerikanischer Regisseur, Drehbuchautor und Produzent († 2025)
- 24. Oktober: Nuno Krus Abecasis, portugiesischer Politiker († 1999)
- 24. Oktober: Heinrich Amtmann, österreichischer Politiker († 2014)
- 24. Oktober: Hubert Aquin, kanadischer Schriftsteller († 1977)
- 24. Oktober: George Crumb, US-amerikanischer Komponist († 2022)
- 24. Oktober: Ralph Johannes, deutscher Architekt und Hochschullehrer († 2021)
- 25. Oktober: Ferenc Mohácsi, ungarischer Kanute († 2025)
- 25. Oktober: Claude Rouer, französischer Radrennfahrer († 2021)
- 25. Oktober: Peter Rühmkorf, deutscher Lyriker, Schriftsteller und Essayist († 2008)
- 26. Oktober: Hans Peter Haller, deutscher Komponist und Pionier der elektroakustischen Musik († 2006)
- 27. Oktober: Franz Daebeler, deutscher Agrarwissenschaftler und Hochschullehrer († 2016)
- 27. Oktober: Bill George, US-amerikanischer American-Football-Spieler († 1982)
- 27. Oktober: Karla Spagerer, deutsche Zeitzeugin († 2025)
- 28. Oktober: Jiří Brabec, tschechischer Literaturkritiker und Historiker
- 28. Oktober: John Hollander, US-amerikanischer Lyriker († 2013)
- 28. Oktober: Joan Plowright, britische Schauspielerin († 2025)
- 29. Oktober: Marat Kasej, weißrussischer Partisanenkämpfer, Held der Sowjetunion († 1944)
- 29. Oktober: Jewgeni Primakow, russischer Wirtschaftspolitiker, Diplomat und Politiker († 2015)
- 30. Oktober: Willie Torres, puerto-ricanischer Sänger († 2020)
- 31. Oktober: František Reich, tschechoslowakischer Ruderer († 2021)
- 31. Oktober: Bud Spencer, italienischer Schauspieler und Musiker († 2016)

### November
- 01. November: Rudy Kousbroek, niederländischer Dichter († 2010)
- 02. November: Rachel Ames, US-amerikanische Schauspielerin
- 02. November: Amar G. Bose, US-amerikanischer Elektro-Ingenieur († 2013)
- 02. November: Harold Farberman, US-amerikanischer Komponist und Dirigent († 2018)
- 02. November: Carwyn James, walisischer Rugbyspieler und -trainer († 1983)
- 02. November: Hannskarl Salger, Vizepräsident des Bundesgerichtshofes († 2010)
- 02. November: Richard Edward Taylor, kanadischer Physiker († 2018)
- 03. November: Charles Antenen, schweizerischer Fußballspieler († 2000)
- 03. November: Jan Brooijmans, niederländischer Fußballspieler († 1996)
- 03. November: Ulf G. Johnsson, schwedischer Schauspieler
- 03. November: Herbert Salcher, österreichischer Politiker und Minister († 2021)
- 04. November: Kurt Boese, kanadischer Ringer († 2021)
- 04. November: Günter Felke, deutscher Unternehmer und Kulturförderer († 2005)
- 04. November: Leopold Gratz, österreichischer Politiker († 2006)
- 04. November: Rudolf Miele, deutscher Unternehmer († 2004)
- 04. November: Anastasios Yannoulatos, griechischer Erzbischof († 2025)
- 05. November: Peter Blond, britischer Unternehmer und Automobilrennfahrer († 2021)
- 05. November: Lennart Johansson, schwedischer Sportfunktionär, Präsident der UEFA († 2019)
- 05. November: Dieter Oberndörfer, deutscher Politikwissenschaftler
- 06. November: Francy Boland, belgischer Jazz-Pianist und Arrangeur († 2005)
- 06. November: Kurt Ernsting, deutscher Unternehmer und Mäzen († 2011)
- 06. November: June Squibb, US-amerikanische Schauspielerin
- 07. November: Benny Andersen, dänischer Schriftsteller, Lyriker, Komponist und Pianist († 2018)
- 07. November: Eric Kandel, US-amerikanischer Neurowissenschaftler Eric Kandel

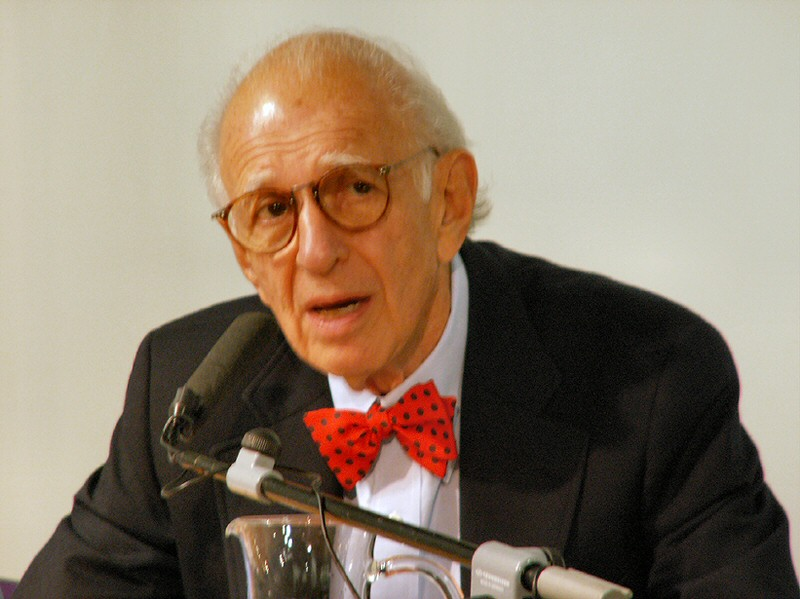
Eric Kandel

- 07. November: Ray Renfro, US-amerikanischer American-Football-Spieler († 1997)
- 08. November: Bert Berns, US-amerikanischer Musikproduzent und Komponist († 1967)
- 09. November: Alfons Biber, deutscher Schauspieler († 2001)
- 09. November: Piero Cappuccilli, italienischer Opernsänger († 2005)
- 09. November: Imre Kertész, ungarischer Schriftsteller († 2016)
- 09. November: Francisco Norden, kolumbianischer Filmregisseur, Drehbuchautor und Filmproduzent
- 09. November: Ib Olsen, dänischer Ruderer († 2009)
- 10. November: George Buford, US-amerikanischer Blues-Musiker († 2011)
- 10. November: Hans-Jochen Tschiche, Bürgerrechtler in der DDR († 2015)
- 11. November: Ida Applebroog, US-amerikanische Bildhauerin und Malerin († 2023)
- 11. November: LaVern Baker, US-amerikanische Rhythm-and-Blues-Sängerin († 1997)
- 11. November: Hans Magnus Enzensberger, deutscher Dichter, Schriftsteller und Redakteur († 2022)
- 12. November: Michael Ende, deutscher Schriftsteller († 1995)
- 12. November: Grace Kelly, US-amerikanische Schauspielerin, Fürstin von Monaco († 1982) Grace Kelly, 1981

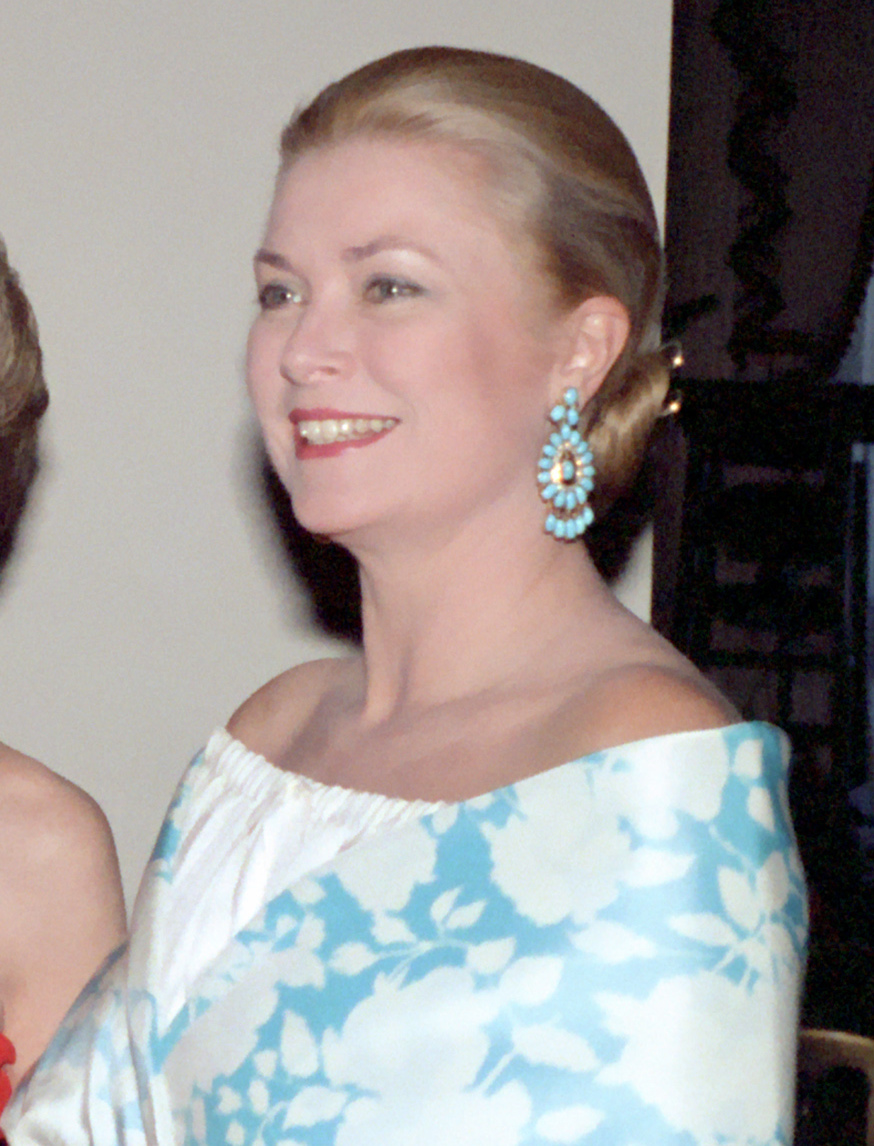
Grace Kelly, 1981

- 12. November: Wolfgang Meid, deutscher Indogermanist
- 12. November: Waldemar Schreckenberger, deutscher Rechtswissenschaftler († 2017)
- 13. November: Tarō Asashio, japanischer Sumōringer († 1988)
- 13. November: Fred Phelps, US-amerikanischer Baptist († 2014)
- 14. November: Horst Janssen, deutscher Grafiker und Autor († 1995)
- 15. November: Ed Asner, US-amerikanischer Schauspieler, Filmproduzent, Synchronsprecher und Menschenrechtsaktivist († 2021)
- 15. November:  Raghbir Lal, indischer Hockeyspieler († 2025)
- 15. November: Józef Patkowski, polnischer Komponist, Musikwissenschaftler und -pädagoge († 2005)
- 16. November: Wolfgang Hilger, deutscher Chemiker und Unternehmensmanager († 2020)
- 17. November: Elmer H. Antonsen, US-amerikanischer Linguist und Runologe († 2008)
- 17. November: Charles Kálmán, österreichischer Film- und Bühnenkomponist († 2015)
- 17. November: Jimmy Reece, US-amerikanischer Automobilrennfahrer († 1958)
- 19. November: Jean Blaton, belgischer Automobilrennfahrer und Musiker († 2020)
- 19. November: Norman Cantor, kanadischer Historiker († 2004)
- 20. November: Jerry Hardin, US-amerikanischer Schauspieler
- 20. November: Raymond Lefèvre, französischer Orchesterleiter und Komponist († 2008)
- 20. November: Herbert Lucy, deutscher Gewerkschafter († 1994)
- 21. November: Nachum Admoni, Direktor des israelischen Geheimdienstes Mossad
- 21. November: Billy Barton, US-amerikanischer Country- und Rockabilly-Musiker († 2011)
- 21. November: Peter Brüning, deutscher Maler und Bildhauer († 1970)
- 21. November: Marilyn French, US-amerikanische Schriftstellerin und Literaturwissenschaftlerin († 2009)
- 21. November: Horst Meier, deutscher Feuerwehrmann († 1994)
- 21. November: Violeta Stephen, dominikanische Sängerin
- 21. November: Niall Tóibín, irischer Komödiant und Schauspieler († 2019)
- 22. November: Michael Adie, britischer Theologe († 2024)
- 22. November: Rolf Nagel, deutscher Schauspieler
- 22. November: Miguel Navarro, spanischer Marathonläufer († 2022)
- 23. November: Alfred Adolph, deutscher Ingenieur und Generaldirektor
- 23. November: Georges Lagrange, französischer Bischof († 2014)
- 23. November: Anselm Thürwächter, deutscher Architekt
- 24. November: Peet Geel, niederländischer Fußballspieler († 2017)
- 24. November: John Henry Johnson, US-amerikanischer American-Football-Spieler († 2011)
- 24. November: Carlo Peroni, italienischer Comiczeichner und -autor († 2011)
- 24. November: Eric Till, britischer Filmregisseur
- 26. November: Jack S. Annon, US-amerikanischer Psychologe († 2005)
- 26. November: Slavko Avsenik, slowenischer Komponist und Musiker († 2015)
- 27. November: Werner Zimmer, deutscher Ringer († 2019)
- 28. November: Juan Caviglia, argentinischer Turner († 2022)
- 28. November: Berry Gordy Jr., US-amerikanischer Produzent
- 28. November: Kuniko Mukōda, japanische Schriftstellerin († 1981)
- 29. November: Xaver Unsinn, deutscher Eishockeyspieler und -trainer († 2012)
- 30. November: Dick Clark, US-amerikanischer Fernsehmoderator († 2012)

### Dezember
- 01. Dezember: Wolfgang Anheisser, deutscher Opernsänger († 1974)
- 01. Dezember: Alfred Moisiu, albanischer Politiker
- 01. Dezember: Karl Otto Pöhl, deutscher Bankier und Beamter, Präsident der Bundesbank († 2014)
- 01. Dezember: Wolfgang Vogt, deutscher Politiker († 2006)
- 02. Dezember: Gerhard Tautenhahn, Minister für Maschinen-, Landmaschinen- und Fahrzeugbau der DDR († 2018)
- 03. Dezember: Werner Rackwitz, deutscher Opernintendant und Kulturpolitiker († 2014)
- 03. Dezember: Corrado Viciani, italienischer Fußballspieler und -trainer († 2014)
- 04. Dezember: Wilhelm Georg Berger, rumänischer Komponist und Musikwissenschaftler († 1993)
- 06. Dezember: Nikolaus Harnoncourt, österreichischer Dirigent († 2016)
- 06. Dezember: Mark Kopytman, israelischer Komponist und Musikpädagoge († 2011)
- 06. Dezember: Alain Tanner, Schweizer Filmregisseur († 2022)
- 07. Dezember: Albrecht Haupt, deutscher Kirchenmusiker
- 08. Dezember: Ali Bongo, britischer Zauberkünstler und Comedian († 2009)
- 08. Dezember: Jakob Deffner, deutscher Politiker († 2020)
- 08. Dezember: Gudrun Okras, deutsche Theater- und Filmschauspielerin († 2009)
- 08. Dezember: Goffredo Parise, italienischer Schriftsteller († 1986)
- 08. Dezember: Arnulf Rainer, österreichischer Maler
- 08. Dezember: Klaus Wegenast, deutscher Professor für Evangelische Theologie († 2006)
- 08. Dezember: Nicolas Wildhaber, Schweizer Schwimmer und Sportfunktionär († 2020)
- 09. Dezember: John Cassavetes, US-amerikanischer Schauspieler und Regisseur († 1989)
- 09. Dezember: Bob Hawke, Premierminister von Australien († 2019) Bob Hawke

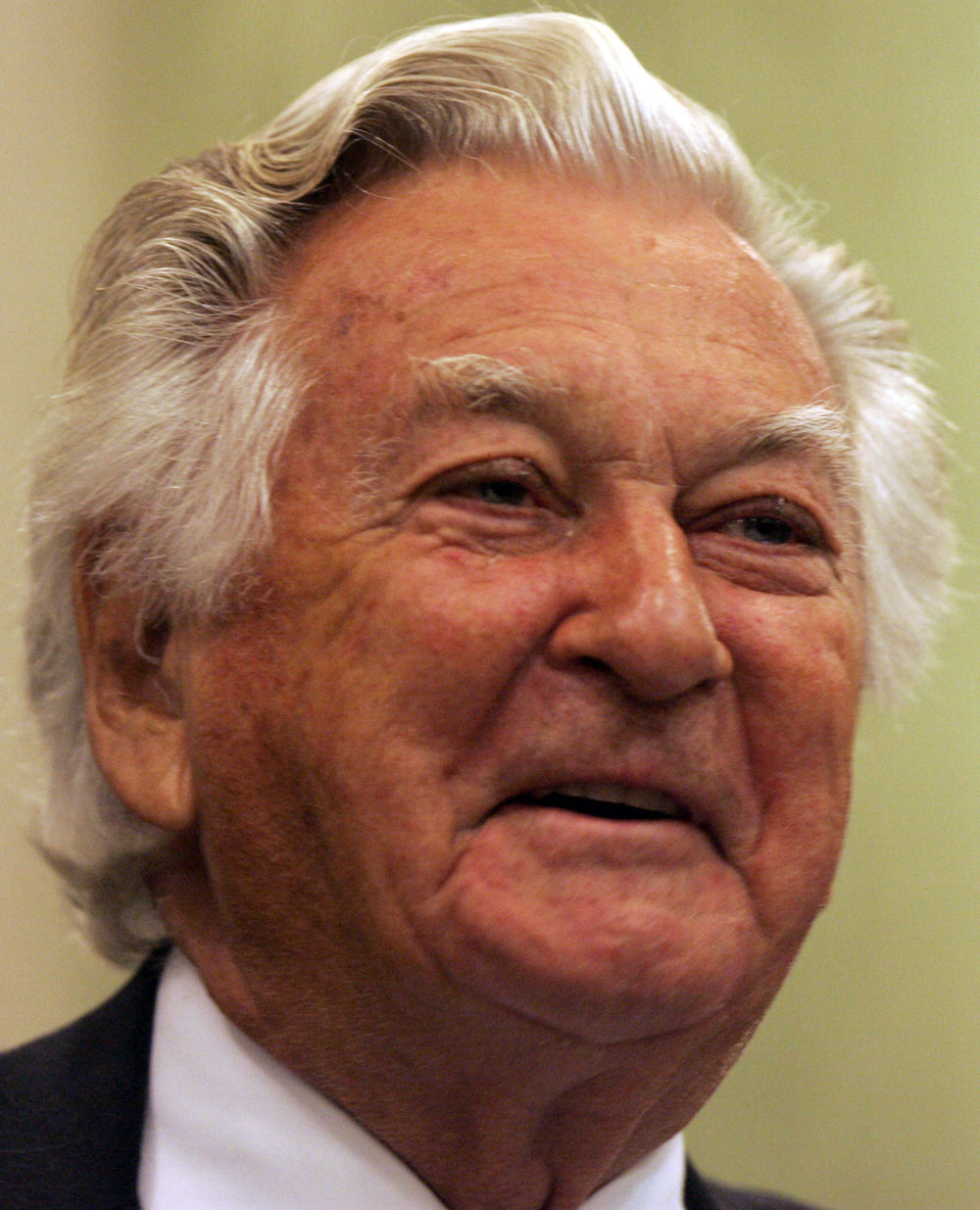
Bob Hawke

- 09. Dezember: Peter Herzog, deutscher Schauspieler († 2004)
- 11. Dezember: Axel Anderson, puerto-ricanischer Schauspieler († 2012)
- 11. Dezember: Peter Gougaloff, bulgarischer Opernsänger († 2025)
- 11. Dezember: Werner Gromer, deutscher Fußballspieler († 1995)
- 11. Dezember: Laurence Harding-Smith, australischer Fechter († 2021)
- 11. Dezember: Kenneth MacMillan, Ballett-Tänzer und Choreograph († 1992)
- 11. Dezember: Joachim Rohlfes, deutscher Geschichtsdidaktiker († 2025)
- 12. Dezember: Toshiko Akiyoshi, japanische Jazz-Pianistin, Komponistin, Arrangeurin und Bigband-Leaderin
- 12. Dezember: Mino Auletta, italienischer Rechtsanwalt († 2012)
- 12. Dezember: John Osborne, englischer Autor († 1994)
- 12. Dezember: Alexander Trowbridge, US-amerikanischer Politiker († 2006)
- 13. Dezember: David Bosch, südafrikanischer reformierter Theologe, evangelischer Missionar und Missionswissenschaftler († 1992)
- 13. Dezember: Angela Gentzmer, deutsche Autorin und Liedtexterin († 2024)
- 13. Dezember: Vestal Goodman, US-amerikanische Gospel-Sängerin († 2003)
- 13. Dezember: Christopher Plummer, kanadischer Schauspieler († 2021)
- 14. Dezember: Dilarə Əliyeva, aserbaidschanische Philologin, Übersetzerin, Feministin und Politikerin († 1991)
- 14. Dezember: Schlomo Argov, israelischer Diplomat († 2003)
- 14. Dezember: Tada Hiroshi, japanischer Aikido-Lehrer
- 14. Dezember: Ron Nelson, US-amerikanischer Komponist († 2023)
- 14. Dezember: Fernando Sebastián Aguilar, spanischer Erzbischof († 2019)
- 14. Dezember: Kurt Wünsche, Minister der Justiz der DDR († 2023)
- 15. Dezember: Herfried Apel, deutscher Wirtschaftsmanager
- 15. Dezember: Barry Harris, US-amerikanischer Jazzpianist († 2021)
- 16. Dezember: Bertil Andersson, schwedischer Eishockey- und Fußballspieler († 2009)
- 16. Dezember: Kurt Böckmann, deutscher Politiker und MdL († 2008)
- 16. Dezember: Nicholas Courtney, britischer Schauspieler († 2011)
- 17. Dezember: Adolf Giele, deutscher Handballspieler und -trainer († 2002)
- 17. Dezember: Edgars Liepiņš,  sowjetischer bzw. lettischer Schauspieler und Unterhaltungskünstler († 1995)
- 17. Dezember: William Safire, US-amerikanischer Publizist († 2009)
- 18. Dezember: Willi Fährmann, deutscher Kinder- und Jugendbuchautor († 2017)
- 18. Dezember: Józef Kardinal Glemp, Erzbischof von Warschau († 2013)
- 19. Dezember: Bob Brookmeyer, US-amerikanischer Jazz-Musiker († 2011)
- 19. Dezember: Lorenzo Buffon, italienischer Fußballspieler
- 19. Dezember: Pentti Hämäläinen, finnischer Boxer († 1984)
- 19. Dezember: Paul Nizon, Schweizer Schriftsteller
- 20. Dezember: Carlo Fassi, italienischer Eiskunstläufer und Trainer († 1997)
- 20. Dezember: Heinrich Gehring, deutscher Jurist († 2022)
- 20. Dezember: Selim al-Hoss, libanesischer Politiker († 2024)
- 22. Dezember: Hugo Loetscher, Schweizer Schriftsteller († 2009)
- 23. Dezember: Chet Baker, US-amerikanischer Jazzmusiker, Sänger und Komponist († 1988)
- 23. Dezember: Mennato Boffa, italienischer Automobilrennfahrer († 1996)
- 23. Dezember: Clarice Carson, kanadische Sängerin († 2015)
- 23. Dezember: Eckart Rohlfs, deutscher Verleger und Musikjournalist († 2023)
- 23. Dezember: Dick Weber, US-amerikanischer Profibowler († 2005)
- 24. Dezember: Johannes Conrad, deutscher Satiriker, Schriftsteller und Schauspieler († 2005) Johannes Conrad 1993

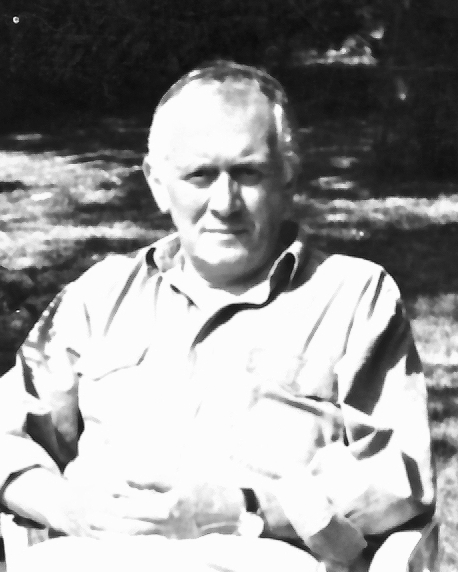
Johannes Conrad 1993

- 24. Dezember: Margaret Ponce Israel, US-amerikanische Keramikerin und Malerin († 1987)
- 25. Dezember: Jerzy Antczak, polnischer Filmregisseur
- 25. Dezember: Franz Happernagl, deutscher Sprinter
- 25. Dezember: Régine, französische Chansonsängerin († 2022)
- 26. Dezember: Monty Budwig, US-amerikanischer Jazzbassist († 1992)
- 26. Dezember: Karl-Hans Laermann, deutscher Politiker († 2024)
- 27. Dezember: Zdeněk Bláha, tschechischer Volksmusiker und Komponist
- 27. Dezember: Gyula Kovács, ungarischer Jazzschlagzeuger († 1992)
- 27. Dezember: Tommy Rall, US-amerikanischer Schauspieler und Tänzer († 2020)
- 28. Dezember: Terry Sawchuk, kanadischer Eishockeytormann (NHL) († 1970)
- 28. Dezember: Robert Scheerer, US-amerikanischer Regisseur, Filmproduzent und Schauspieler († 2018)
- 28. Dezember: Maarten Schmidt, niederländischer Astronom († 2022)
- 29. Dezember: Hans-Joachim Böhme, deutscher Politiker (DDR) († 2012)
- 30. Dezember: Roger Delageneste, französischer Automobilrennfahrer († 2017)
- 30. Dezember: Klaus Sochatzy, deutscher Soziologe († 1991)
- 31. Dezember: John Douglas Anthony, australischer Politiker († 2020)
- 31. Dezember: Ivor David Arbiter, englischer Instrumentenbauer († 2005)
- 31. Dezember: Hans Laux, deutscher Aktuar

### Genaues Geburtsdatum unbekannt
- Ernst Achilles, deutscher Branddirektor († 1999)
- Beulah Armendariz, US-amerikanische Badmintonspielerin
- Nureddin al-Atassi, syrischer Präsident und Premierminister († 1992)
- Josef Augustin, deutscher Volksmusiker († 1980)
- Mohammed Said Ramadan al-Buti, syrischer Religionsgelehrter († 2013)
- Günter Ganßauge, deutscher Oberstleutnant und Chef des Grenzsicherungskommandos in Ost-Berlin († 2024)
- Rolf Werner Juhle, US-amerikanischer Vulkanologe († 1953)
- Eva-Maria Lahl, deutsche Synchronsprecherin († 2024)
- Harald Nehring, deutscher Hörspielautor
- Gert Richter, deutscher Schauspieldramaturg, Schriftsteller, Verlagsredakteur und Herausgeber († 2017)
- Irene Schade, deutsche Spionin
- Elfriede Vavrik, österreichische Autorin
- Pedro Waloschek, österreichischer Teilchenphysiker und Sachbuchautor († 2012)

## Gestorben

### Januar/Februar
- 01. Januar: George Holt Thomas, britischer Verleger und Luftfahrtpionier (* 1870)
- 03. Januar: William Charles Adamson, US-amerikanischer Politiker (* 1854)
- 05. Januar: Karl Karafiat, böhmischer Geistlicher, Denkmalpfleger und Heimatforscher (* 1866)
- 08. Januar: Heinrich Busch, deutscher Pianist und Komponist (* 1900)
- 11. Januar: Elfrida Andrée, schwedische Komponistin (* 1841)
- 13. Januar: Marie Andree-Eysn, österreichische Volkskundlerin, Botanikerin und Sammlerin (* 1847)

Wyatt Earp um 1881

- 13. Januar: Wyatt Earp, amerikanischer Revolvermann (* 1848)
- 13. Januar: Charles James Faulkner, US-amerikanischer Politiker (* 1847)
- 19. Januar: Liang Qichao, chinesischer Gelehrter und Reformist in der Qing-Dynastie (* 1873)
- 22. Januar: Adolph Brodsky, russischer Geiger (* 1851)
- 23. Januar: Wilhelm Baehrens, deutscher Altphilologe (* 1885)
- 23. Januar: Nicolás León, mexikanischer Mediziner, Archäologe und Anthropologe (* 1859)
- 24. Januar: Otto Schreiber, deutscher Rechtswissenschaftler und Hochschullehrer (* 1882)
- 25. Januar: Oscar Underwood, US-amerikanischer Politiker (* 1862)
- 26. Januar: Anton Feith, deutscher Orgelbauer (* 1872)
- 26. Januar: William Edwin Haesche, amerikanischer Komponist (* 1867)
- 29. Januar: Charles Fox Parham, US-amerikanischer Evangelist, Prediger und Mitbegründer der Pfingstbewegung (* 1873)
- 31. Januar: Jan Karafiát, tschechischer Pfarrer der Böhmischen evangelischen Bruderkirche und Schriftsteller (* 1846)
- 03. Februar: Louise Bodin, französische Feministin (* 1877)
- 03. Februar: Elisabeth Järnefelt, Förderin der finnischen Kultur und Kunst, Schwiegermutter von Jean Sibelius (* 1839)
- 03. Februar: Agner Krarup Erlang, dänischer Mathematiker (* 1878)
- 04. Februar: Victor Karl Theodor Michels, deutscher Germanist (* 1866)
- 04. Februar: Alexandre Nozal, französischer Maler (* 1852)
- 06. Februar: Siegfried Ochs, deutscher Chorleiter und Komponist (* 1858)
- 09. Februar: Walter Gramatté, deutscher Maler (* 1897)
- 10. Februar: Heinz Stoffregen, deutscher Architekt (* 1879)
- 10. Februar: Albert Steinrück, deutscher Schauspieler (* 1872)
- 11. Februar: Frank P. Flint, US-amerikanischer Politiker (* 1862)
- 12. Februar: Lillie Langtry, britische Schauspielerin, Modell und Mätresse (* 1853)
- 12. Februar: Albert von Schrenck-Notzing, deutscher Arzt, Parapsychologe (* 1862)
- 13. Februar: Franz Oppenheim, deutscher Chemiker und Industrieller (* 1852)

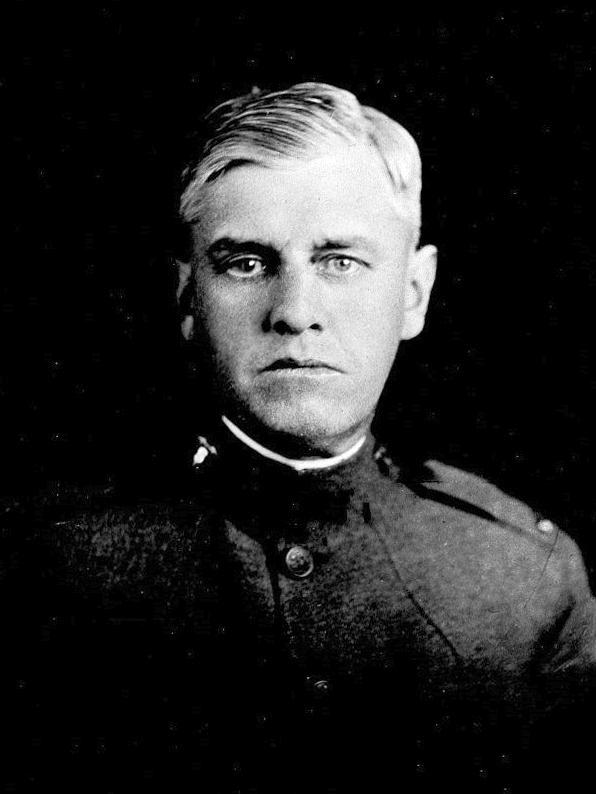
Thomas Burke

- 14. Februar: Thomas Burke, US-amerikanischer Leichtathlet und Olympiasieger (* 1875)
- 17. Februar: Anna Carnaud, französische feministische Schriftstellerin (* 1861)
- 19. Februar: Cesare Galeotti, italienischer Komponist, Dirigent und Pianist (* 1872)
- 19. Februar: Otto Freiherr Kreß von Kressenstein, königlich bayerischer Kriegsminister und Generaloberst (* 1850)
- 19. Februar: Wilhelm Rein, Pädagoge, Vertreter des Herbartianismus (* 1847)
- 20. Februar: Edward Leicester Atkinson, britischer Parasitologe, Arzt und Polarforscher (* 1881)
- 20. Februar: John Grenfell Maxwell, britischer General (* 1859)
- 25. Februar: František Neumann, tschechischer Komponist, Dirigent und Musikpädagoge (* 1874)
- 27. Februar: Hugo von Habermann, deutscher Maler (* 1849)
- 28. Februar: Clemens von Pirquet, österreichischer Kinderarzt (* 1874)

### März/April
- 01. März: James Albert Manning Aikins, kanadischer Rechtsanwalt (* 1851)

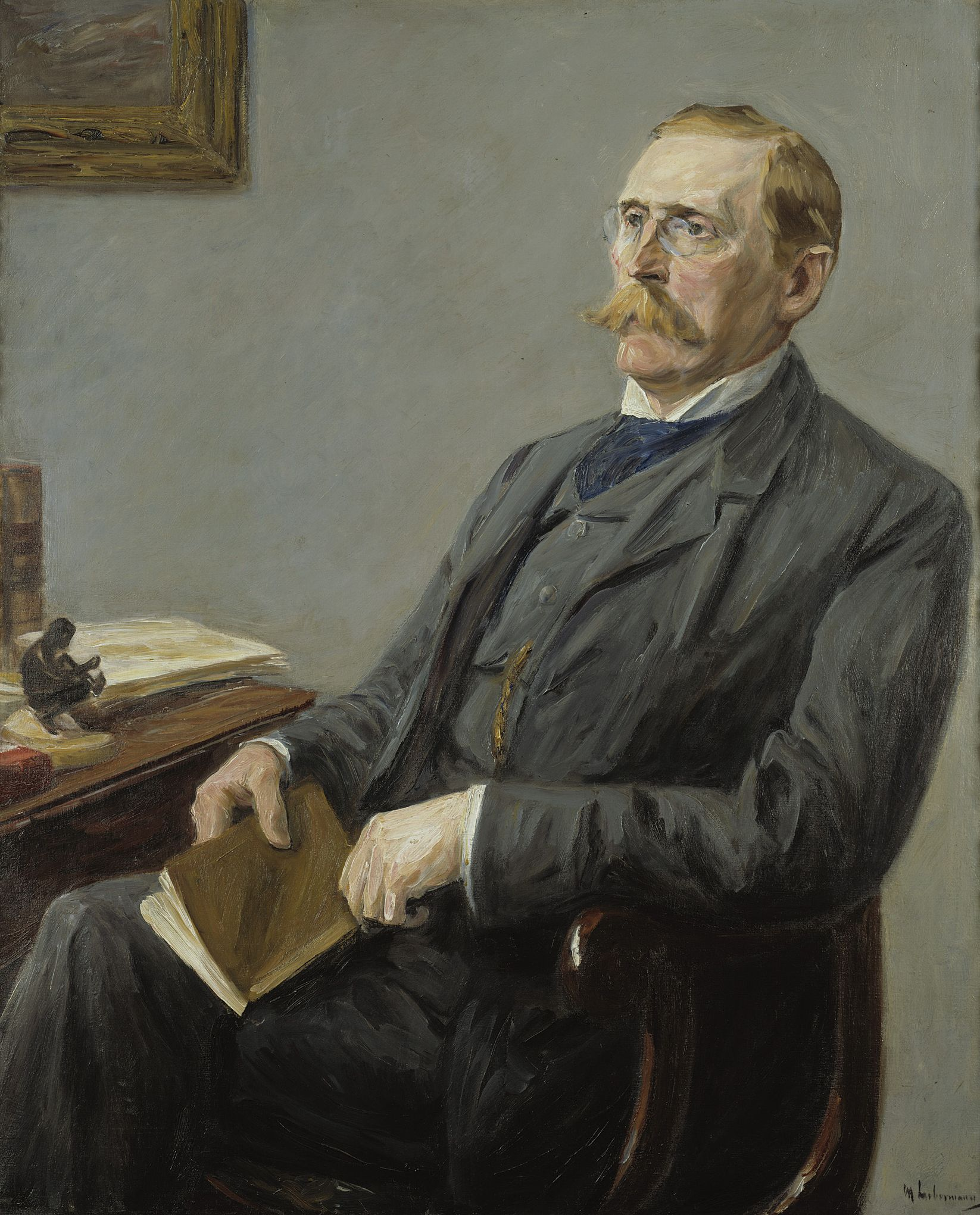
Wilhelm von Bode, 1904

- 01. März: Wilhelm von Bode, deutscher Kunsthistoriker, Generaldirektor der Berliner Museen (* 1845)
- 03. März: Albert Maunoir, Schweizer Jurist und Politiker (* 1863)
- 06. März: Josef Holeček, tschechischer Schriftsteller, Übersetzer und Journalist (* 1853)
- 06. März: Otto Jaekel, deutscher Geologe und Paläontologe (* 1863)
- 06. März: Thomas Taggart, US-amerikanischer Politiker (* 1856)
- 11. März: Joseph Toole, US-amerikanischer Politiker (* 1851)
- 15. März: Johann Heinrich Bühler-Honegger, Schweizer Industrieller und Politiker (* 1833)
- 18. März: Hamza Hakimzoda Niyoziy, usbekischer Sowjet-Schriftsteller (* 1889)
- 19. März: Agnes Sapper, deutsche Schriftstellerin (* 1852)
- 20. März: Ferdinand Foch, französischer Marschall (* 1851)
- 22. März: Anton Beer-Walbrunn, deutscher Komponist (* 1864)
- 24. März: Friedrich Messerschmidt, deutscher Motorradrennfahrer (* 1906)
- 25. März: Bruno Möhring, deutscher Architekt (* 1863)
- 26. März: Ludwig von Sybel, deutscher Altphilologe, Archäologe und Kunsthistoriker (* 1846)
- 28. März: Frederick Brotherton Meyer, britischer Baptistenpastor, Evangelist, Missionar und Autor (* 1847)
- 29. März: Meta von Salis, Schweizer Historikerin und Frauenrechtlerin (* 1855)
- 31. März: Evaristo Lucidi, italienischer Kardinal (* 1866)
- 31. März: Myron T. Herrick, US-amerikanischer Politiker (* 1854)
- 04. April: Carl Benz, deutscher Automobilbauer (* 1844)
- 09. April: Wilhelm Busch, deutscher Instrumentenbauer (* 1861)
- 13. April: Joseph Weldon Bailey, US-amerikanischer Politiker (* 1862)
- 15. April: Kamran Mirza, Prinz aus der Kadscharendynastie in Persien und Premierminister (* 1856)
- 19. April: Leo von Abbema, deutscher Architekt (* 1852)
- 22. April: Ödön Mihalovich, ungarischer Komponist (* 1842)
- 23. April: Rudolf Nilsen, norwegischer Dichter (* 1901)
- 25. April: Julius Jacob der Jüngere, deutscher Maler (* 1842)
- 29. April: Edward Jakobowski, englischer Komponist (* 1856)
- 30. April: Friedrich Lienhard, deutscher Schriftsteller und Wortführer der Heimatkunstbewegung (* 1865)

### Mai/Juni
- 04. Mai: Wladimir Kenig, polnischer Komponist (* 1883)
- 07. Mai: Albert Anselmi, italo-US-amerikanischer Auftragsmörder (* 1883)
- 08. Mai: Georg Andresen, deutscher Pädagoge und Altphilologe (* 1845)
- 09. Mai: Gustave Schlumberger, französischer Historiker (* 1844)
- 12. Mai: Edi Linser, österreichischer Motorradrennfahrer (* 1894)
- 13. Mai: Adolf Braun, österreichisch-deutscher sozialdemokratischer Politiker und Journalist (* 1862)
- 13. Mai: Arthur Scherbius, deutscher Erfinder und Unternehmer (* 1878)
- 19. Mai: Louis Trémel, französischer Autorennfahrer (* 1896)
- 21. Mai: Archibald Philip Primrose, britischer Staatsmann (* 1847)
- 24. Mai: Johann Friedrich Ahlfeld, deutscher Gynäkologe (* 1843)
- 03. Juni: Laura von Oelbermann, deutsche Stifterin und Spenderin (* 1846)
- 03. Juni: Fausto Salvatori, italienischer Schriftsteller und Librettist (* 1870)
- 06. Juni: Richard Réti, österreichisch-ungarischer Schachmeister (* 1889)
- 07. Juni: Clemens Denhardt, deutscher Afrikaforscher (* 1852)
- 08. Juni: Luis Johnson, chilenischer Maler (* 1887)
- 09. Juni: Emmerich Nagy, österreichischer Motorradrennfahrer (* 1904)
- 10. Juni: Cecil Ashby, britischer Motorradrennfahrer (* 1897 oder 1898)
- 11. Juni: Gyula Andrássy von Csík-Szent-Király und Kraszna-Horka, österreichisch-ungarischer Politiker (* 1860)
- 12. Juni: Henri Andoyer, französischer Astronom und Mathematiker (* 1862)
- 13. Juni: Franz Theodor Usteri, Schweizer Jurist und Verwaltungsrat (* 1853)
- 18. Juni: Carlo Airoldi, italienischer Marathonläufer (* 1869)
- 18. Juni: Hermann Wagner, deutscher Geograph (* 1840)
- 24. Juni: Carl Johann Moritz Arnold, deutscher Chemiker und Mineraloge, Gelehrter, Lehrbeauftragter, Geheimrat, Alpinist, Sachbuchautor und Schriftsteller (* 1853)
- 25. Juni: Georges Courteline, französischer Schriftsteller (* 1858)
- 26. Juni: Amandus Heinrich Adamson, estnischer Bildhauer (* 1855)
- 27. Juni: Frédéric de Rabours, Schweizer Jurist und Politiker (* 1879)
- 29. Juni: Theodor Kösser, deutscher Architekt (* 1854)

### Juli/August

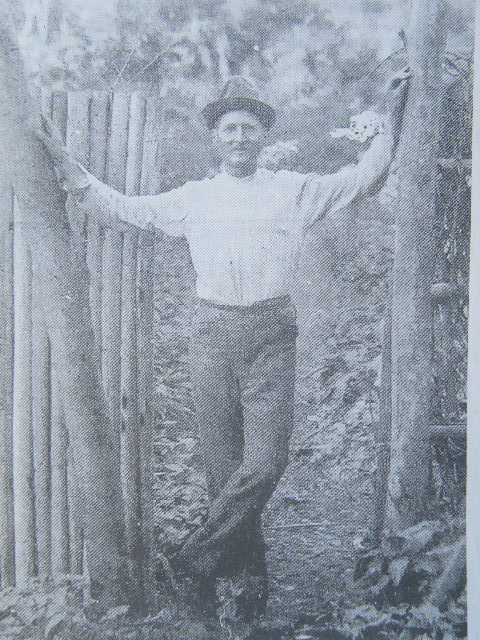
Hans Meyer vor dem Basislager zum Kilimandscharo, 1889

- 05. Juli: Hans Meyer, deutscher Verleger und Erstbesteiger des Kilimandscharo (* 1858)
- 07. Juli: Freddy Charlier, belgischer Eishockeyspieler und Automobilrennfahrer (* 1890)
- 13. Juli: Wilhelm Ashoff, deutscher Unternehmer (* 1857)
- 13. Juli: Eusebius Mandyczewski, österreichischer Musikwissenschaftler und Komponist (* 1857)
- 14. Juli: Karolina Utriainen, finnische Laienpredigerin (* 1843)
- 14. Juli: Hans Delbrück, deutscher Historiker und Politiker (* 1848)

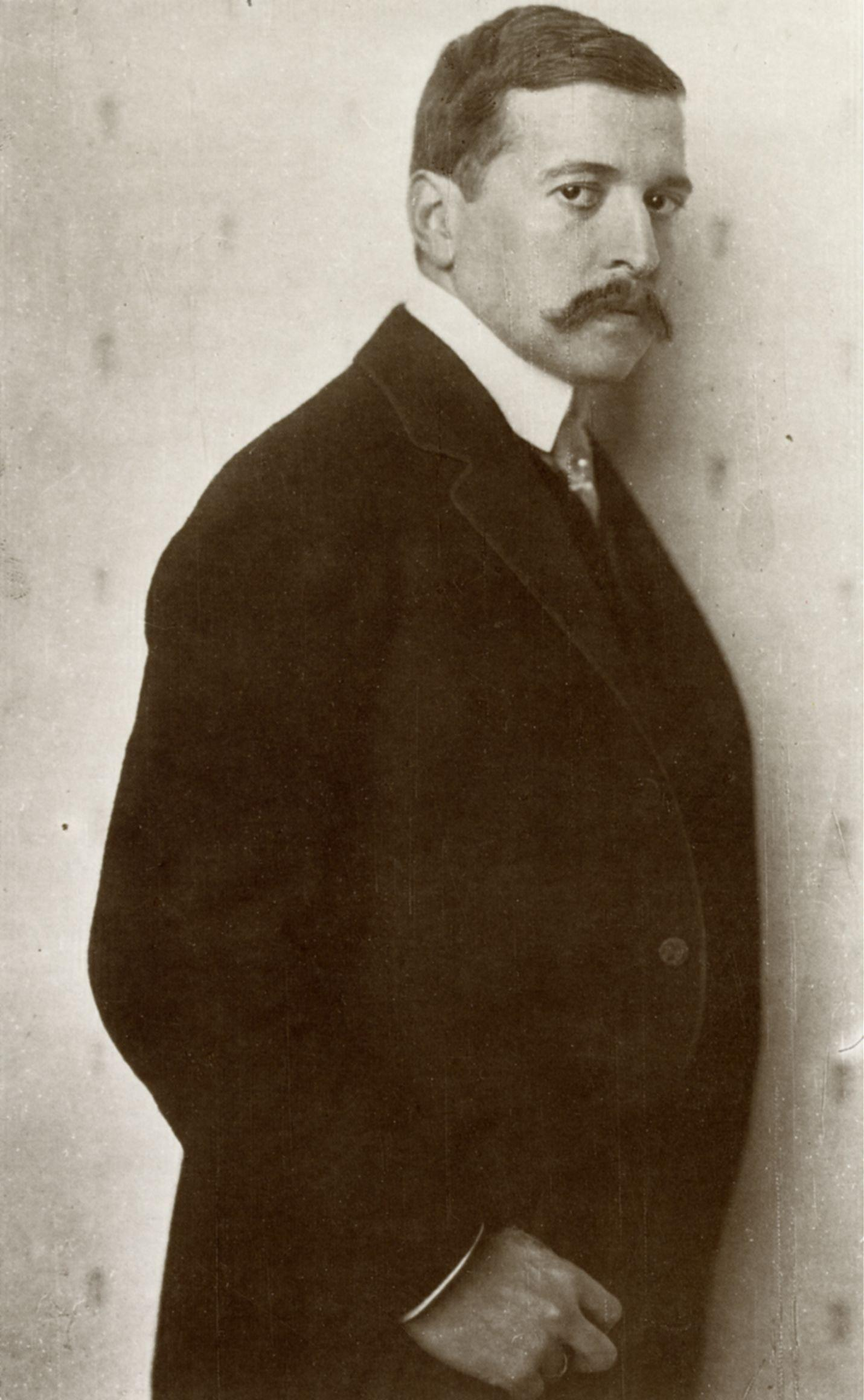
Hugo von Hofmannsthal (1910)

- 15. Juli: Hugo von Hofmannsthal, österreichischer Schriftsteller (* 1874)
- 22. Juli: Bror Beckman, schwedischer Komponist (* 1866)
- 22. Juli: Paul Flechsig, deutscher Psychiater und Hirnforscher (* 1847)
- 25. Juli: Matti Aikio, norwegischer Dichter (* 1872)
- 30. Juli: Karl Henckell, deutscher Lyriker und Schriftsteller (* 1864)
- 31. Juli: José de Castro, portugiesischer Rechtsanwalt, Journalist und Politiker, Ministerpräsident (* 1868)
- 31. Juli: Hermine von Janda, österreichische Malerin (* 1853)
- 03. August: Josef Andergassen, österreichischer Kunsttischler, Altarbauer und Bildhauer (* 1861)

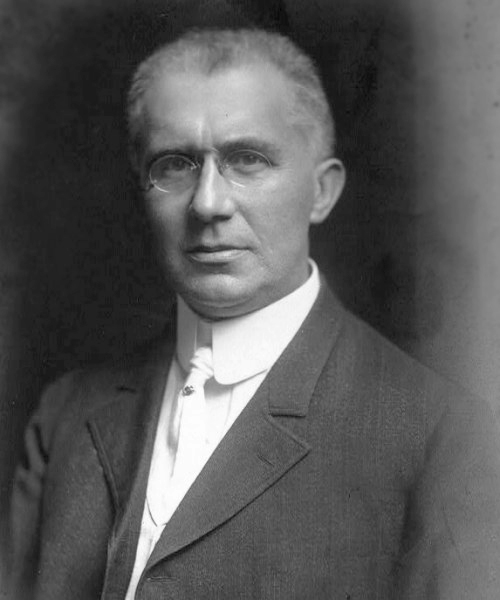
Emil Berliner

- 03. August: Emil Berliner, Erfinder der Schallplatte und des Grammophons (* 1851)
- 03. August: Thorstein Veblen, amerikanisch-norwegischer Ökologe und Soziologe (* 1857)
- 04. August: Carl Auer von Welsbach, österreichischer Chemiker und Unternehmer (* 1858)
- 05. August: Millicent Garrett Fawcett, englische Frauenrechtlerin (* 1847)
- 08. August: Willy Ascherl, deutscher Fußballspieler (* 1902)
- 08. August: Paul Mishel, deutscher Maler (* 1862)

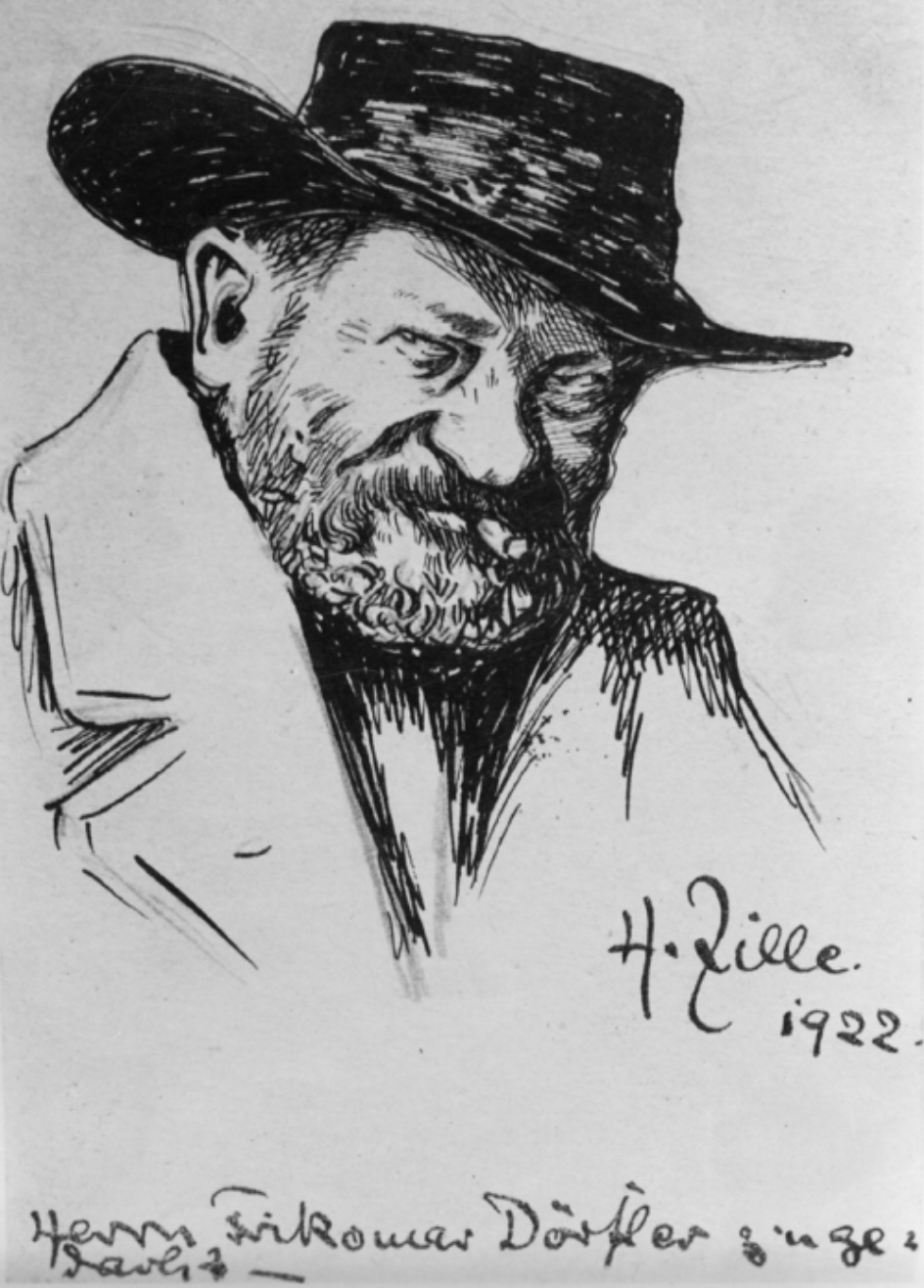
Heinrich Zille, 1922

- 09. August: Heinrich Zille, sozialkritischer Zeichner und Fotograf (* 1858)
- 12. August: Rudolf Nováček, tschechischer Komponist und Dirigent (* 1860)
- 15. August: Pilar Fernández de la Mora, spanische Pianistin und Musikpädagogin (* 1867)
- 16. August: Frank Van der Stucken, US-amerikanischer Komponist und Dirigent (* 1858)
- 17. August: Otto Gleim, deutscher Gouverneur von Kamerun (* 1866)
- 17. August: Cyrus Locher, US-amerikanischer Politiker (* 1878)
- 19. August: Sergei Djagilew, russischer Begründer des modernen russischen Balletts (* 1872)
- 22. August: Otto Liman von Sanders, deutscher General (* 1855)
- 24. August: Gustava Louise Georgia Emilie Grüner, dänische Malerin (* 1870)
- 26. August: Friedrich Ottiker, Schweizer Unternehmer und Politiker (* 1929)
- 27. August: Giulio Bas, italienischer Komponist und Organist (* 1874)
- 27. August: Herman Potočnik, österreichischer Offizier und Raumfahrttheoretiker (* 1892)

### September/Oktober
- 01. September: Stanisław Barcewicz, polnischer Pianist, Kammermusiker, Dirigent und Musikpädagoge (* 1858)
- 02. September: Paul Leni, deutscher Regisseur (* 1885)
- 13. September: Robert Lorimer, schottischer Architekt (* 1864)
- 18. September: Hermann Graedener, deutscher Komponist (* 1844)
- 21. September: Nathaniel Harris, US-amerikanischer Politiker (* 1846)
- 22. September: Ludwig Wendemuth, deutscher Wasserbauingenieur und Baubeamter (* 1860)
- 23. September: Richard Zsigmondy, deutscher Chemiker, Nobelpreisträger (* 1865)
- 30. September: Herman Snellen der Jüngere, niederländischer Ophthalmologe (* 1864)

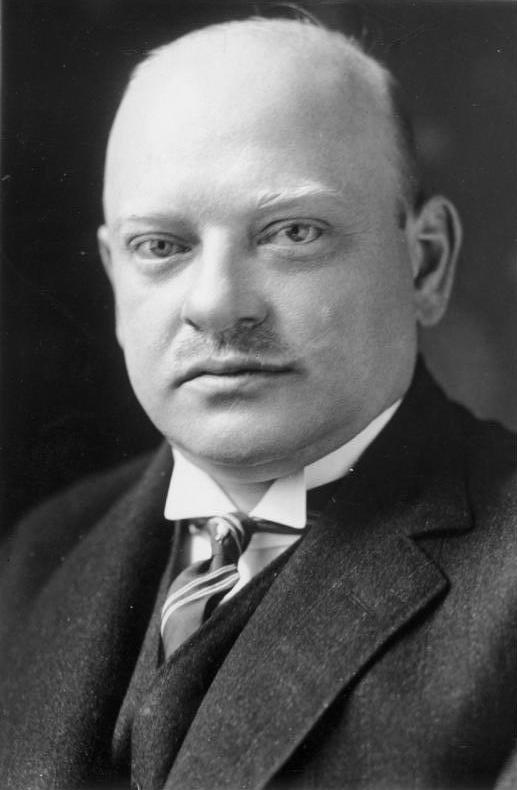
Gustav Stresemann, 1925

- 03. Oktober: Gustav Stresemann, deutscher Politiker und Gründer der Deutschen Volkspartei (* 1878)
- 03. Oktober: Carl Wolff, rumänischer Volkswirtschaftler, Journalist und Politiker (* 1849)
- 17. Oktober: Ada Crossley, australische Sängerin (* 1871)
- 20. Oktober: José Batlle y Ordóñez, Journalist und Staatspräsident von Uruguay (* 1856)
- 21. Oktober: Wassil Radoslawow, bulgarischer Politiker und Ministerpräsident (* 1854)
- 24. Oktober: Petrus Johannes Blok, niederländischer Historiker (* 1855)
- 26. Oktober: Swan Hennessy, irisch-amerikanischer Komponist (* 1866)
- 26. Oktober: Arno Holz, deutscher Schriftsteller (* 1863)
- 28. Oktober: Theodore E. Burton, US-amerikanischer Politiker (* 1851)

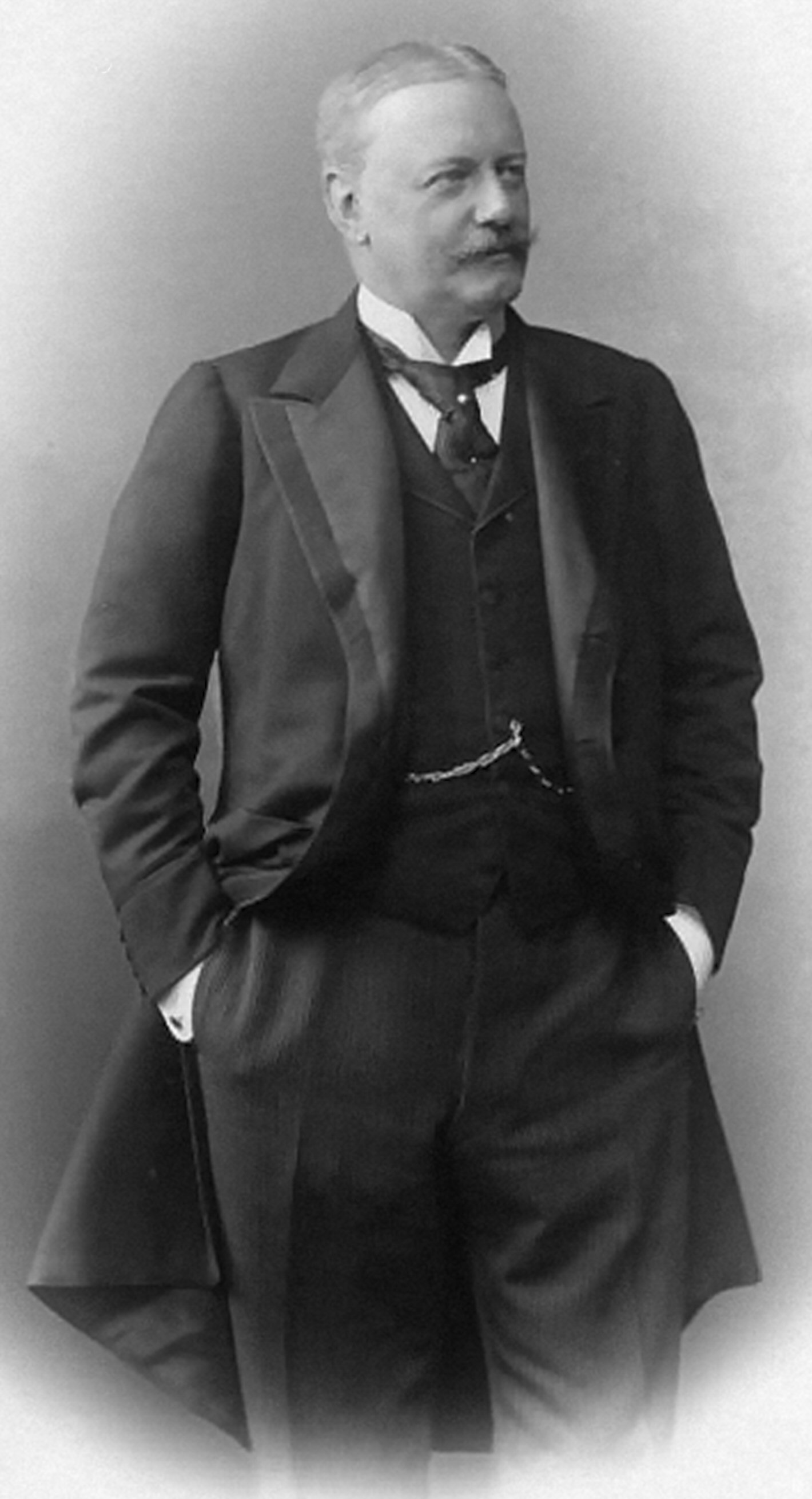
Bernhard von Bülow, 1895

- 28. Oktober: Bernhard von Bülow, deutscher Reichskanzler (* 1849)
- 31. Oktober: Norman Pritchard, indischer Leichtathlet, Olympiateilnehmer und Schauspieler (* 1875)
- 31. Oktober: José Relvas, portugiesischer Politiker und Ministerpräsident von Portugal (* 1858)
- 31. Oktober: António José de Almeida, portugiesischer Politiker (* 1866)

### November/Dezember
- 02. November: Lena Amsel, deutsche Tänzerin und Schauspielerin (* 1898)
- 03. November: Olav Aukrust, norwegischer Lyriker (* 1883)
- 04. November: Karl von den Steinen, deutscher Mediziner, Ethnologe und Schriftsteller (* 1855)

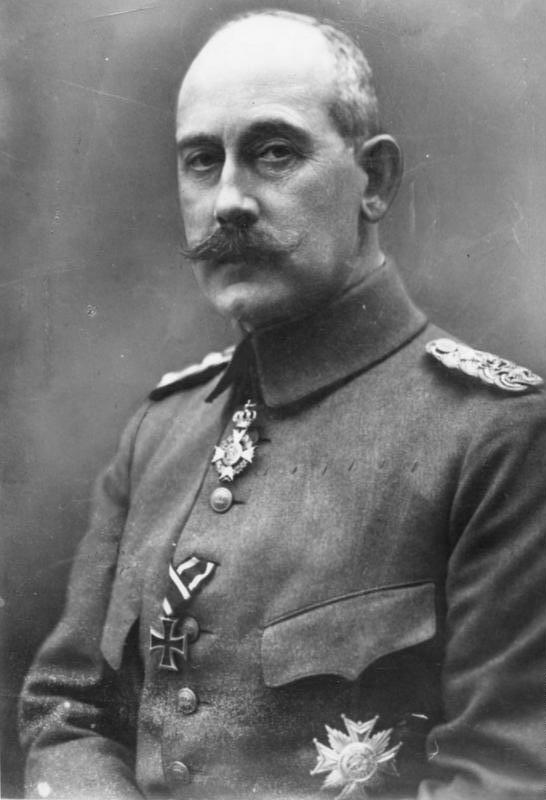
Max von Baden, 1914

- 06. November: Max von Baden, preußischer General und letzter Reichskanzler des Deutschen Kaiserreichs (* 1867)
- 08. November: Karl Albert Asal, deutscher Jurist (* 1859)
- 11. November: Ernst Maass, deutscher Altphilologe (* 1856)
- 11. November: Mieczysław Sołtys, polnischer Komponist (* 1863)
- 14. November: Kamala, indisches Wolfskind (* 1912 oder 1913)
- 14. November: Karl Scheurer, Schweizer Politiker (* 1872)
- 17. November: Herman Hollerith, amerikanischer Erfinder (* 1860)
- 23. November: Arvid Kleven, norwegischer Komponist (* 1899)
- 24. November: Georges Clemenceau, französischer Politiker (* 1841)
- 25. November: Elisha Albright Hoffman, US-amerikanischer presbyterianischer Geistlicher und Kirchenlieddichter (* 1839)
- 26. November: Chandra Shamsher Jang Bahadur Rana, Premierminister von Nepal (* 1863)
- 30. November: Catharina Klein, deutsche Malerin (* 1861)
- 04. Dezember: Louis F. Hart, US-amerikanischer Politiker (* 1862)
- 08. Dezember: Teddy Tetzlaff, US-amerikanischer Automobilrennfahrer (* 1883)
- 10. Dezember: Frederick Abberline, britischer Inspektor (* 1843)
- 10. Dezember: Franz Rosenzweig, deutscher Historiker und Philosoph (* 1886)
- 14. Dezember: Erich Harbort, deutscher Geologe (* 1879)
- 14. Dezember: Josef Noldin, Südtiroler Jurist (* 1888)
- 18. Dezember: Dietrich Behrens, deutscher Romanist (* 1859)
- 21. Dezember: Ernst Pündter, deutscher Schauspieler, Theaterleiter, Hörspielsprecher und -regisseur, sowie Sendeleiter der Außenstelle Bremen der Nordischen Rundfunk AG (NORAG) (* 1884)

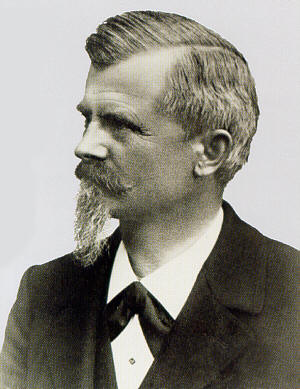
Wilhelm Maybach, um 1900

- 29. Dezember: Wilhelm Maybach, deutscher Autokonstrukteur und Unternehmer (* 1846)
- 30. Dezember: Franz Hilarius Ascher, österreichischer Großgrund- und Bergwerksbesitzer, Montankonsulent, Generaldirektor, Chefredakteur und Verleger (* 1852)
- 30. Dezember: Susanne von Nathusius, deutsche Porträtmalerin (* 1850)
- 31. Dezember: Alexander Lambert, polnisch-amerikanischer Komponist, Pianist und Musikpädagoge (* 1863)
- 31. Dezember: Charles Phelps Taft, US-amerikanischer Politiker (* 1843)

### Genaues Todesdatum unbekannt
- Giuseppe Aureli, italienischer Maler (* 1858)
- Bruno Donath, deutscher Physiker (* 1870)
- Henry Morton Dunham, US-amerikanischer Organist und Komponist (* 1853)
- Fernando Meza, chilenischer Maler (* 1890)
- Karl Nováček, tschechischer Cellist, Dirigent und Militärkapellmeister (* 1868)
- Elisabeth Schellbach, deutsche Illustratorin (* 1861)
- Sundar Singh, indischer Glaubensbote und christlicher Sadhu (* 1888)
- Minas Tscheras, armenischer Schriftsteller und Lehrer (* 1852)